# ルパン三世 (TV第2シリーズ)の登場人物
ルパン三世 (TV第2シリーズ) の登場人物（ルパンさんせい (テレビだい2シリーズ)のとうじょうじんぶつ）では、『ルパン三世 (TV第2シリーズ)』で登場する人物を列挙する。
本項では、漫画家モンキー・パンチ原作のアニメ『ルパン三世』の第2シリーズで登場した様々な人物を列挙している。ただし、レギュラーの5人（ルパン三世、次元大介、石川五ェ門、峰不二子、銭形警部）は対象外とする。
なお、本シリーズにおいて「五ェ門」は「五右ェ門」表記であるため（OPクレジット、第21・112・131話サブタイトル）、本項もそれに準拠する。
また、本項目では、名前の判明している人物（一部例外を除く）のみを取り扱う。

## 第1話「ルパン三世颯爽登場」
舞台：ポルトガルのリスボン国際空港、豪華客船「サーロイン号」
ミスターX
声 - 滝口順平
犯罪組織「スコーピオン」のコミッショナー。『ルパン三世 (TV第1シリーズ)』（以下、『TV第1シリーズ』）の第1話で登場し、ルパン暗殺に失敗した男。前作で焼死したかに見えたが、超人間（いわゆるサイボーグ）として甦り、小太りだった体格も筋肉質な巨体に変わっていて、超人的な怪力を身に付けている。ルパンを殺す事に常軌を逸した執念を抱いており、『TV第1シリーズ』第1話では50億ドル（1兆5千4百億円。TV第1シリーズ放映時のドル換算では、1ドル＝308円）、今回は1兆2千億円という大金を、いずれもルパン暗殺のためだけに費やしている。また、『TV第1シリーズ』でルパンたちを追って「スコーピオン」の開催したレースに関わっていた銭形も、本作でミスターXはルパン一味抹殺計画の中の手駒の一つとして利用。ルパンの海外逃亡を許し左遷されていた彼の元に、インターポールの船舶犯罪系取締課を語った辞令を送りつけておびき寄せている。
豪華客船「サーロイン号」にルパンの名を騙って招待状を送りつけ、ルパン達一行をおびき寄せるが、ルパンだけは正体にまでは気付かれ無くとも罠である事は見破られていた。サーロイン号の船内で、吊り天井、毒蛇、殺し屋、プールに鮫を放つ等、殺しの罠を次々と仕掛けるもことごとくかわされるが、本人曰く「これはあくまでも余興」。その後、ディナーショーで正体を明かし、超人間としての自らの力で復讐を遂げようとする。しかし、ハンデとしてルパン達に与えた武器や車両の中にある車を用いたルパンと不二子によりスプリンクラーが作動。部屋が水浸しになり、ルパンがスポットライトを銃で撃ち落とした事によって感電する形で敗北し、最後は奥歯に仕込んだ爆破装置で船を大破させ、ルパン達を亡き者にしようとするも失敗に終わった。
『TV第1シリーズ』第1話の時点で、五右ェ門はルパンやミスターXと無関係だったが、その後ルパン一味に加わった経緯で、本作ではミスターXの標的として狙われている。五右ェ門自身はルパンから犯罪組織「スコーピオン」の名前を聞いても何者か詳細を尋ねず、当然の敵として対応していることで、『TV第1シリーズ』当時もすでに「スコーピオン」やミスターXの存在は知っていたことが示されている。

## 第2話「リオの夕陽に咲く札束」
舞台：ブラジルのリオデジャネイロ市
オリベラ・ネット
声 - 富田耕生
リオ警察署の署長。飲酒運転で逮捕されたルパン達を刑務所に収監し、ルパン達を追ってきた銭形を出迎えて刑務所へ案内する。
ルパン達が収容された刑務所を「世界で監視が最も厳しい」等と自慢しており、脱走を警戒している銭形をよそに呑気にシュラスコ料理を食べる等、やや悠長な面が目立つ。結果的に映写機の偽映像を利用したルパン達の奇策によって脱走を許してしまう事になり、彼等の本当の目的であったリオのマラカナン・サッカー場で行われるブラジルのチャンピオン・ヨントスとニューヨーク・マンモスの好カードとなるサッカー試合の売上金27億円を強奪される最悪な事態となってしまった。
しかし、銭形の推測によってサッカー場と刑務所の中間地点に存在するルパン達が事故で激突させたコルコバードのキリスト像に盗まれた現金が隠されており、さらにはキリスト像を修理のために大型ヘリで運び出そうとしている作業員がルパン達の変装である事実が発覚。銭形と共に警官隊を率いてキリスト像の元へと向かい追い詰めるも、最終的には逃亡を許してしまう。ただし、キリスト像に積まれていた現金はコンテナごと地上へと落下し、ルパン達も作戦を失敗させている。

## 第3話「ヒトラーの遺産」
舞台：ドイツの西ベルリン、東ベルリン（放送当時）、地中海
クロイツェン・ゲンハルト
声 - 永井一郎
アドルフ・ヒトラーの元秘密補佐官であった老人。現在は東ドイツで雑貨店を営み、ひっそり暮らしている。
「ヒトラーの遺産」の隠蔽の指揮を執っていた過去があり、その在処を知る唯一の人物として世界中に指名手配されている身であったが、ベルリン陥落とヒトラーの死のショックによって、ヒトラーの遺産の隠し場所どころか敬愛していたヒトラー本人の事さえもすっかり忘れてしまっている。
ヒトラーの遺産を知ったルパン達によって拉致され、ベルリンの壁を越える形で西ドイツにまで連れ出されてしまうも、半ば耄碌しているゲンハルトには脅してもすかしても効果が無かった。その結果、ルパン達は撮影所を借り切って、「ヒトラー最期の日」を再現するというショック療法で、彼に財宝の在処を思い出させる事を画策。ヒトラーに扮したルパンの姿を目の当たりにした事で記憶を取り戻したゲンハルトは、地中海のロゴス島40海里に存在する事を叫ぶ。
その後、ルパン達は指定された地中海の海里に沈められていたUボートの中から遺産の入ったトランクを探し当てたが、それはヒトラーの小学校時代の成績表や自画像だった。

## 第4話「ネッシーの唄が聞こえる」
舞台：スコットランドのネス湖、フランスのニース
Dr.オズ
声 - 梶哲也
UMAであるネッシーの捕獲を目論んでいる悪徳研究家。かつては「ネス湖の怪物史」という書物に写真を載せられる程のネッシー愛好家の医学生で、30年前にネッシー探索を行っていた中、突如謎の失踪を遂げたとされている。現在、右足は義足となっている。
元々はネッシーを愛していたが、ネッシーを神聖視するあまり生物に過ぎないという事実を理解していなかった結果、30年前にネッシーと直接対面した際に襲われて右足を喪失。以後はネッシーを逆恨みする様になり、金儲けの道具として利用する事を考える様になった。とあるウイスキーの製造会社が出した「ネッシーを生け捕りにした者に100万ポンドを贈呈する」という懸賞（1972年に期限切れ）は逃してしまったが、その倍額の懸賞金を支払ってもらう取引を北海の資産家と行った結果、ネッシーを捕まえて北海に運び見世物にする形で復讐しようと目論み、ネッシーそっくりの巨大ロボット・メカネッシーを制作している。
そんな中、どういう訳か、ネス湖に立ち寄った不二子の歌声にネッシーが魅了される事を突き止めた結果、ネッシーをおびき寄せるために不二子を拉致。そこへ介入してきたルパンと次元の二人も捕らえ、不二子に歌わせておびき出したネッシーを、メカネッシーの氷結剤で凍りつかせて捕獲に成功する。しかし、最後はルパン達によって取り付けられた不二子の歌声を録音したテープレコーダーにより目覚めて暴れ出したネッシーに襲われ、船ごと海に沈む形で死亡。海面には義足だけが浮かび上がった。

## 第5話「金塊の運び方教えます」
舞台：スイスのマッターホルン、イタリア、フランスのニース
車椅子の男
声 - 大木民夫
車椅子に乗った謎の男。サングラスを掛け髭を生やしている等、素顔の分からない風貌をしている。
不二子と組んで、マッターホルンに滞在していたルパン達に接触し、スイスの某銀行から金塊を強奪する計画を提案。ルパン達に出し抜かれない様にするためか、用心深く情報を伏せた上で計画を進めていき、強奪に成功した金塊を溶鉱炉で溶かし、強奪に用いたシトロエン・タイプHのボディ状に固める事で、「黄金カー」を制作するという奇抜なアイデアを実行させる。その上に通常車と同じ塗装を施し国外まで運ばせる中、わざと情報を銭形に流す事で黄金カーから一時的に離れざるを得ないようにし、その隙に不二子と共に黄金カーを持ち逃げするも、その不二子も乾杯の席で彼女の杯に睡眠薬を入れて眠らせ、金塊を独り占めしようとした。
正体は金塊を盗んだ某銀行の頭取本人で、自分の経営する銀行で金塊がルパン達に盗まれた様に見せ、自分自身の懐に収めるための大掛かりな芝居だった。しかし、不二子が完全に眠らなかった状態で正体を明かしてしまった事に加え、ルパン達も写真で自分の素顔を覚えていた結果、結局正体と目論みがばれてしまう事になり、最終的には銭形率いる警察に引き渡された。
事件後、海の中に沈み引き上げられた黄金カーを前に、銭形に向かって「あれを考え出したのは自分だ」と言う等、自己顕示欲の強さを覗かせている。しかし、散々振り回された銭形には、「ルパンもお前みたいに簡単に捕まりゃ、苦労しねえんだ!」と、激怒と共に罵倒された。

## 第6話「ピサの斜塔は立っているか」
舞台：イタリアのピサ
Dr.パオロ
声 - 加藤精三
イタリア国立地震研究所の元主任教授。
優秀な研究者であるが、性格は典型的なマッドサイエンティストであり、少しでも思い通りにならないとヒステリーを起こしやすい。教授時代、地震に関する研究成果は確かな物を持っていたのだが、あくまでも地震を「防ぐ」のが目標である研究所において、反対に地震を「起こす」事を研究していた結果、異端視されて科学アカデミーを追い出された経緯を持つ。その為に、自身の研究成果を認めようとしなかったイタリア政府に強い恨みを持っていた。
自らの研究成果の集大成として、地殻変動の起きやすいエネルギーの溜まり場に特殊電磁波を送り込み人工的に歪みを発生させる形で地震を起こせる「地震発生装置」を発明。見せしめとして、とある村を指定時間となる12時ちょうどに地震発生装置による地震で壊滅させ、自分に対する正当なる評価として10億リラを要求し、払わなければイタリアの象徴の一つであるピサの斜塔を崩壊させるとイタリア政府を脅迫する。対処のしようが無い政府は、金をトランクに詰めて指定の場所に落としたのだが、ルパンと銭形の介入によって金がトランクから振り落とされて海に散ってしまう。
警察を介入させた事と金が手に入らなかった事で激怒した結果、今度は倍額の20億リラを要求し、払わなければ地震発生装置によってピサの斜塔のみならずイタリア全土をも地震で崩壊させると宣言する。再びイタリア政府を脅迫した後、自分の研究所に潜入してきたルパン達を捕らえ、イタリア政府のスパイと断じて地震を起こさせようとするが、そこへ約束の20億リラを持ったイルカが戻ってきた事に驚愕。そして、正体を明かして脱出したルパン達に地震発生装置を破壊されてしまった結果、自暴自棄になり、最後は全てを滅ぼさんとしてアジトの島ごと沈没させ、狂気の笑い声を挙げながら海中に消えた。
助手が1人おり、ルパン達に攻撃を仕掛けている。
地震対策本部長官
声 - 大宮悌二
イタリア政府が設置した対策本部の長官。
インターポールからルパン逮捕の為にやってきた銭形に協力するよう要請は受けていたが、Dr.パオロによる地震を起こすという脅迫によってそれ所では無い状況となっていた。パオロからの見せしめによってイタリアのとある村が支店時間通りに自身で壊滅し、単なる脅しでは無い事を実感し悩んでいた中、銭形がこの対策本部に乗り込んで「これはルパンの仕業である」と訴えた。だが、ルパンが関与している証拠が全く無い為に長官は相手にせず、それでも銭形がしつこく引き下がらないので会議の場から摘み出した。パオロの開発した地震発生装置の対策が皆無だった為に、イタリア政府は要求通り金を払おうとしたのだが、その金を横取りしようとしたルパンと阻止しようとした銭形が妨害。金が海中に散ってしまった為に、取引は失敗に終わってしまう。当然、激怒したパオロから新たに金を要求される羽目になり、ルパン逮捕の為に余計な邪魔をした銭形に激怒し、「次に邪魔をしたら国外追放」という警告をして再び摘み出した。
後にルパンによってパオロが倒されると、ピサの斜塔を守った功績として、イタリア政府を代表して銭形に感謝状を贈呈した。

## 第7話「ツタンカーメン三千年の呪い」
舞台：エジプト
ツタンカーメン
古代エジプト第18王朝のファラオ（王）の霊。より厳密な表記ではトゥトアンクアメン(Tut-ankh-amen)という。
「不吉だからやめておけ」という次元と五右ェ門の反対も押し切り、ルパンと不二子はツタンカーメンの遺品である黄金のマスクをエジプト考古学博物館からまんまと盗み出す事に成功するが、悪ふざけでマスクを被ったルパンはツタンカーメンの怨念に取り憑かれてしまい、散々苦しめられる事になってしまう。自分を完全にツタンカーメン本人だと称するルパンは、ピラミッドの上によじ登ったりする等、奇行を繰り返し、流石の不二子も怨念で衰弱したルパンの哀れな姿を見るに見かねた結果、うんざりになったマスクを断念。次元と五右ェ門の二人に元の博物館へ戻すよう託す。
しかし、マスクが手元を離れてもルパンにはツタンカーメンの怨念が宿ったままで、意味不明な言語を唱えるルパンを照らす明かりにはツタンカーメンの影が映っていた。お構いなしに追ってくる銭形の追撃を不二子がかわす中、自らの安息の地である「王家の谷」に帰る事を望んでいたツタンカーメンは王家の谷へと向かうが、最終的に次元と五右ェ門によって博物館へのマスクの返還に成功。同時にルパンに憑いていたツタンカーメンの怨念も消えた。
不二子がルパンに情を見せる数少ないエピソードだが、ルパンにとって、この事件は相当のトラウマとなっているらしく、第23話ではヒエログリフを見せられただけでパニック状態になっていた。

## 第8話「ベネチア超特急」
舞台：イタリアのベネチア
ドン・マルチーノ
声 - 島宇志夫
表向きはシチリア島の牧場主で、自身の持ち馬であるセントジュニアはケンタッキーダービーで優勝するほどの実績を持った名馬となっている。しかし、正体は犯罪組織のボスであり、イタリア各地で巻き起こっている名画や宝石といった宝の盗難・強奪に関して裏で糸を引いており、自らのコレクションにしている。生まれて以来、シチリア島から出た事が無い為に、シチリア以外の人間との関わりも殆ど無い。
イタリアの警察に自分が犯罪組織のボスである事を薄々感づかれていたのを知ったのが切っ掛けで、セントジュニアを凱旋門賞に出走させる名目で盗んだ名画や宝石を「ヨーロッパ横断超特急（通称：ベネチア超特急）」にセントジュニアと共に乗せ、フランスへ運び全て換金しようとした。
列車の乗客に扮し「ローマで会った」と嘘を言って接触してきた不二子に対し、シチリアを出た経験が無い事実から何か目論んでいると察して問い質そうとするも、インターポールである銭形に扮したルパンが現れた事で取り逃がす事になる。その後、ルパン達が財宝を乗せた特殊車両だけを特急から切り離して強奪する作戦に出たが、予め特殊車両に自走できる装置を設置させた事で、特殊車両を切り離させて逃走。ところが、乗り込んだルパンとの銃撃戦でブレーキが壊れてしまい、更に対向列車との衝突を避ける為に前方の陸橋が爆破された結果、車両からの脱出以外は助からない状況となってしまう。だが、自らのコレクションへの執着心から、加速する暴走列車の中で発狂し、「宝は全部俺の物だ」と言い出した事で部下にも見放され、最後は笑い声を上げながら自分の宝と一緒に列車諸共と谷底へ落ちて死亡。
ルパンは落下寸前にセントジュニアに乗って脱出しているが、自分達が原因で部下にも見捨てられてしまったマルチーノを気の毒に思ったのか、列車内の宝物の殆どに手を付けようとはしなかった。
後に2001年に発売された『ルパン三世 THE SHOOTING』にも地獄行きベネチア超特急のステージで登場する。
マルチーノの手下
声 - 沢りつお・石丸博也
金髪の美女に変装してマルチーノに近付いた不二子を、「ローマでのパーティーで会った」という彼女の発言を聞いて不審人物であることを見破った（上述の通り、マルチーノはシチリアから出たことがなかったため）。最後は発狂したマルチーノを見限り、他の部下と共に暴走列車から飛び降りた。

## 第9話「浮世絵ブルースはいかが」
舞台：アメリカ
アラン・ブドンソン
声 - 千葉耕市
55歳の俳優。子役から叩き上げた大ベテランであり、演技力抜群だが何故か売れない役者馬鹿。
役者としての演技力を不二子に見込まれて東洲斎写楽の孫の「写楽三世（しゃらく さんせい）」を名乗り、飛行機内にてルパンに接近。祖父の写楽に挑戦すべく彼の浮世絵の作品全ての贋作を生み出しそれらを世界中の本物と取り換えてきたと偽り、そして残るは五右ェ門の祖先である「初代石川五右衛門」のみだが自らの余命は幾許も無いとする事で、感心したルパンが初代石川五右衛門の浮世絵を贋作とすり替させるよう仕向けさせる。話を信じ切ったルパン達に初代石川五右衛門の浮世絵を盗ませ、計画は見事に成功したかに見えたのだが、手に入れた絵にルパンが発信機を付けっ放しにしていたという想定外の事態が原因で、狂言が発覚してしまう。
その後、写楽三世の姿に変装したルパンによって逆に不二子の方がまんまと騙されてしまう事態となり、絵も不二子からの報酬もルパンに奪われたアラン自身は、身包み剥がされて不二子の車のトランクに押し込まれた挙句、不二子に「なぜ売れない役者なのかよくわかったわ」と悪態をつかれてしまう顛末となった。
地毛は茶髪だが、最後のシーンだけ作画ミスで白髪になっている。
名前の由来となった人物は、アラン・ドロンとチャールズ・ブロンソン。TV第2シリーズでルパン一味の窃盗計画が完全に成功したのは、この回が初めてである。

## 第10話「ファイルM123を盗め」
舞台：フランスのパリ、イギリスのロンドン
マルセル・デュラン
声 - 佐々木功
パリで暮らす容姿端麗で大富豪の若き青年。「パリ社交界の貴公子」とも称される程の女性に高い人気を誇る美男子だが、過去が一切不明となっており、彼の過去を暴こうとする者は皆、謎の死を遂げるという。しかし、表向きは穏やかで紳士的に振る舞うのに対し本性は冷酷非道で残忍な性格をした卑劣漢で、自身の過去を探って謎の死を遂げた者達も、事故などに見せかける形で故意に抹殺していたのが真実である。
ルパンの祖父「ルパン一世」のファンであるという建前で主催する社交パーティーにルパンと不二子を招待するも、それは二人を捕らえる為の罠であった、眠らせて捕らえた後、不二子を人質に取った上にルパンの身体に一定時間を過ぎると爆発する仕組みとなっている「ベルト型爆弾」（無理矢理外そうとしても爆発する仕組み）を巻き付け、スコットランド・ヤードに保管されているジョージ・マーシャルという前科十犯の泥棒（ルパン達から見れば「ケチなコソ泥」）の詳細が記載された「ファイルM123」を盗み出すよう強要する。
実はマルセルの正体は、ジョージ・マーシャル本人。かつてイギリスからフランスへ逃亡した後、その経歴を隠すべく整形してマルセル・デュランの偽名を名乗っており、ルパンに「ファイルM123」を盗ませたのは自分の過去を完全に消し去る為で、ルパンの身体にベルト爆弾を仕掛けたのも、あわよくば盗んだファイルごとルパンを始末しようという算段からだった。しかし、ルパンやその仲間達の覚悟や絆を甘く見ていた事が災いし、ルパン達三人はファイルを奪った勢いでフランスに舞い戻った上に、死を覚悟で爆発のタイムリミット直前に車でマルセルの屋敷に突入。慌てふためいたマルセルは間一髪でリモコンで起爆を停止するが、その隙を突かれて不二子を奪回される。怒り狂って改めて爆弾を動作させようとするも、既にルパンは爆弾を取り外してい為、自分が爆発に巻き込まれてしまう。一命は取り留めたが、整形した二枚目のマルセルの顔が爆発の衝撃で元の醜男のマーシャルの顔に戻ってしまい、「ハンサムなマルセルさん、自分の顔を見てごらんなさい」と不二子に皮肉を言われて水面に映っている元の顔を見た結果、現実を受け入れられず、「俺は二枚目マルセルだ！」と喚き散らしながら狂乱した。この時の様子からも、マーシェルとしての素顔に相当なコンプレックスを抱いていた事がうかがえる。
その後、イギリスの女王陛下がマーシャルの件に貢献したお礼としてルパンをパーティーに招待しようとした事実から、最後はイギリス警察に逮捕されたと思われる。

## 第11話「モナコGPに賭けろ」
舞台：モナコ
ソクラテス・ネクサス
声 - 雨森雅司
モナコ暗黒街を牛耳るボス。
モナコGPで下馬評は低いものの密かな優勝候補と睨んだルパンに賭けて大儲けするために、ルパンをイカサマポーカーで負かして思い通りに操ろうとしたが、味方につけていたつもりの不二子によって計画は全てルパンにバレており、逆にルパンにモナコが2・3個買えるほどの賭け金を奪われた上、レースに賭けていた成金たちに支払いを迫られ、破産に追い込まれた。
ネクサスの側近
声 - 徳丸完
モナコにて不二子を出迎え、ネクサスがルパンを陥れる作戦では、ネクサスをポーカーに勝たせるために細工を仕掛けていた。後に不二子の裏切りを目の当たりにしたことで激怒し、金を奪った次元達を逃がさないように国境をすぐに封鎖するなど機動力の高さも見せた。

## 第12話「大統領への贈り物」
舞台：フランスのボルドー、アメリカのニューヨーク
署長
声 - 川久保潔
ボルドー警察署の署長。アメリカ大統領に送られることになった、ナポレオンが作らせたというワインを警備する警察官。
日本からやって来た銭形のことを最後まで「ゼニガメ君」と呼んでいた。
アメリカへ飛ぶ飛行機の中でルパン達に安物のワインとすり替えられるが、銭形が己の失態を言い出せなかったため、無事警備が完遂できたと思い込んでいた。
フランス政府からのワインを安物のワインとは知らずに飲まされた大統領一家は、その安物ワインの味を絶賛。盛んに「ブラボー」と評価するTV中継を見て大笑いしながら、本物を味わおうとしたルパン達だったが、盗んだワインは古過ぎて劣化が進み、飲めたものではなかったという皮肉な結果となった。

## 第13話「サンフランシスコ大追跡」
舞台：アメリカのサンフランシスコ
不二子の部下
声 - 矢田耕司
NASAの第七研究所にある、人造ダイヤの設計データが入ったマイクロフィルムを盗んだ実行犯の上司に当たる人物。
2人の弟分（声：池水通洋、小関一）に銭形の歯の中にマイクロフィルムを隠すよう命令し、成功はしたが、ルパンに捕えられて、マイクロフィルムの場所も知られることになる。その後ルパンは、マイクロフィルムを手に入れるために銭形を追い掛け回す。2人の弟分は、銭形を捕獲しようとするためにルパンを攻撃するも敢えなく失敗する。
実は裏で糸を引いていたのは不二子であり、ルパンは彼女を問い質した後、銭形からマイクロフィルムを取り出そうとしたが、くしゃみでマイクロフィルムは海の底に消えていった。
医師
声 - 八奈見乗児
ルパンを捕まえることができず、ノイローゼに陥っていた銭形が入った病院の医師。
「ルパンのことは今後一切忘れなさい」と銭形を診断して励まし、しまいには銭形と一緒に歌を歌い出す。この「治療」によって却っておかしくなった銭形は、いつもとは逆にルパンから逃げ回り始めた。

## 第14話「カリブ海の大冒険」
舞台：ジャマイカ、カリブ海
フォワード・ヒース
声 - 吉沢久嘉
ハリウッドの女優とも浮き名を流す、資産50億ドルと言われる世界一の大富豪。
不二子に熱を上げて38回目の結婚を申し込む。
正体不明の老人（変装した黒魔術師）からジャンボ・ルビーを手に入れてから、原因不明の高熱（実際はジャンボ・ルビーに染み付いた、コカインやヘロインなどの麻薬の原料となる紫馬酔木の匂いによる幻覚作用）にうなされ、さらにはハミングバードの大群に襲われて死亡した。
黒魔術師
声 - 辻村真人
肌が赤黒い老人。ハイチ島に古くから伝わる黒魔術教の一人。
かつて黒魔術教の神殿の警備隊長だった父親が、ルパン一世の侵入を許したことで処刑されてしまい、その恨みを晴らすためルパン一族を抹殺しようと目論んだ。
手始めに神殿にある邪神像からジャンボ・ルビーを盗み出してフォワード・ヒースに渡し、さらに不二子の手に渡らせることでルパンを誘き寄せ、神殿への侵入方法を模索するルパン達に地元の住人を装って接触、神殿への隠し通路を教えた後自分は先回りしてルパン達を待ち構え、自らの正体とルパン達を誘き寄せた理由を明かし、ゾンビを操って葬ろうとした。銃弾や斬鉄剣を喰らっても死なないゾンビ達でルパン達を悪戦苦闘させたが、ルパンが邪神像に仕掛けた小型爆弾を外そうとした際爆発で吹き飛ばされた。
ゾンビ
黒魔術教に伝わる生きる屍。黒魔術師曰く「黒魔術教の神の忠実なしもべ」。
全体が緑色で、邪神像が存在する限り、如何なる攻撃を受けても直ぐに再生・復活する。
ルパン達を苦戦させたが、次元のアイデアを聞いたルパンが小型爆弾を取り付けて邪神像を爆破させたことで朽ち果てた。

## 第15話「名探偵空をゆく」
舞台：ドイツ、グリーンランド
ガブリエル十三世
声 - 大木民夫
オーストリアの元・名門貴族。世界的な飛行船研究家である一方、探偵小説マニアとしての面も持つ。
自らの手で巨大飛行船であるヘンデンブルグ号を設計し、「ドラキュラの涙」という宝石を餌にする形で、ドイツからアメリカへと出向するヘンデンブルグ号にルパンをおびき寄せ、招待した世界的名探偵3人と銭形に捕まえさせようと画策する。
ドラキュラの涙を自分の義眼に隠すだけでなく、鉄仮面を被ったり精巧な人形と入れ替わるといった手段を駆使したが、ルパン達の方が一枚上手で、予めヘンデンブルグ号に潜入していたルパン達は名探偵3人と入れ替わり、更には執事（声：田口昂）に化けていた不二子に「ドラキュラの涙」を奪われ逃げられてしまう。しかし、脱出しようとしたルパン達3人をヘンデンブルグ号に仕掛けていたトラップで閉じ込める事に成功。自らもヘンデンブルグ号から脱出して一足先に複葉機でグリーンランドへ向かい、大勢の観衆と報道陣、軍隊、FBIの捜査官達と共に待ち構えた。
捜査官達に連行されたルパン達がFBIの護送車に乗せられるのを見届けると、感極まって号泣していたが、実はルパン達は今度は名探偵3人に協力してもらう形でFBIの捜査官達に成り代わっており、最終的にルパン達には逃げられ、ヘンデンブルグ号も爆破される等、結局は散々な結果に終わった。
シャーロック・ホームズ三世(1)
声 - 上田敏也
現代における世界的名探偵で、シャーロック・ホームズの孫とされる。
虫眼鏡を肌身離さず持ち歩き、様々なものを観察している。「久々にルパン君にお会いしたい」と発言しており、ルパンとは面識がある様子。
なお、第97話にも同名の人物が登場するが、それとは全くの別人。
ルパン逮捕のためにヘンデンブルグ号に乗り込むが、実は乗船直後に不二子に麻酔を嗅がされ、縛られて倉庫に放り込まれており、ルパンが彼とすり替わっていた。
「名探偵ともあろうものが、ルパンに変装されてその顔を宝石泥棒に利用されたのが公になっては名誉に関わる」という理由で、アーチャーや金田二共々、グリーンランド到着前にルパンと再び入れ替わって逃走を手助けし、脱出後にはどこかへ雲隠れする。
フィリップ・アーチャー
声 - 玄田哲章
アメリカの私立探偵。酒と女を愛するハードボイルド探偵。
ルパン逮捕のためにヘンデンブルグ号に乗り込むが、直後に次元と入れ替わっていた。
金田二 耕助（きんだに こうすけ）
声 - 納谷六朗
日本の私立探偵。頭からフケを飛ばしまくる青年で、ヘンデンブルグ号を「犬神家よりも大きい」と評している。山奥で生活しており、地面に足をつけていないと不安になるようである。
ルパン逮捕のためにヘンデンブルグ号に乗り込むが、直後に五右ェ門と入れ替わっていた。
捜査官
FBIに所属する三人の捜査官達で、グリーンランドにてヘンデンブルグ号に閉じ込められたルパン達を逮捕すべく乗り込んだが、あっけなく返り討ちに遭ってしまい、三人共気絶させられて服を取られた挙句に、ルパン達が逃走する為の変装に利用される事になった。

## 第16話「二つの顔のルパン」
舞台：フランスのパリ
偽ルパン
声 - 樋浦勉（正体が明かされるまでは山田康雄）
ノーミル博士の相棒。本名は不明。
自分の顔をルパンによく似た顔に整形し、次々と残忍な殺人や強盗を行い、その罪をルパンになすりつける。だが不二子の活躍によって、「ルパンは変身病」というノーミルの嘘は暴かれ、「変身したルパン」としてノーミルと共に銭形に逮捕される。
ノーミル博士
声 - 大竹宏
精神科医。偽ルパンを操る黒幕。
ルパンの父親と友人であり、ルパン一味とも旧知の仲だが、その信頼を悪用し、「ルパンはジキル博士とハイド氏のように、夜中の12時になると人相が変わり、人格も豹変する『変身病』にかかっている」という嘘を吹き込み、偽ルパンに犯罪を続けさせる。
自分の顔が変わって殺人を犯す現場の映像を見せられて自分自身が信じられなくなったルパンは自殺しようとするが、不二子によって真相は暴かれる。そして、「ルパンが凶悪な人相に、変身病に感染した次元もノーミルに変身する」という現場を見せられた銭形によってアジトに踏み込まれ、「変身した次元」として偽ルパンと共に逮捕される。
フゴー
声 - 加藤修
宝石「ベルサイユの星」の所有者。
「明後日午前3時に頂戴する」というルパンの予告状を受け取って銭形に相談するも、銭形が帰った直後に偽ルパンが現れ、「いつも予告通りに現れるとは限らない」と嘯く偽ルパンに射殺されてしまう。
ゼニアル
声 - 清川元夢
フランスきっての財閥の当主。
家宝「アフリカの女王」を狙う不二子に懇願され、金庫を開けたところで偽ルパンが乱入。投げつけられた手榴弾で爆死し、「アフリカの女王」を奪われる。

## 第17話「オイルダラーを狙え」
舞台：アラビア
ローレンス三世
声 - 堀勝之祐
アラビアのローレンスの孫を自称する男。油田を爆破し、国家に1億ドルを要求する。
「秘密情報部のモハメッド・ハッサン」という表の顔があり、油田爆破の脅迫対策会議にも出席して、大人しく金を払う方向へ会議の意見を誘導した。ルパンが国王に化けて金を支払うよう命じたのも見抜いており、1億ドルを横取りしようとするルパンに一杯食わせてカプセル型小型爆弾を飲ませたり、金を詰めたトランクにルパンが発信機を取り付けたことにも気付いて、罠として逆用するなど、ルパンを散々手玉に取った。1億ドルを追ってきたルパン達を捕らえて処刑しようとしたが、不二子の色仕掛けにかかり、処刑を明朝に延期して、彼女と同衾しようと目論む。だが調子に乗って、自分がローレンスの子孫ではないことを漏らしてしまい、さらに不二子によって睡眠薬とカプセル型小型爆弾を飲まされて眠らされる。そして真っ赤な偽物であることがシェイク・アリに露見し、爆殺される。
シェイク・アリ
声 - 矢田耕司
ローレンス三世の忠実なるしもべ。
義賊である初代ローレンスに心酔するがゆえに、三世の部下として働いていたが、あちこちの国を脅迫して金を強請りとろうとする三世のやり方には、あまりいい顔をしていなかった。一度は捕えたルパン達をローレンス三世の命令で銃殺しようとするも、不二子の計略で彼が偽者であることを知ると、ルパン達の命を助けるなど、男気のある人物。その後、仲間と共にローレンスを爆殺するが、その爆破の衝撃で新たな油田が噴出し、歓喜していた。

## 第18話「ブラック・パンサー」
舞台：エーゲ海
コナイゾー警部
声 - 富田耕生
中に黒豹が宿っているというエメラルド「ブラック・パンサー」が盗まれる度に捜査に乗り出して解決してきたというフランスの専任警部。
博物館からブラックパンサーが盗まれた事件を知って「ルパンの仕業だ！」と空港に駆けつけた銭形に対し、対抗意識を持つようになる。最終的にはルパン達を騙してブラック・パンサーを手に入れ、不二子に求愛しようとするが、ハゲイトーの乱入によって失敗してしまう。
ハゲイトー
声 - 広瀬正志
コナイゾー警部の召使いの東洋人。モデルは映画「ピンク・パンサー」に登場するクルーゾー警部の使用人ケイトーであり、彼と同じように主であるコナイゾー警部に対し、ヌンチャクを振り回したり、何の前触れもなく跳び蹴りを仕掛けてくる。
ルパン達がこっそりブラック・パンサーを隠した「考えない人」の像を、コナイゾー警部に投げ飛ばされた勢いで壊してしまい、レプリカの像とすり替えて元通り修復したように見せかけたのち、本物の「考えない人」の像をなぜかヌーディストクラブの島に隠したため、ルパンやコナイゾー警部は右往左往させられる羽目になる。
一見頭が悪そうに思えるが実際はなかなかの頭脳派で食わせ者であった。
シャキル署長
声 - 阪脩
空港でコナイゾー警部を出迎え、その際に彼の鼻水で濡れた手で握手をさせられた。
ハゲイトーが「考えない人」の像を隠したエーゲ海のどこかにあるヌーディストクラブの島では、全裸で本を読んでいた。

## 第19話「十年金庫は破れるか」
舞台：日本
錠太郎（じょうたろう）
声 - 竹尾智晴（現・中尾隆聖）
金庫職人・丸金の息子。
父の十年金庫を破ったルパンに対し、自分が作った金庫を開けて欲しいと挑戦する。最初は断られるが、ルパンが飲んでいたジュースのコップに毒をこっそりと仕込み、それを飲んで苦しむルパンに解毒剤は金庫の中にあることを告げ、挑戦を受けざるを得ない状況に追い込む。その金庫は卵形の球体で上下前後が一切ないという奇抜なものであった。
次元のマグナムも五右ェ門の斬鉄剣も全く歯が立たず、悪戦苦闘するルパン達であったが、偶然にもルパンが叫んだ「開けゴマ」の一言で金庫が開く。
実は、金庫に設定された「おまじない」を唱えるのが、金庫を開く唯一の方法だった。偶然の賜物とはいえ敗北した彼は、いつか必ずルパンに再挑戦すると言い残して去っていった。
原作にも登場するが、そこでは「豹吉」になっている。
丸金（まるきん）
声 - 及川宏夫
錠太郎の父。ルパンがしばらく日本を離れていた間に、金庫作りの名人として有名になっていた金庫職人。
自作の金庫を悉くルパンに破られたため、返品が殺到して会社は倒産に追い込まれてしまい、自らのプライドを掛けて三星銀行にある自信作・十年金庫を破ってみろと、新聞を使ってルパンに挑戦状を叩き付ける。自信満々の丸金であったが、ルパンはトリックを使って金庫を開けた。自慢の金庫が破られているのを目の当たりにして半狂乱となり、銭形にルパンに会わせるように懇願し、ノイローゼとなって寝込んでしまう。
しかし錠太郎との勝負の後、ルパンは「息子の金庫にこれだけ手こずらされたのだから、十年金庫は開けられなかっただろう」と認めていた。
頭取
三星（みつぼし）銀行の頭取。既に破られた状態の十年金庫を見せて丸金をなじる。
しかし実は変装したルパンで、丸金と銭形が出て行った後、本物の頭取は、猿轡をされた状態で放り出された。
金持ち
声 - 池水通洋
物語の冒頭に登場したとある金持ちで、変装したルパンの腕試しに遭い、家中の金庫を破られて財産を奪われた挙句に「愛する妻の心まで奪われた」と大泣きしていた。その破られた金庫は全て丸金が作ったものであり、プライドを傷つけられた丸金はルパンに挑戦状を叩きつけることになる。
金持ち婦人
声 - 高島雅羅
物語の冒頭に登場した、ルパンが腕試しのために忍び込んだとある屋敷の金持ちの婦人。
それなりに美人で、丸金作の指輪型の超小型金庫を自慢していたが、酔っぱらいの婦人（声：丸山裕子）に変装したルパンに、指輪型金庫の中の宝石と、自身の心まで奪われてしまった。
カーテンを開けたまま服を着替えるという無用心な一面も。

## 第20話「追いつめられたルパン」
舞台：某独裁国家
ハトラー
声 - 辻村真人
某独裁国家の総統。背が低く、ちょび髭を生やしている。
ルパンはハトラーの付けている勲章の宝石を釣竿で盗もうとしたが、強い北風によって手元が狂い、ハトラーのカツラを取ってしまう。ハトラーはカツラ着用の事実が国民にバレて赤っ恥をかき、その復讐および威信回復のためにルパンを抹殺するようヘスに命じる。
ゲルハルト民族至上主義で、「地球全土をワシのものにする」という傲慢な発言もする独裁者だが、国民からは圧倒的な支持を得ている。また、海援隊の「あんたが大将」がお気に入りで、レコードをかけながら満悦して踊り狂うコミカルな面もある。
結局ヘスはルパンを取り逃がした上に、責任転嫁にしか聞こえない報告をしたため、逆上し、ヘスに死刑を宣告した。
ヘス
声 - 滝口順平
某独裁国家の司法長官。片目にアイパッチを着けている。
ハトラーに盲目的服従をしており、ハトラーの悪口を言うだけで国家反逆罪扱いし、下手をすればその場で銃殺するので、趣味は殺人ではないかと言われるほど。
古城に立て籠もったルパンと不二子を大軍勢で包囲し、銃撃やコマンド部隊による強襲で追い詰めてゆく。銭形の投降勧告も拒否し、戦車隊による総攻撃の中、ルパンと不二子は最後に残った2発の銃弾で自決しようとするが、次元と五右ェ門が気球で救出に駆けつける。ヘスは撃ち落とそうとするも、気球に大きく描かれたハトラーの肖像を撃つことができずに取り逃がし、その上「総統閣下のせいで取り逃がしました」と、責任転嫁にしか聞こえない報告をしたため、ハトラーに死刑を宣告された。

## 第21話「五右ェ門の復讐」
舞台：日本の三重県伊賀・赤目
自然 風太郎（じねん ふうたろう）
声 - 千葉順二
10年前、五右ェ門が伊賀赤目で修行を積んでいた頃の師匠で伊賀忍者の祖。伊賀忍法皆伝書を狙う弟子の必殺人九郎に殺害され、五右ェ門は死闘の末に人九郎を倒して仇をとった。
彼の残した伊賀忍法皆伝書は「愚か者はこの蓋を取ってはならない」と注意書きが書かれており、しかも中身は「笑ふ門には福来たる」と書いた紙切れが入っているだけであったが、「この箱を開けて笑うことの出来た者は、人生道へ免許皆伝じゃ」という師の声が聞こえた五右ェ門はその教えを理解し、涙を浮かべながらルパン、次元と笑い合った。
必殺 人九郎（ひっさつ じんくろう）
声 - 渡部猛
五右ェ門と同門の兄弟弟子。勝つためには手段を選ばない卑劣漢。
伊賀忍法皆伝書を狙い、師である風太郎を殺害。次に五右ェ門を卑怯な手を使って追い詰めたものの、ルパンと次元の乱入によって阻まれ、五右ェ門の復讐の手から逃れるために銭形と手を結んで刑務所に入ろうと画策する。裁判でも「逃げも隠れもしない」などとふてぶてしい態度を見せたが、ルパンの策略により無罪放免の判決を下されたことに慌て、「自然風太郎は俺が殺した」と喚くも観念して五右ェ門と対決せざるを得なくなる。「互いに正々堂々」と約束しながらも、しびれ粉を五右ェ門にかける卑劣な手で優位に立ち、崖まで追い詰めたが、止めを刺す寸前に五右ェ門が咄嗟に投げた斬鉄剣を伝った落雷を喰らい、全身黒焦げになり死亡した。
裁判長
声 - 緑川稔
必殺人九郎の自然風太郎殺害容疑での裁判の裁判長。正体は裁判長に変装したルパン。
検察側が提出した証拠物件を片っ端からふざけた偽物の証拠品にすり替えて人九郎に無罪判決を言い渡し、人九郎と五右ェ門を一騎討ちさせることに成功させた。
本物は、机の下で猿轡をされていた。
検事
声 - 村松康雄、市川治
必殺人九郎の自然風太郎殺害容疑での担当検事。眼鏡を掛けた白髪の検事と茶髪の若い検事の2人が裁判を担当した。
その裁判で裁判長に変装したルパンが、検察官の提出した証拠を片っ端からふざけた偽物の証拠品にすり替え、証拠不十分として人九郎を無罪にされてしまった。
弁護人
声 - 増岡弘
必殺人九郎の自然風太郎殺害容疑での担当弁護士。
裁判で、「検事側は審理が尽くされていないのに人九郎を殺害犯であると強引に決め付け、審理を妨げている」と発言し、証拠の提出を求めさせた。出番はこの発言だけで、あとは裁判長に変装したルパンの証拠品すり替えにより、労せずして裁判に勝利した。

## 第22話「謎の女人館を探れ」
舞台：女人館
女人館の主
声 - 此島愛子
アジアらしき場所のどこかにある女人館の主。
自分の妹を使って竜宮城のような自分の館に男をおびき寄せ、徹底したサービスで骨抜きにして、用済みにした後は老化用ガスの入った玉手箱で「浦島太郎」の如く老人にして帰してしまう。
女性が飲むと虜になってしまう幻覚剤か媚薬らしき薬を宝として所有しており、妹に化けた不二子の変装を見破って薬を強引に飲ませて昏睡させた。その宝を狙ってやって来たルパンや、ルパンを追ってきた銭形をもてなして酔い潰し、老人にして追い返そうとするも、実は正気だったルパンにまんまと薬を盗まれて、最後はルパンが仕掛けた爆弾で老化用ガスが爆発して、妹と共に老婆にされてしまう。男を「薄汚い」と罵っている。
アニメでは名無しの緑髪美女だが、原作漫画では「姫乙（ひめおと）」という名前がある。
妹
声 - 鈴木希久代
女人館の主の妹。
女人館の近くで2人の暴漢（実は男に変装した手下の女（声：有馬瑞子ほか））に自分を襲わせるという狂言を使って、助けてくれた男に「礼がしたい」と言っては館に送り込んでいた。不二子が彼女に変装していた時の動向は不明。最後は姉と共に老婆にされてしまう。
アニメでは名無しの金髪美女だが、原作漫画では「芽華（めか）」という名前の黒髪の少女。
酔っ払い
声 - はせさん治
冒頭でルパンと次元とすれ違った男。
既にべろんべろんに酔っており、小松政夫の「しらけ鳥音頭」を歌いながらルパン達に女人館の存在を教えた後、自身が貰ってきた玉手箱を開けて老人にさせられた。後に館から1人で出てきた次元の前に五右ェ門が連れてきた。「女を助けたのが間違いの元だった」と後悔していた。
原作漫画では最初から老人の姿で登場して、「ロータ・猿宇（ましらう）」と名乗っている。
女人館の女たち
庭園や宮殿内の施設で戯れ、客をもてなしているが、実は全員、館の主姉妹の部下で精鋭の兵士である。
宮殿に近づこうとする次元と五右ェ門を迎撃するも、次々と倒され、宮殿内に待機している者や、果ては踊り子までが順々に戦闘要員として出撃してゆき、しまいにはほとんど女がいなくなるが、泥酔したルパンと銭形は気付かなかった。

## 第23話「第4次元の魔女」
峰 ブジ子
声 - 桜京美
峰不二子の叔母と称するブサイクなおばさん。太っておりメガネをかけている。
しかし、彼女に対して「ブス」など侮蔑する表現を使うと殺される。ルパンをいたく気に入ったようで、彼にキスをしたり、自分の大きな胸に彼の顔をうずめたりし、ルパン本人も大きくうろたえていた。
ホログラムを利用して不二子の幻影を映し出し、ルパンにロンメル元帥の遺産を探させようと画策する。
実は不二子が変装した姿であり、ルパンが彼女の体にさりげなく触れた際に違和感を覚えた事で正体が露見した。
部下
声 - 笹岡繁蔵、叶年央
ブジ子の部下で荒っぽい連中。
ルパン達の掘り起こした財宝を横取りしようとするが、ロンメルの作った塹壕の跡に全員落下してしまった。

## 第24話「怪盗ねずみ小僧現わる」
舞台：日本
ねずみ小僧次郎吉（ねずみこぞうじろきち）
声 - 樋浦勉
ねずみ小僧の四代目。
初代ねずみ小僧が、十代目石川五右ェ門とともに第一回国際泥棒選手権大会に出場するも、ルパン一世に敗北、その後、十一代目石川五右ェ門と初代ねずみ小僧は義兄弟の契りを交わし、子孫に大会賞品を奪うように託した。死んだ父親からそのことを聞かされた彼は、十三代目石川五右ェ門と手を組もうと持ちかけ、五右ェ門もこれを承服したことで、大会賞品だった書類を賭けてルパンと争うことになった。
窓の修理屋や水道屋に変装して書類のある警察署に侵入、五右ェ門が騒ぎを起こしている間に銭形の隙を付いて気絶させた後、彼から書類の保管庫の鍵を盗んで書類を奪うことに成功するが、銭形に変装したルパンによって書類を奪われてしまう。その後、この書類の正体が「大江戸警備人別帳」という、今では全く役に立たないものだったことをルパンに知らされ、一同は自分達のしていたことのあまりの馬鹿馬鹿しさに大笑いした。

## 第25話「必殺鉄トカゲ見参」
舞台：アフリカ某国刑務所
所長
声 - 内海賢二
アフリカ某国刑務所所長。
銀行強盗未遂や万引きなどの軽犯罪であっても、刑務所に来た受刑者は彼の裁量次第で終身刑にも死刑にもできる。
刑務所から脱獄した者には自らが開発した「鉄トカゲ」を放って亡き者とする非情な人物で、受刑者が逃走した際にその鉄トカゲを街中で爆発させる等、一般人が巻き込まれる事も一切意に介していない。脱獄者が出たとしても、鉄トカゲで必ず仕留められるという自信がある為に、彼の刑務所の中は全くの無防備で中で何をするのも許されており、看守もトランプ等で遊んでばかりで、唯一の仕事は鉄トカゲに入れる為の囚人の髪を抜き取るぐらいのもの。
刑務所に収容され、所長に言い寄られていた不二子を助けるため、ルパン達はわざと銀行強盗未遂を犯してこの刑務所に入り込み、鉄トカゲを誇示する所長の挑発に乗る形で脱獄はしたものの、どこまでも追ってくる鉄トカゲのしぶとさに辟易させられる。しかし後述の弱点を見抜いたルパン達は一度三方に別れ、刑務所の所長室で再合流することで鉄トカゲ同士を衝突させて、刑務所ごと爆破。所長は命を取り留めるが、最後は不二子が仕込んでおいた鉄トカゲによって、悲鳴を上げながら追い回される羽目になった。
鉄トカゲ
所長が開発した陸上走行型追跡ミサイル。全体がオレンジ色で、車輪が四つあり、目と口が描かれている。
髪の毛を入れることでその匂いを記憶し、内蔵のコンピューターが地形や状況を分析しながら、毛髪の持ち主を追跡、追いついた時にプラスチック爆弾で爆殺する恐るべき処刑装置。無数の吸盤が付いているため壁や木などもよじ昇り、また水中でも追跡することが可能で、銃弾はおろか落石の下敷きにしても破壊出来ない。
かなりの強固さだが、鉄トカゲ同士が互いに衝突すると爆発して二度と使えなくなるという弱点がある。
囚人1980号
明日、処刑が決まっていた死刑囚。
イチかバチかで脱獄し、通りかかったルパン達から車を奪って逃走するが、追尾してきた鉄トカゲの餌食となり爆死した。
不二子から救出を求める手紙を託されており、偶然その手紙を見つけたルパンは刑務所に潜入する事になる。

## 第26話「バラとピストル」
舞台：スペインのバルセロナ
ヘルベルト・フォン・マイヤー
声 - 細井重之
犯罪組織のボス。密輸・スパイ・殺しなど、金になることなら何でもする汚い男。
ルパンや次元とも面識があり、特にルパンに煮え湯を飲まされ続けたらしく、彼への復讐を目論見、リンダと共謀して次元とルパンに殺し合いをさせ、お互いがマイヤーの変装した姿だと思い込んだ2人は撃ち合うが、途中でルパンも次元も相手が本物だと気付き、相討ちになった芝居を打った。陰から見ていたマイヤーとリンダの会話を聞いて真相を知ったルパンと次元はマイヤーを追跡し、慌てたマイヤーは銃撃で応戦するも、次元の銃弾の一撃によってタイヤを撃ち抜かれ、リンダと共に車ごと海に転落死した。
リンダ
声 - 鈴木弘子
フラメンコダンサー。
マイヤーの組織を抜けようとして、組織の者から攫われたところを次元に助けられ、彼に一目惚れし、マイヤーを倒して欲しいと頼む。実はマイヤーの情婦で、次元とルパンを同士討ちさせて殺そうとしていたが、ルパン達にその罠を見破られ、最後は次元に車を銃撃され、マイヤー共々車ごと海に転落死した。
ホセ警部
声 - 肝付兼太
マドリッド警察の警部。
スペインにやって来た銭形を迎えるが、銭形の投げ手錠の洗礼を受けて感心する。

## 第27話「シンデレラの切手はどこへいった」
舞台　アメリカのカンザスシティ
アリス・ヘンダーソン
声 - 松島三川
「持っているとお姫様になれる」という言い伝えのある切手「シンデレラシャドウ」を欲しがる夢見がちな少女。
ルパンによって盗まれた切手は自分の物であると言い張り、返すようにとしつこく付き纏う。
口も達者な上に知恵も回り、ルパン、次元、不二子を手玉に取るしたたかさを見せ、ルパンから引き離そうとする不二子には「おばさん、妬いてるの？」等と無邪気に訊いていた。
ルパン達を散々振り回し、根負けしたルパンは「いつかアリスのお姫様になる夢が叶って、切手に用が無くなったときに取り返しにゆく」ことを条件に、彼女に切手を譲った。

## 第28話「女刑事メロン」
舞台：フランスのパリ
ガニマール・メロン
声 - 平井道子
通称刑事（デカ）メロン。5月12日生まれ。ルパン一世最大のライバルだったガニマール警部の孫娘。パリ警視庁の全警察官の中からコンピューターが選び出した、最も優秀な捜査官。
国立パリ大学を首席で卒業した頭脳明晰の才女にして、武芸百般に優れた捜査術・逮捕術の第一人者で、祖父の仇を討とうと、ルパン逮捕に燃えている。
普段はぱっとしない服装で、そばかすと分厚いレンズのメガネが特徴的の垢抜けない外見をしており、写真を見たルパンに開口一番「ブス」と言わせるほどだが、その素顔はかなりの美女であり、ルパンも素顔が美しいことには後に気づく。「ルパンは女に弱い」と言い放ち、色仕掛けで彼を仕留めることを示唆した際に、銭形に「あんたのようなブス…」と否定されかけるも、一瞬で美女に早変わりし、彼をして「女というのは恐ろしい」と言わしめた。
パリ中の銀行からパリ警視庁に金を集め、部長（声 - 宮内幸平）、銭形と共に警備をしていたが、変装したルパンと、次元の麻酔銃による援護射撃によって眠らされ、金を奪われてしまう。金を奪った後のルパンの居場所を突き止めて銭形に自慢しているが、本当は峰不二子によるメロンへの垂れ込みが原因だった。美しい素顔を用いてルパンに再度近づき、ルパンをメロメロにさせるが、実はその正体をルパンに看破されていた。銭形の捜索を受けて逃亡したルパンは彼女を気絶させて地下鉄で逃走するが、気を失ったまま車両内の札束の山の中に寝かされていたメロンは、いつの間にか不二子が入れ替わっており、その後彼女がどうなったのかは不明である。
原作『新ルパン三世』ではメロン奇一という名の男で、ガニマールとは無関係。「犯罪者には死を」がモットーで、懺悔をしていた少年犯罪者を殺せるほど冷酷な人物であり、その件でルパンに憎まれている。また、レギュラーキャラクターとして何度も登場する。

## 第29話「電撃ハトポッポ作戦」
舞台：フランスのパリ
X8号
声 - 伊武雅之
ルパンの空中浮遊術の秘密を突き止めようとするバロンに、不二子と共に雇われた男。「X8号」というのはコードネームで、その筋では有名らしい。
バロンの差し向けた偽ルパンと偽次元に囚われ、高圧電流による拷問を受けた上に母親の形見であるおもちゃのピアノを壊されたことで怒り狂う。だが、これは「ルパンに対する復讐心を植えつけてルパンを死ぬまで追いかけさせる」というバロンの企みであった。後に本物のルパンによって形見は直され、真相を聞き、騙されていたことを知ったX8号はバロンへの復讐に向かうが、その結末は不明。
バロン
声 - 塩見竜介
あるシンジケートのボス。
パリ警視庁のルパンに対する認識の甘さに怒り、窮余の一策としてシンジケートを利用することにした銭形と組んだ。部下を偽のルパンと次元に変装させ、X8号と不二子を襲わせて、ルパンに対する復讐心をX8号に植え付けた。
ドクター
声 - 槐柳二
バロンのお抱えドクター。
空中浮遊術の原理をバロンに尋ねられ、「電磁気的反発作用と栄養学的云々」ともっともらしい事を述べていた。

## 第30話「モロッコの風は熱く」
舞台：モロッコ
外人部隊司令官
声 - 雨森雅司
モロッコの外人部隊の最高司令官。いずれは革命を起こして政府を転覆させようと目論んでいる。
戦闘能力の高い人間を捕らえて、強制的に自分の部隊の隊員にしており、ルパンと銭形警部を同時に誘拐した。脱走しようとした2人の首に鋼鉄製の首輪を掛けることで逃亡を阻止しようとするも、まんまと逃げられ砂漠の中を追い回す。一度は逃亡した銭形を捕まえるも、ルパンによってガソリンを積んだ列車を爆破され部下ともども吹き飛ばされた。

## 第31話「白夜に向かって撃て」
舞台：ストックホルム
ラチカ・ビズビー
声 - 弥永和子
某国の女スパイでルパンとは旧知の仲。白い服装と金髪のショートカットが特徴。アニタとは双子だが、以前から「ブレンマットの宝」を巡って啀み合っている。
ルパンは彼女に接近し、アニタを倒そうと提案するが、その目的は彼女達の背中の白夜の間にだけ浮かび上がる「ブレンマットの宝」の隠し場所が彫られてある刺青だった。宝の本当の隠し場所が判明してから、島に居たルパン達を尻目にアニタと共に投げキッスをしていた。
アニタ・ビズビー
声 - 高島雅羅
某国の女スパイでルパンとは旧知の仲。赤い服装と金髪のロングヘアが特徴。ラチカとは双子だが、以前から「ブレンマットの宝」を巡って啀み合っている。
白毛（実はルパンの変装）を味方に付ける。ラチカと同じく、背中に「ブレンマットの宝」の隠し場所が、白夜の間だけ浮かび上がる。
原作では、リンダという名である。
白毛（しらげ）
声 - 二見忠男
殺し屋。
ナイフ投げにおいては超一流の腕を持つ。その腕前は次元ですらも恐れ、「関わらない方がいい」とルパンに警告している。
10万クローネの報酬でアニタと手を組んでいたが、この男はルパンが変装したもので、ルパンは一人二役でラチカとアニタの2人の背中に隠されている情報を盗み出す。
ゲオルグ
声 - 梓欣造
ラチカ・アニタ姉妹の父親であるビョルンに頼まれ、2人の背中に「ブレンマットの宝」の在り処の地図を記した刺青が浮かび上がるよう、細工した科学者。
いつまでも啀み合っているラチカとアニタの2人を仲直りさせるのを条件にこの事をルパンに教えるが、ルパンが約束を反故にして情報だけ手に入れて2人を仲直りさせなかった為、予め手を組んでいた不二子と共に2人を和解させ、本当の宝の情報を教える。
実はルパンが入手した2人の背中の刺青は偽物で、本当の地図は夏至の夜のほんの一瞬だけ浮かび上がり、二度と現れないという仕掛けが施してあった。「ブレンマットの宝」は、ラチカ、アニタ、不二子、ゲオルグの4人で均等に分けることを提案し、3人もそれを受け入れる。
ビョルン・ビズビー
ラチカ・アニタ姉妹の父親で故人。20年前に貧しい漁師に過ぎない身であったある時、洞窟の中に隠された「ブレンマットの宝」を偶然発見してしまったのだが、ビョルン自身は自分が宝を手に入れたと思っただけで満足であったらしく、洞窟を岩で塞いで宝を隠している。しかし、2人の娘に宝を残そうと考え、知り合いの科学者であるゲオルグに頼んで、2人の背中に「ブレンマットの宝」の在り処の地図を記した刺青が浮かび上がるよう、頼んでいる。
しかし、自らの死に際にラチカとアニタに宝の存在を教えた結果、大人になった2人は宝を巡っていがみ合い、本機で殺し合いまでする程、険悪な関係となってしまった。

## 第32話「ルパンは二度死ぬ」
舞台：アメリカのマイアミ
ピューマ
声 - 玄田哲章
要人暗殺を専門とするプロの殺し屋で、ルパンを恨んでいるタイガーからの依頼でルパンの命を狙う事になる。
ルパンの所持する犯罪ファイルナンバー1058には、「1960年代のある時期に中南米・アフリカ各国の要人を次々と暗殺した殺し屋。仲間を持たず、犯行の手口が巧妙なため、各国スパイ組織の必死の捜査にもかかわらず、依然として行方が掴めていない。特技無しだが、これは彼があらゆる殺人術に長けているという事を意味する」と記録されている。不二子が銭形に「逮捕でもよいからルパンを保護してほしい」と依頼したという事からもその腕前がよく分かる一方、数多くの暗殺を実行に移していながらなぜか誰一人顔についてすら明らかになっていなかったのだが、実は自分の顔を誰にも知られないようにする為、対象を暗殺した後、報酬を支払い終えた依頼者まで殺すという、卑劣なやり方によるものであった。
最初は「一度手合わせしてみたかった」と暢気に構えていたルパンを、昼夜問わない遠距離からの精密無比な狙撃で精神的に追い込んでゆき、葬儀屋に自分の棺桶を注文した挙句に破れかぶれになって一騎打ちを挑んできたルパンを射殺する。
しかし、実はルパンは葬儀屋の協力の上で仮死状態になっていただけで、まんまと一杯食わされたピューマは、暗殺を完了したと思い込んだ後、依頼主であるタイガーの所有する船上で報酬を受け取った直後に彼を射殺。そこへ死んだはずのルパンが出現し、激しく動揺した隙を突かれる形で銃を撃ち落とされ、ルパンの「ゆっくりおやすみピューマ、ルパンの愛と共に」との皮肉なセリフと共に、ダイナマイトで船もろとも爆死する末路を迎えた。
タイガー
声 - 加藤修
ピューマにルパン殺害を依頼した老人。かつてルパンに出し抜かれて一文無しにされてしまった恨みから彼の殺害を依頼した。
しかし、ピューマの卑劣なやり口を知らなかった事が命取りとなり、彼がルパンを射殺した後、自らのクルーザーの中で取引を終えた直後に射殺された。
葬儀屋
声 - 和久井節緒
ピューマからは逃げられないと死を覚悟したルパンが、上等の樫材の棺桶を用意するように依頼した葬儀屋の男。少々不気味な印象を漂わせる。
実はルパンの協力者で、ピューマに撃たれて海中に落下したルパンが仮死状態になる細工の手助けをしており、不二子にだけ真相を打ち明け、埋葬を見届けたピューマが去った後にルパンの棺桶を掘り出した。
電話口でルパンが話した「ルパン三世ここに眠る、峰不二子への愛と共に」という言葉を墓碑銘として彫るが、それに続けてルパンが「なあんちゃって」とおどけて言ったセリフもそのまま彫ったことでルパンから文句を言われる。
署長
声 - 緑川稔
マイアミ警察署の署長。
ルパンが死んだと思い込んで悲しみのあまり半狂乱で暴れる次元と五右ェ門を逮捕し、同じくルパンの死が信じられず逆上した銭形から手錠を掛けられ彼までが銃を乱射したことで「みんなクレイジーだ！」と怒り狂い、次元・五右ェ門と一緒に留置所に叩き込んだ。その後、仮死状態から戻ってきたルパンは署長に変装し、不二子と共に次元・五右ェ門を助け出した。
医師
声 - 沢りつお
ピューマの攻撃を受けて倒されたルパンの体を診察した医師。
手の施しようがないとした上で、「死因は心臓の貫通銃創」という判断を下した。これを聞いた次元は「ルパンが死ぬわけがあるか！」と反発したが、医師は「人は誰でも死ぬものです」と冷静に言った。
実はルパンは上述の葬儀屋の協力の元、弾痕の開いたボディスーツを着ていた。

## 第33話「オリオンの王冠は誰のもの」
舞台：不明
ジャガー
声 - 寺島幹夫
盗賊団の首領。彼の用心棒として次元が潜り込んだ。
「オリオンの王冠」を盗み出し、競売を行って竜巻に250万ドルで売る。
左手は鋼鉄製の義手で、指の先から針が飛ぶようになっている。
オークションの金を盗みに来たルパンの胸にこの針を複数打ち込んでいるが、ルパンは札束をその部分に仕舞っていたことで命拾いしている。後にルパンの策略によって、一旦は仲直りした竜巻と再び険悪になり、銃撃戦が勃発。五右ェ門に服を斬り裂かれた挙句に気絶させられ、駆けつけた銭形達に逮捕された。
竜巻（たつまき）
声 - 塩見竜介
日本の密輸組織のボス。彼の用心棒として五右ェ門が潜り込んだ。大きな体格で和服を着ており、相撲取りでもある。狡猾な性格で、同じ手口は二度と使わない。
何度も取引のあるジャガーに絶大な信頼を置いていて、ジャガーの主催する競売でオリオンの王冠を250万ドルで落札するが、用意した金の一部をルパンに奪われ、ジャガーと仲違いしてしまう。後にルパンの策略によって、一旦は仲直りしたジャガーと再び険悪になり、銃撃戦が勃発。次元と殴り合いになるが手も足も出ず、四股を踏んで相撲の技を披露しようとするも力尽きて倒れ、駆けつけた銭形達に逮捕された。
ブラックキャット
声 - 安田隆
ジャガーの側近の用心棒。
次元によれば蛇の如く執念深く残忍であり、暇さえあれば靴を磨いている。その靴の先端からは、鋭利な刃物が突出するという仕掛けになっていた。
ジャガーと竜巻が仲違いとなった際に、黒雲と対決し、壮絶な殺し合いを展開する。2本の釵を武器とし、敏捷な動きと、高い跳躍力からの飛び蹴りを仕掛けるなど、非常に優れた格闘能力を披露した。黒雲の鎖分銅に動きを封じられて止めを刺される寸前に、靴の先端の仕込み刃を繰り出し、相打ちとなって倒れた。
黒雲（くろくも）
声 - 徳丸完
竜巻の側近の用心棒。五右ェ門によれば情け無用の殺し屋であるという。
ジャガーと竜巻が仲違いとなった際に、ブラックキャットと壮絶な殺し合いを展開する。棒術の使い手で、得物の棍は2本に分割できるだけでなく、それぞれの先端に刃物や鎖分銅が仕込まれている。ブラックキャットの攻撃を弾き、動きを封じて止めを刺そうとするが、ブラックキャットの捨て身の反撃と相打ちになって倒れた。
次元は「相手にしていたら、自分達も簡単には勝てなかっただろう」と、この2人の強さを素直に称賛していた。

## 第34話「吸血鬼になったルパン」
舞台：日本、平来村
カミーラ
声 - 小谷野美智子
平来村で発掘された棺の中から発見された謎の美女。正体は吸血鬼で、狼やコウモリを使役し、噛みついた相手も吸血鬼になる。伝承通り、ニンニクと十字架が弱点。
2千年前、マリアによってイエス・キリストと共に生まれたが、自身が吸血鬼だったために、父ヨセフにより山の洞窟に捨てられたところを狼とコウモリに育てられ、やがてキリストが命よりも大事にしていた黄金のマリア像を奪い、キリストの手を逃れるために日本の平来（ヘブライ）村に渡り、人工冬眠用の棺の中で2千年もの間仮死状態で眠っていた（彼女曰く、キリストも平来村に渡って死んだのだという）。
その後丸木戸博士に発掘され、病院に収容されるも姿を消し、ルパンの前に現れると、「キスしてくれる？」と誘惑して彼の首筋に噛み付いて吸血鬼に変え、ルパンはカミーラに付いて行き、彼女との約束で不二子を拉致して生贄に捧げようとした。彼女の城にて、甦った吸血族達とダンスを踊っているところに、吸血鬼になりすました次元と五右ェ門が現れてルパンに接近するが、3人の姿が鏡に映ったことで（吸血鬼は鏡に映らないため）正体を見破り、他の吸血族と共にルパン達に襲いかかり、銃や斬鉄剣による攻撃も効果がなく、ルパン達を追い詰めるも、次元のニンニク連投や、五右ェ門が斬鉄剣と鞘を組み合わせて作った即席の十字架を投げつけられてひるんだところに、その十字架に雷が落ち、他の吸血鬼達と共に全身を焼かれて消滅した。
実はルパンは、カミーラに噛まれた時に特製の「吸血鬼用エリマキ」で首をガードしており、カミーラを信じ込ませるために吸血鬼の真似をしていただけであった。
青森県戸来（ヘブライ）村のキリストの墓伝説が元になっている。
丸木戸佐渡博士
声 - 吉沢久嘉
カミーラの棺を発掘した考古学者。
カミーラが抱いていた黄金のマリア像を自分の研究所で調査しようとするが、ルパンにまんまと盗まれる。
ドクター
声 - 野本礼三
平来医院の医師。
大酒飲みらしく、ルパンが担ぎこんだカミーラを酔っぱらいながら診察し、「血色がよくないから貧血症」などと適当な診断を述べていた。

## 第35話「ゴリラギャングを追っかけろ」
舞台：アフリカ某国
ゴリラギャング
メンバーは3頭のゴリラ。
パーティー会場を襲撃し、ルパンが狙っていたロックフード夫人の黒真珠を奪い去る。その後、不二子の提案で、再度パーティーを開いて、ルパンが方々で盗んだ宝石を不二子が借りて身に着けることで、ゴリラギャングをおびき寄せるという作戦を実行するが、不二子が宝石もろともさらわれるという結果になる。
しかし、実はゴリラギャングは黒真珠やルパンが所有する宝石を独り占めするために不二子が雇ったものだった。なお、本物のゴリラは1頭のみで、残りの2頭はゴリラの着ぐるみを身に着けた密猟者の男達である。ルパンはゴリラギャングのアジトに踏み込み正体を暴くが、銭形警部が警官隊を指揮してアジトを完全に包囲。最後の逃走の段階で逃げる描写があるのはルパン達のみで、ゴリラギャングの結末は描かれていない。

## 第36話「月影城の秘密をあばけ」
舞台：日本の東海地方
風魔 忍（ふうま しのぶ）
声 - 北浜晴子
風魔忍者の女頭領。煙玉を使って逃走したり、宙返りしながら忍び装束に早変わりしたりするなど、往年の時代劇のような忍術を使う。
月影城の財宝を狙ってルパン達を襲い、次元を目潰しで負傷させ、さらには風魔忍法七変化で不二子に変装してルパンに月影城に伝わる暗号を解かせ、財宝の在処を調べさせた。そして変装を見抜かれると次元を人質に取り、財宝との交換を強要する。ルパンは次元を解放させる取引の場で謎を解くが、巧みに事実を伏せて偽の場所を教えた。そして、辿り着いた天守閣の左側の鯱（しゃちほこ）が財宝の隠し場所と思い込み、それを丸ごと切り取って「月影城の財宝は貰った」と高らかに笑いながら凧に乗って飛び去った。その後ルパンは右側の鯱の中の財宝を発見したが、銭形の妨害によって手に入れられず、一緒に隠されていた名刀・月影丸だけは欲しがっていた五右ェ門の手に渡った。

## 第37話「ジンギスカンの埋蔵金」
舞台：モンゴル、ソ連のハバロフスク空港、日本の岩手県平泉町
ジンギスカン
声 - 相模太郎
かの大帝国を築いたジンギスカンの末裔。
ルパンに双頭の黄金獅子を盗まれ、その際に猿轡にされて屈辱を受ける。ルパン達を追って、日本の平泉にジンギスカンの埋蔵金があることを知ると、その隠し場所である五重塔でルパン達を殺して埋蔵金を奪おうとするが、五右ェ門に足場を崩されて転落、失神する。
この話は、今も伝わる義経=ジンギスカン説が元になっている。
住職
声 - 神山卓三
平泉（現在の岩手県西磐井郡平泉町）にある寺の住職。
竜神沼にあった源義経の埋蔵金（ジンギスカンの埋蔵金）をルパン達よりも先に掘り起こして五重塔の奥に隠し、静御前の亡霊になりすまして毎夜笛を吹き続けることで、その塔に誰も近づけないようにしていた。しかしルパン達によってその正体を暴かれ、五重塔の地下通路からたどりついた金庫に隠してあった埋蔵金も奪われてしまう。だが、実はそこは一般の銀行の金庫の一角であり、たちどころに通報されてルパン達は逃走。住職は原付自転車に乗って「わしの金を返せ！」と叫んでルパン達を追跡し、その後ろに銭形も飛び乗って追いかけて行った。

## 第38話「ICPOの甘い罠」
舞台：フランスのパリ
部長
声 - 木村幌
ICPOの本部会議で決まったとして、銭形をルパンの担当から外し、不二子を捜査官に任命。大掛かりな作戦を展開してルパンを捕らえ、不二子も一緒にICPOの地下特別留置所に入れた。
実はルパン逮捕のために不二子を利用したのであり、「敵を欺くにはまず味方から」と、銭形本人には内緒にしていた。
しかし不二子とルパンの本当の目的は、とある泥棒が地下特別留置所に入れられた際に隠したダイヤ「南極の星」を手に入れることであり、この一件は体よく2人で地下特別留置所に入るための最初から組んでの大芝居であった。そして見事にダイヤを発見した2人は、銭形によって日本に護送されるが、不二子が部長に「人を騙すといつかは自分も騙されるわよ」と忠告した直後、銭形に変装していたルパンが正体を明かして笑いながら逃げ去り、部長は大いに悔しがった。
なお、本物の銭形は麻酔薬で眠らされた状態でカプセルに閉じ込められており、最後はルパン一味が操縦する飛行機からカプセルごと放り出された。
泥棒
ルパンと不二子よりも前に逮捕されて、地下特別留置所に入れられた男。本名不明。
以前からルパン達が狙っていたダイヤ「南極の星」を盗みだしたものの、ルパン曰く「俺たちと違ってドジな盗っ人」らしく、警察に追い詰められた際にダイヤを飲み込み、収容された地下特別留置所のある場所にダイヤを隠し、最後までダイヤの在処を白状しなかった。
その後は無事釈放されたが、ICPOの地下特別留置所にダイヤを取り戻しには行けず、断念したと思われる。尚、肝心のダイヤは地下特別留置所のトイレのタンク内に隠していた。

## 第39話「香港の夜空にダイヤは消えた」
舞台：香港
胡珍古（コチンコ）
声 - 今西正男
香港の密輸組織のボスで「香港の夜の帝王」という異名を持つ。美しいもの、美味しいもの、強い男に目がない。
香港一の美食家であり、特に「料理は卵に始まり卵に終わる」と言うほどの卵好き。
所有する船の中にはニワトリ小屋があり、新鮮な卵がいつでも入手できるようにしているが、実はダイヤを餌に混ぜてニワトリに食わせ、卵の中に隠すという手口で密輸を行っていた。
ドラゴン・バーム・ガーデンと呼ばれる島の豪邸の池には、凶暴なワニが棲んでおり、彼の意にそぐわない者、気に入らない者は大満貫によってそこに落とされ、ワニの餌にしてしまう残酷な人物でもある。
島に世界中からあらゆる武道家を集めて、格闘技チャンピオンを決める大会を開き、その舞台裏では、宝石の闇取引を行っている。取引会場に乱入したルパンにダイヤを奪われ追いかけるも、ワニの池に落とされて尻をかじられた。
大満貫（ダイマンガン）
声 - 松田重治
胡珍古に忠実に従う用心棒。無口な男でほとんど言葉を喋らない。
超一流の武道家であり、怪力による肉弾戦のみならず、青龍刀と火吹きの攻撃を駆使する。
胡珍古の意にそぐわぬ者は容赦なく摘み上げてワニの池に叩き込む。屋敷に忍び込んだルパンと次元の処刑を胡珍古に命じられ、さらには五右ェ門とも壮絶な激闘を繰り広げるが、五右ェ門の巴投げでワニの池に叩き込まれた。そして、そのワニと戦ってへばっていた所をルパンに囚われ、ルパン達が逃亡用に即席でこしらえた熱気球のバーナーにされた。

## 第40話「ミサイルジャック作戦」
舞台：コスタリカ、サンホセ
トロンボ
声 - 緒方賢一
コスタリカ警視庁の警備局長。プエルトリコに飛ばす900億円相当のダイヤを積んだミサイルの警備に当たっている。
銭形の名を最後まで「ジョニガタ」と呼んでいた。
その銭形にそっくり似せたフィギュアをパトカーの助手席に乗せ、銭形本人をトランクに詰めることで、一度はまんまとルパン達を欺くことに成功した。しかし、後に科学研究所の所長に変装したルパンとその一味の巧妙な作戦に嵌まり、ミサイルの発射時刻を知られてしまう。そして、発射後にダイヤを見事に盗まれてしまい、結局失敗に終わった。
所長
声 - 緑川稔
ダイヤを積んだミサイルを発射する科学研究所の所長。
ペットに虎の「シシマル」がおり、いつもボディーガード代わりに連れている。そのシシマルを眠らせて変装したルパンによって、服を奪われて縛り付けられ、ミサイル発射を失敗させられてしまう。

## 第41話「かぐや姫の宝を探せ」
舞台：モナコ、フェニックス王国
カグヤ
声 - 藤田淑子
フェニックス王国の王女。
隣国の王子を新しい国王として迎えようとした矢先、王子が原因不明の奇病により10年以上の昏睡状態となり、その眠りから覚まさせる特効薬を捜し続けていた。ところがラーフラに「10日以内に薬を作らなければ王子は永遠に眠り続ける」と予言されたため、それを完成させるための残り3つの材料をルパン達に集めさせる事を画策。賭けレースで勝ったルパンには「ヒマラヤの雪男の涙」を、カジノの勝負で勝った次元には「地中海の海の底にいる人魚の鱗」を、五右ェ門には一芝居打った泣き落としで「中国の昆倫山脈にいる生きた龍の肝臓」を、それぞれ取ってくるように頼む。
秘薬は完成したが、その効能を「世界一の美女になれる若返りの薬」と思い込んだ不二子が奪い取って一口飲んでしまう。しかし秘薬の正体は強力な眠気覚ましであり、残りを王子に飲ませ、王子は無事に目覚めた。不二子はその後数日全く眠れなくなり、不眠症に悩まされる。
ラーフラ
声 - 鈴木れい子
カグヤに仕える魔女。
世界中の花の花粉と、雪男の涙・人魚の鱗・生きた龍の肝臓を使い、カグヤのために秘薬を作るが、不二子に捕まり成り替わられた。
ガイド
声 - 広瀬正志
ルパンに雪男の居場所を教え、雪男の祟り（雪崩）で氷漬けになったルパンをカグヤの元に送り届けた。
雪男
声 - 水鳥鉄夫
ヒマラヤ山中に住む雪男。
ルパンに向う脛を殴打され、大粒の涙を流した。しかしあまりにも大きな泣き声のため雪崩が起こり、ルパンは氷漬けになる羽目に。
王子
フェニックス王国の隣国の王子。
原因不明の謎の奇病にかかって目を覚まさなくなり、以後10年以上の昏睡状態にあった。ルパン達が不二子から特効薬を取り戻し、カグヤが薬を飲ませると、歯軋りを立てた後に目を覚ました。

## 第42話「花嫁になったルパン」
舞台：豪華客船「ビーナス号」
オナベス
声 - 大平透
造船王の大富豪。
「動く美術館」とも評される、総額五千万ドルもの美術品を積み込んだ豪華客船ヴィーナス号のオーナーで、結婚相手を選ぶために世界中の美女を集めてヴィーナス号でパーティーを開いた。しかし今でこそ大富豪となった彼だが、前身はギャングであり、その財産も血と弾丸で築かれたものである。
その血塗られた金で世界中の美術品を買い漁りヴィーナス号に積み込んだと知ったルパンは、オナベスに一泡吹かせるために女装してマリーと名乗り、ヴィーナス号に乗り込んで美術品を盗もうとする。ところが、同じく美術品目的でヴィーナス号に乗っていた不二子や、ルパンが乗り込んだと知った銭形に引っかきまわされて作戦は進まない上に、オナベスに一目惚れされてしまい、ルパンはオナベスと結婚式を挙げることになってしまう。しかしルパンはヴィーナス号を水浸しにすることで、船が沈没した場合に備えて美術室が小型ロケットで脱出する装置を誤作動させて、美術品を根こそぎ奪い去った。オナベスは地団駄を踏んで「結婚詐欺だ」と悔しがるが、最後までマリー＝ルパンが男だと気付かなかった。

## 第43話「北京原人の骨はどこに」
舞台：香港
陳 東南（チン トンナン）
声 - 北村弘一
奇術師。
本名は洪 秀全（コウ シュウゼン）といい、かつては北京原人の骨を管理していたラーメン博物館の研究助手をしていたが、第二次世界大戦の最中に北京原人の骨を博物館から盗み出した後、顔を大幅に整形して今の陳東南を名乗るようになった。
盗んだ北京原人の骨は、戦死した夫の骨だと偽って香蘭という女に預けており、身元のしっかりした彼女の家の墓に納骨してもらえれば安全な隠し場所になると考えての事で、ほとぼりが冷めた後に高く売り飛ばすつもりが、香蘭が行方不明になったため、ルパンに彼女を探し出すように依頼、しかしルパンは陳東南が洪秀全である事を知って骨の横取りを企み、それを阻止すべく接近してきた不二子の申し出を受け、ルパンからまんまと骨を奪い取ることに成功するが、逃走途中で検問中の銭形に遭遇し、妨害されたところで、諦めなかったルパンによって骨を取り返されてしまった。
秘書
声 - 納谷六朗
陳東南の秘書で、大柄の男。
金目当てで陳東南に接近してきた不二子を、北京原人の骨が安置されている寺まで案内させたところで裏切って気絶させ、その後寺から北京原人の骨を持ち出してきたルパンに攻撃を仕掛けて骨を強奪、中国拳法の使い手のようで、さらには華麗なヌンチャク捌きも披露するが、ヌンチャクを五右ェ門によって輪切りにされてしまい、その場は陳東南と共に逃亡、ヘリコプターに乗って追って来たルパンに捕まって宙吊りにされても骨壺を離さなかったが、ルパンを捕えようとした銭形にしがみつかれ、ヘリがバランスを崩したため警察署に飛び込んでしまった。
春 蘭（シュン ラン）
声 - 松金よね子
ルパンが探していた香蘭の娘。
スリで生計を立てているようであり、ルパンからも財布をスッているが、その財布の中に、自分の母親の写真が入っていたことでルパンを探すことになる。
カンフーの達人で、銭形と彼の率いていた警官達を一掃するほどの腕前。
後にルパンに、北京原人の骨の真相を話した。

## 第44話「消えた特別装甲車」
舞台：オーストラリアのシドニー
ペンギン警部
声 - 肝付兼太
シドニー警察の警部。いつも燕尾服を着ていて、まるでペンギンのようである。
黄金の「眠れる獅子像」を、シドニー警察が制作した超硬金属の装甲車で輸送する。ルパンは大がかりな仕掛けを使って、草原の地下の巨大装置に装甲車を捕らえることには成功するが、装甲車内部の金庫にはこっそり銭形が乗り込んでいた。銭形は密閉状態の金庫内で酸欠で苦しみ始め、内からも外からも開けられないため、ルパンは銭形の命には代えられないと装甲車を諦めて逃走した。勝ち誇るペンギン警部だったが、ルパンは到着先の博物館でまんまと「眠れる獅子像」を盗み出し、追跡したものの、命を救われた借りを返そうという銭形の妨害で逃げられてしまった。

## 第45話「殺しはワインの匂い」
ハングマン
声 - 飯塚昭三
死体のような腐臭を漂わせた不気味な殺し屋。自分の殺す相手に死の宣告として、「死神」のタロットカードを送る。
短気な性格で、自分をコケにした相手にはたとえ依頼者であろうとも発砲するが、殺しの腕は本物で、ルパンの銃口を銃弾で塞いでしまうほどの射撃のテクニックを持っている。
ムリガンから、ルパンが盗んだ宝石を取り戻すように指示されるが、ルパンが宝石を返すことを拒否したためにルパンを殺そうとし、自身の射撃の腕を発揮しながらルパン達を追い詰めるが、即席のパチンコでルパンが投擲した大量のワインの瓶でワインまみれになったところに、火を放たれて大火傷を負い、川に転落した。ルパン曰く「死にはしないだろうが、当分身動きもできない」との事。
ハングマンという名称は、大アルカナのタロットの12番目である「吊された男」から取っている。
ムリガン
声 - 塩見竜介
カジノ・ムリガンの経営者。
ルパンに地下金庫の宝石を全て奪われ、ハングマンにルパンから宝石を取り戻すよう指示、その際「久々の仕事で腕は落ちていないだろうな」と腕前を疑うようなセリフを口にしたため、怒ったハングマンに機関銃を乱射され、大切にしていたペルシャ猫を殺された。

## 第46話「ルパンお高く売ります」
舞台：不明
ミス・キラー
声 - 弥永和子
人身売買組織「ウォンテッド・クラブ」のボス。
指名手配の犯罪者を捕らえて、オークションで金持ちに売り飛ばしている。また、投げたトランプで木を切り倒す技の持ち主。
ルパンを捕獲してオークションの場に晒し、競り落としたマッド博士に売りつけたが、暴力団の親分に変装した銭形にそのオークションの様子を見られ、さらに彼に乱暴まで働いたことで警察の知るところとなり、人身売買の罪で摘発されて銭形に逮捕された。
マッド博士
声 - 大久保正俊
「ウォンテッド・クラブ」のスポンサー。
オークションでルパンを3000万（通貨は不明）で競り落とし、人工島の実験場でルパンの能力を測る様々な実験を行った。人間を改造して優秀なサイボーグを作り出すことを目的としており、今までに多くのサイボーグを作り出すも自分が満足するものではなかったため、ルパンのことを純粋に「意欲をそそられる素材」と考えていたが、ルパンが「サイボーグになるのなんかお断り」と飛び降り自殺した時、「ルパンのような奴は二度と手に入らんというのに」とその死を嘆いて落ち込んでいた時、生きていたルパンに麻酔弾を撃ち込まれて気絶、気が付いた時には実験場に放り出されており、自ら改造したサイボーグ達の集中砲火を受けて殺された。
DX
声 - 松田重治
マッド博士により生み出されたサイボーグの1人。
ルパンの隙を窺い、油断したところを鉄製のワイヤーで絞殺しようとしたが、ルパンが咄嗟に取り出したライターの炎で顔を焼かれて正体が露呈し、サイボーグ共通の弱点である胸を撃ち抜かれて爆発する。

## 第47話「女王陛下のズッコケ警部」
舞台：イギリスのロンドン、スコットランドヤード　タイトルはイアン・フレミングの小説女王陛下の007にちなむ。
ペッパー警部
声 - 永井一郎
ロンドン警視庁の警部。ドーバー警部とコンビを組んでいる。
ドーバーに煙草のポイ捨て現行犯で逮捕された銭形から、ルパンが「インペリアル・ステート・クラウン」を盗もうとしている事を聞かされ、銭形を牢獄に閉じ込めてルパンを逮捕しようと画策する。
銭形の名を出してルパンを欺く等、打算的な男だが、お化けを怖がる小心者。名前の通り胡椒を使うこともある。
一度はルパンを追い詰めるも、結局は王女の結婚式で王冠を盗まれて逃げられてしまう。
ドーバー警部
声 - 雨森雅司
ロンドン警視庁の警部。ペッパー警部とコンビを組んでいる。
若者が捨てて引火仕掛かっていた煙草の吸殻を、銭形が足で揉み消している所を目撃し、誤解から銭形を煙草のポイ捨て現行犯で逮捕してしまう（イギリスでは、煙草のポイ捨てはれっきとした犯罪として扱われる）。
食いしん坊で肥満体であり、痩せ薬を毎日昼の12時に服用している。

## 第48話「非常ベルにルパンは笑う」
舞台：アメリカのニューヨーク
支店長
声 - 大宮悌二
ニューヨークのメトロポリタン銀行支店長。
ケンタッキーダービーの売上金を自身の銀行地下で保管する。ルパンが売上金を狙っていると銭形から警告を受けても、「我が銀行の地下金庫ほど安心なところはない」と厳重な警備装置を誇ってタカを括っていたが、その警備装置を掻い潜ったルパン達に売上金を全額盗まれてしまう。

## 第49話「可愛い女には毒がある」
舞台：アメリカ
ザクリーヌ
声 - 小原乃梨子
ダイヤのコレクションで知られる資産家の美女で、あっちの大統領、こっちの金持ちと渡り歩いて慰謝料や遺産を手に入れ、数千億の富を築いている。運転を誤って谷底に落ちたルパンを助け、彼と情熱的な恋を演じる事になる。
その正体は、盗みに関しては手段を選ばないという凶悪な犯罪組織「コブラ」のボスで、本性は冷酷と強欲さ、そして女である事を武器にする狡猾さも合わせ持っているという悪女そのもの。別れた夫達を全て事故死に見せかけて殺害し遺産をせしめており、元々疑わしい部分を持ってはいたものの、自分の手を汚さない形で犯罪を行っていた為に、犯罪組織のボスである事にはインターポールも気付けなかった。
手下にルパンを負傷させ、それを自らが助けるのを切っ掛けに恋仲になるという自作自演をでっち上げ、ルパンを手玉に取る。そして、最終的には自らが誘拐された芝居も打ってルパンからこれまで盗んだ財宝の在り処を示した地図を入手した後、用済みになったルパンを始末しようと目論んだ。しかし、自らを誘拐しておきながら隠し金庫の宝石をコブラが盗まなかった不自然さや、次元の帽子に盗聴器を仕込めたのが自分しかいなかったという状況から、ルパンに自分がコブラのボスである事がバレてしまう事になった。
ルパンが手下によって死亡したと思い込んだ後、車の中でルパンを騙した事を運転する手下に得意気に話すも、実はその手下は変装していたルパンであり、死んだと思ったのは部下の方であった。ルパンから自首するか二度と人前に現れないかを選ぶよう勧められるも、「甘いわよ」と隠し持っていたデリンジャーを取り出しルパンを射殺しようとするが、銃弾をかわされた上に、ルパンによってコブラを放たれた結果、悲鳴を上げながら車ごと崖から海に転落し死亡した。
女は殺さない主義のルパンがやむを得ず殺した数少ない女性キャラクターであり、自分を騙した挙句に殺そうとした相手とはいえ、ルパンは自ら手を下したことにやり切れない思いを感じていた。
手下
声 - 日高晤郎
盗みの為ならば手段を選ばない犯罪組織「コブラ」の一員で、組織のボスの側近中の側近と目されている。ボスの正体であるザクリーヌの命令を忠実に従い、暗殺や誘拐の実行役を担っており、CPOにあるコブラに関連する資料にも彼の情報が載っている程の危険人物。組織を象徴する猛毒のコブラを飼っており、それを利用した工作も行う。
ザクリーヌの命令を受けてルパンの車にコブラを仕掛けて転落させ、骨抜きにしてルパンの手に入れてきた財宝をせしめようとする彼女の計画を裏からサポートする。そして、単独行動に出た不二子を浚った後、パーティーの中でザクリーヌを誘拐したという芝居も打ち、ルパンがこれまで盗んできた財宝を渡すよう要求。取引場所であるコルンの廃墟にて、彼が財宝の在り処を書き記した地図をよこした直後、人質を返すという約束を反故にしてルパンを殺そうとし、大量の殺人コブラがいる穴の中へと突き落とし、ザクリーヌを連れ去った。
しかし、実はザクリーヌを連れ去った手下はルパンの変装で、本物の手下はルパンに返り討ちに遭う形でコブラのいる穴に落とされて死亡。後に死体は、次元達の手で危険な殺人コブラごと焼かれた。
ソートン
声 - 無し
冒頭に登場するが、本編には何の関係もない。「一発逆転型」と言われるプロボクサー。
ルパンが応援しており、劣勢となってダウンするも起き上がり、相手の攻撃に対してカウンターによるアッパーカットの一撃を叩き込んで勝利した。

## 第50話&第51話「私が愛したルパン（前・後篇）」
舞台：アメリカのフロリダのホテル・パンテオン、ベネズエラの霊園
コーネリア
声 - 上田みゆき
ドクター・ゼルの娘。1950年生まれ。
父の行う狂気の実験と資金集めに疑問を感じていたある日、研究所に忍び込んできたルパンと知り合い懇意の仲となる。ルパンが父によって捕えられるとルパンを助け、手を取って逃げようとしたが追い詰められ、ルパンを庇ってゼルの銃弾を受け死亡、その後ゼルの死体催眠術によってこの世に蘇った。死体催眠術で洗脳されているためゼルの命令に忠実に動き、ルパンに関する記憶も封印されていた。
フロリダのホテル・パンテオンの屋上で行われた密輸オークションで司会を務めていた際、密輸品を狙って会場に来ていたルパンと再会、ルパンから名前を呼ばれたことで記憶が蘇りかけて苦しむようになる。ベネズエラの霊園にやって来たルパンを、コンピュータと同化した父から殺すように命令され、過去の本当の記憶と父の命令とが頭の中で交錯し、引き金を引こうとしたところに次元の銃撃を受けて倒れる。その際過去の記憶が蘇ったことで、ルパンに「あなたのことを愛していた」という言葉とともに別れを告げた後、小型神経ユニットの死体保存能力が失われて朽ち果て、再び永遠の眠りについた。
ドクター・ゼル
声 - 真木恭介
コーネリアの父。元ナチス親衛隊の将校で、数々の人体実験によって多くの人間の命を奪った狂気の科学者。
ナチス・ドイツの敗北後、その手で集めた数々の美術品とともに南米のベネズエラに潜んでいたが、娘のコーネリアが、研究所に忍び込んだルパンと逃げ出そうとしたためにルパンを射殺しようとして、誤ってコーネリアを殺してしまう。その後ナチス時代の研究だった死体催眠術を完成させ、コーネリアの死体に超小型神経ユニットを埋め込んで記憶を操作して蘇らせた。現在は彼自身も死亡しているが、自らの人格と記憶をコンピューターに移植することで頭脳は生き延び、ナチス復活計画を続行している。
コーネリアや死体の群れを操ってルパン達を襲わせ、コーネリアに「ルパンはお前を人質にとって逃げ、足手まといになったから殺した」と言い聞かせることでルパンを殺させようとするが、次元の銃撃を受けてコーネリアが倒れ、その際に記憶を取り戻したことで負けを認め、最後にルパンにコーネリアの朽ち果てた無残な姿を見ないでほしいと頼んだ後、自爆した。
死体催眠術
ゼルが大戦中、ナチスの元で研究していた禁断の技術。死んだ人間の体に超小型神経ユニットを埋め込むことで、その体を蘇らせて半永久的に保存し、命令通りに行動させる。この方法で操られた死者は、元々死んでいるためどんな攻撃を受けても直ぐに復活し、手からは燃えない代わりに息が出来なくなる特殊な炎を出す。なお、コーネリアだけは特別な処置が施されているらしく、他の死体と違って生前の人格や知性が維持されている代わりに不死身性は失われている。その非人道的かつあまりのおぞましさに戦慄した次元は「人間の考えることじゃない」と吐き捨てた。
死体への命令はコンピューターに同化したゼルが行っているが、ゼルの自爆と同時に死体に埋め込まれた超小型神経ユニットが効力を失い、全ての死体は朽ち果てた。
セルジオ
声 - 田口昂
ドクター・ゼルの研究所の霊園の年老いた墓守。
ゼルからコーネリアの過去の記憶を蘇らせてはならないと命令されていた（蘇らせると、埋め込まれた超小型神経ユニットが死体の保存能力を失ってしまうため）。爆発した研究所から、銭形を助け出している。
ルパンから霊園の一番陽当たりのいい場所にコーネリアの墓を建てて欲しいと頼まれた。

## 第52話「エマニエルは天使のささやき」
舞台：タイ王国、カンボジア
エマニエル・ポアロ
声 - 小原乃梨子
名探偵エルキュール・ポアロの血を引くベルギーの名門の娘で、社交界きってのプレイガール。その灰色ならぬ、ピンクの脳細胞で男を手玉に取る悪女。透け透けのネグリジェや上半身裸にサスペンダーの格好をする露出癖がある。
不老不死の経典を手に入れるために、その隠し場所の書かれた古文書をスミス少佐から買うが、そのコピーを不二子にも売りつけていたことを知って、「一度裏切れば、必ず二度裏切る」と言い放ち、爪に毒を塗ったペットのシャム猫でスミス少佐を殺害する。さらにルパンをも手玉に取り、不二子を殺させようとしたり、不老不死の経典も盗ませようとしたりした。肝心の経典は長い年月で灰と化していたが、そうとは知らない彼女と不二子は最後まで取っ組み合いをしていた。
スミス少佐
声 - 仁内達之
米軍将校。
カンボジア戦争から逃げ出した時に不老不死の経典の隠し場所を記した古文書を持ち出し、それを買おうとするエマニエルと不二子を天秤にかけ、エマニエルにはオリジナルを、不二子にはそのコピーを売り、双方から金をせしめようとした。「人間は裏切るが、金は裏切らない」とうそぶくが、エマニエルにその裏切りを知られて拳銃を突きつけられ、命乞いしながらも銃を抜こうとしたが、エマニエルのシャム猫に殺されてしまった。

## 第53話「狂気のファントマ・マークIII」
舞台：ウェスター島
ファントマ・マークIII
声 - 滝口順平
かつてヨーロッパ中を震え上がらせた正体不明の怪人「ファントマ」の三代目に当たる男で、ウェスター島に本拠地を置くファントマ帝国の総統。
不二子を人質に取り、自らが狙っていてルパンの盗んだインド王家に伝わる世界最大のパンシャクサンの大ルビーを要求、ルパンから奪ったルビーを人工衛星「ファントマ・ワン」に搭載したレーザー兵器の増幅装置として使用し、南極の氷を溶かして各国の大都市を水没させることで世界征服を企んだ。しかし捕えたルパンと不二子を「ファントマ・ワン」に乗せて宇宙で葬ろうとしたのが仇となり、最終攻撃の直前にルパンにルビーを取り外されて計画は失敗してしまい、さらにアメリカとソ連の連合軍により基地が発見されて組織は壊滅、最後の悪あがきでルパンを人工衛星ごと爆死させようとするが、次元と五右ェ門がスペースシャトルで救出に駆け付け、ルパンと不二子は無事生還した為失敗した。

## 第54話「半七刑事十年目の約束」
舞台：日本の東京、浅草の浅草寺
三河 半七（みかわ　はんしち）
声 - 及川ヒロオ
東京・上野にある下町署に所属する、十手使いの刑事。
人情深くも時代錯誤な人物だが、銭形が今でも尊敬している刑事の1人でもあり、銭形がルパンと出会う以前よりルパンの宿敵であったようで、ルパンは半七のことを親しみを込めて「旦那」と呼んでいた。
10年前、銀行強盗を働いたルパンの逃走用飛行機が谷川岳に墜落し、雪山まで追跡した際に気を失ってルパンに助けられるが、その時の凍傷が元で足がリウマチになってしまった。それは刑事業にも悪影響を及ぼし、今や下町署ですらも邪魔者扱いされている。
ルパンに助けられたことは恩義に感じているようで、ルパンが盗聴器を仕掛けるために酔っ払いに扮して下町署に潜入した際には、「こんなマヌケ面がルパンのわけがない」として敢えて釈放している。
銭形の推挙によって、観音像の警備指揮者となるが、結局ルパンに盗まれてしまい責任を取って辞職する。しかし実は、ルパンが仕掛けた盗聴マイクに記録されていた署長たちの本心を偶然に聞いたことで、世知辛い日本で住み続けることに嫌気が差し、ルパンの盗みの現場のドサクサに紛れてすり替えた黄金観音像を手に入れていた。
その後はハワイに移住しのんびりと隠居生活を送る。
署長
声 - 矢田耕司
下町署の署長。時代錯誤の半七やインターポールのエリート風を吹かせる銭形を目障りに思っていた。
観音像の警備を半七と銭形に任せた本当の理由は、「ルパン相手では誰がやっても警備は必ず失敗する」と予想していたためであり、観音像が盗まれた責任を半七と銭形に押しつけ、2人を放り出す腹積もりだった。しかしルパンが仕掛けた盗聴マイクの存在に気付かずに部下と交わしていたその会話は、ルパンの車の盗聴装置を偶然見つけた半七によって、聞かれてしまっていた。警備失敗後、半七に続いて銭形にも辞職するよう迫っていたが、半七がハワイから送ってきたこの録音テープを聴かされて狼狽し、銭形に詰め寄られた。
署長の部下
声 - 市川治
署長と同じく半七や銭形を目障りに思っており、特に半七に対しては本人の前で嫌悪感を露わにしていた。
盗聴マイクの存在に気付かず、署長から観音像の警備を半七と銭形に任せた本当の理由を聞かされ、「詰め腹を切らせる訳ですか」と納得する。後に銭形の居る前で、署長と共に盗聴テープを聴かされて狼狽する。
ひったくりの男
声 - 野本礼三
上野駅でひったくりを働いていた男。
通りかかった半七に捕まるも、泣き落としの芝居で半七が油断した隙に逃げ去ってしまう。

## 第55話&第56話「花吹雪 謎の五人衆（前・後篇）」
舞台：日本
日本 駄目ェ門（にっぽん だめえもん）
声 - 柴田秀勝
『青砥稿花紅彩画』に登場する白浪五人男の日本駄右衛門の子孫で、白浪五人衆の親方を務める。剣道・柔道の名手。
正々堂々とした義賊のように見えるが、不二子を人質に取って用無しになった後は焼き殺そうとしたり、五右ェ門を唆してルパンと殺し合いをさせたり、挙句の果てには五右ェ門を人質にしてルパンが今まで手に入れた宝を横取りしようと目論むなど、実際は器の小さい小悪党。
前篇ではろくな武器もなくルパン一味に立ち向かう自分達の心意気をアピールし、「ルパンは不二子のために富岳三十六景を盗んだ。だが自分達はそんなことをしない昔気質の盗人。どっちが本物の盗人か」と訴えて五右ェ門を籠絡し、仲間に引き込んだ。
しかし後篇の冒頭では「これで役者が揃った」とルパンに勝ったも同然のような振る舞いをし、五右ェ門にルパンを斬らせてルパンの財宝を全て手に入れるという本心を明らかにした上で、手に入れた富岳三十六景などその計画のための餌にしか過ぎぬという下衆な本性を露わにした。そのせいで富岳三十六景の独り占めを目論んだ菊子の離反を招いてしまい、その後は裏切った菊子を殺そうと追跡し、ルパン達と銃撃戦を展開する。そして、最初に自分達が現れた時と同じやり方でルパン達が名乗りを上げると、部下共々恐れ入って降参してしまう。
弁天 菊子（べんてん きくこ）
声 - 堀絢子
白浪五人男の弁天小僧菊之助の子孫。白浪五人衆の一員。本名は弁天小僧 菊五郎（べんてんこぞう きくごろう）。
後篇で白浪五人衆を裏切り、「余命幾許もない父に富嶽三十六景を見せてやりたい」と称して五右ェ門を仲間に引き入れて利用し、さらには五右ェ門も吊り天井で始末して富岳三十六景を独り占めしようとするが、五右ェ門の抹殺に失敗した上に実は女装した男である正体を暴かれたことで、遂に開き直って小太刀で勝負を挑むも返り討ちに遭い、断崖から転落していった。
只乗 利兵（ただのり りへい）
声 - 水鳥鐡夫
白浪五人男の忠信利平の子孫。白浪五人衆の一員。武器は鎖鎌。
赤恥 重傷（あかはじ じゅうしょう）
声 - 緒方賢一
白浪五人男の赤星十三郎の子孫。白浪五人衆の一員。間が抜けている（ルパンから「ああいうのはどこにでもいる」と笑われた）が、犬よりも効く鼻を持っている。
武器は弓矢と含み針。
南郷 まん丸（なんごう まんまる）
声 - 日高晤郎
白浪五人男の南郷力丸の子孫。白浪五人衆の一員。丸々と太っているが、大岩を持ち上げるほどの怪力の持ち主。
武器は鉞。

## 第57話「コンピューターかルパンか」
舞台:ハワイのホノルル
ハンター教授
声 - 辻村真人
コンピューターを駆使した特殊飛行機の持ち主で、自称犯罪心理学の天才。
コンピューターには泥棒のありとあらゆることを全て記憶させ、ルパンの頭脳を持つコンピューターに飛行機内を守らせている。
お宝のコレクションの一つとして初代銭形平次の使っていた投げ銭を保有しているが、銭形は魔が差してそれを盗んでしまい、ルパンと協力して元に戻そうとする。ルパンは、コンピューターに記録されていなかった銭形の体に乗って銭形の思うように飛行機内を進ませ、さらに銭形から渡された一文銭をハンター教授に見せたことで冷静さを失った教授の心理に付け込み、飛行機内のお宝を根こそぎ奪うのに成功する。

## 第58話「国境は別れの顔」
舞台：ソ連のモスクワ、オーストリア
モニカ・イワノフ
声 - 池田昌子
「モスクワの花」と言われるプリマドンナ。
ルパンと一緒に「オーロラの滴」というダイヤを盗んだ際に、左肩に銃撃を受けて追われていた次元を助けた。さらに用意した偽造パスポートで偽装結婚をしてアメリカへ亡命しようとする。
国家警察によって、空港・主要幹線道路・国境の全てを封鎖されたが、モニカはこのことを見越して、次元と列車に乗って逃亡を図った。追っ手を掻い潜りつつ、オーストリアとの国境にて2人は強行突破を図るも、跳ね橋を大きく傾斜され、次元はモニカだけを強引に逃がして自分は捕縛される。そこで処刑されそうになるも、ルパンがダイナマイトを仕掛けて雪崩を起こし、次元は無事にルパン達と合流してオーストリアに脱出する。
実は冒頭でルパンが盗んだ「オーロラの雫」は偽物で、本物はモニカが隠し持っていた。彼女の真の目的は西側への亡命ついでに、次元の傷口に包帯を巻いてその中に「オーロラの雫」を隠し、運び屋として利用することであった。後日、待ち合わせ場所にて次元に銃を突き付け、ダイヤをいただこうとするが、隠れて見張っていたルパンが自分に銃口を向けていることに気づいて負けを認める。だが次元は「あんたには2度助けられた。俺は1度。これで貸し借りなしだ」として、彼女に「オーロラの雫」を譲った。
ルパンは例の如くそのダイヤを不二子にプレゼントするつもりだったため、最後には「何が女嫌いだ！お前なんかただのロマンチストだ！次元のバカ！」と文句を言っていた。
国家警察長官
声 - 寺島幹夫
銭形がルパン達についての情報を持ってきた際に対応した、国家警察の長官。資本主義国家を徹底的に軽侮している。
情報提供には感謝するとしながらも、「ICPOなど無能な組織」と唾棄した上で銭形を追い出し、次元とモニカを緊急手配する。空港・主要幹線道路・国境を全て封鎖させた上で、モニカ達が鉄道沿いからオーストリアへ脱出すると読んで、オーストリアの国境で待ち受けた。2人が強行突破を図った際に、モニカを逃がして捕まった次元を「資本主義社会のダニを銃殺刑に処す」と処刑しようとしたが、ルパンによって妨害され、次元もオーストリアに脱出するに至った。

## 第59話「マダムXの不思議な世界」
舞台：マダムXの館
マダムX
声 - 鈴木弘子
蝋人形コレクターの美女。ただし蝋人形といっても、本物の人間に生きたまま蝋を被せたという残酷なもので、「蝋人形の館」を彷彿とさせる。
ルパン一味もそのコレクションに加えようと、不二子を人質に異次元とも言うべき奇怪な世界を作り出してルパン達を翻弄し、追ってきた銭形をも蝋人形に変えて絶体絶命に追い込むが、それはテレパシーを発する超能力少年を利用した幻覚であった。最後は超能力を看破した五右ェ門の攻撃による少年の死と共に崩壊を始めた屋敷の中で発狂。「私の蝋人形は誰にも渡さない」と高笑いしながら、蝋人形と運命を共にした。
尚、蝋人形に変えられた銭形は五右ェ門に周りの蝋を削り取られて救出された。
博士
声 - 八奈見乗児
マダムXに雇われた科学者の老人。
蝋をかけた人間の体を永久に腐敗させないという特殊な薬を発明し、それを使ってマダムXの蝋人形コレクション集めに加担していた。最後は、少年の死による屋敷の崩壊に巻き込まれる。
少年
マダムXに加担する、超能力を持った少年。
一見無邪気そうに見え、ペロペロキャンディが好物だが、人間の脳にテレパシーを送り込んで幻覚を見せる能力を持つ。幻覚で他者を苦しめる際に邪悪な素顔を見せたり、鏡の中に隠れるなど、人外の魔物とも思われる描写がある。
奇怪な世界の幻覚でルパンを苦しめ、更にはルパンを探しに来た次元・五右ェ門・銭形も一網打尽にし、普段余裕に満ちているルパンを戦意喪失させるまで追い込んでいた。しかし五右ェ門の心眼によって、鏡の中に潜んでいる事を見破られ、斬鉄剣で鏡を突き刺され死亡した。
作中で詳しい素性は明らかにされなかったが、マダムXにいいように使われて、彼女の一番の被害者であったとも言える。不二子や次元は、その境遇と結末を哀れんでいた。

## 第60話「インドに自殺の花が咲く」
舞台：インドのカルカッタ
バサラ・ラバーン
声 - 大木民夫
ギャング組織「バサラ団」のボス。ろくでもない発明ばかりしていたゴロツキ学者として悪名高く、学会からも追放され、警察すら恐れる凶悪な「バサラ団」のボスとなる。
学者とは思えぬほどガラが悪く言動も粗暴で、インドでは神聖とされる牛を射殺することにすら躊躇がない。
インドの世界遺産「タージ・マハル」をアジトにし、ドームを丸ごと巨大な気球に改造して移動手段にしている。自分が発明した「自殺光線」を利用し、ルパンがインドのどこかに隠している2万個のダイヤを横取りしようとするが、牛の糞が入っていた宝箱を掴まされて激怒、その上牛の糞を食べて元に戻ったルパンに火のついた丸太の杭を乗っていた気球に打ち込まれ、爆発に巻き込まれた。
なお、ルパンはダイヤを2万頭の牛の胃の中に1個ずつ隠していた。
自殺光線
バサラが発明した光線。光線を浴びた生き物は突然自殺願望を抱き実行してしまう。また、光線を浴びた人間が別の人間に爆破を浴びせたり噛み付くと、その人間にも伝染する。
牛の糞が特効薬。また無念無想（何も考えていない）の人間には効果がない為、ヨガの真っ最中だった五右ェ門には効かなかった。

## 第61話「空飛ぶ斬鉄剣」
舞台：アメリカのシカゴ、アフリカの東ナイール、西ナイール
アル・カモネ
声 - 加藤修
「シカゴの帝王」とも言われるシンジケートのボス。
不二子が五右ェ門から盗み出した斬鉄剣を百万ドルで買い取るが、その真の目的は死の商人・シャーロックと組んで、斬鉄剣をリモコン操作式の小型飛行機に組み込んだ「リモコン斬鉄剣」で中央アフリカに戦争を起こし、一儲けする事にあった。
セスナ機でやって来たルパン達を、リモコン斬鉄剣を使って返り討ちにし、自身の破壊工作の現場を撮影して脅迫しようとした不二子も容易くあしらう。しかし、こんにゃくが斬鉄剣の弱点である事を五右ェ門が思い出し、ルパン達はアフリカのジャングルで蒟蒻芋を掘り出して、一晩かけて修復したセスナ機にこんにゃくでコーティングした「こんにゃくおでん車」を製作。斬鉄剣を使った攻撃でもこんにゃくは全く斬れず、焦ったコントロールの末に遂には斬鉄剣がこんにゃくに刺さって抜けなくなってしまい、脱出しようと暴れる衝撃に耐え切れずにリモコン飛行機の方が自壊。斬鉄剣はルパン達によって奪い返され、自身もルパン達に吹っ飛ばされ、証拠写真と共にICPOに突き出された。
なお不二子は、カモネが逮捕された後、斬鉄剣を盗んだことのお仕置きとして五右ェ門に手製の不味いこんにゃくを食わされる羽目になった。
シャーロック
声 - 北村弘一
シャーロック兵器工場の社長で、ベトナム戦争の頃から兵器販売で稼いでいた死の商人。
自らの利益の為ならば他者はおろか国家ですら犠牲にしようとする冷酷非道な人物で、戦争の終結以来、自社の兵器が殆ど売れなくなった結果、「兵器を売る為の戦争」を起こす事を画策する。カモネに不二子を買収させて斬鉄剣を入手し、それをリモコン飛行機に組み込んだ「リモコン斬鉄剣」を開発。カモネに操縦させたリモコン斬鉄剣によって、一時的な休戦協定を結んでいる東ナイール・西ナイールの軍事基地を攻撃させ、お互いの仕業だと思い込んだ両国に戦争を再開させた後、自社で大量生産させた新型戦車を双方に売りつけて大儲けしようとする。
作戦は大成功したが、ルパン達に斬鉄剣を奪還されてしまい、更に逮捕されたカモネが全てを白状したために陰謀が露見。銭形率いる警官隊に追われ、リムジンで逃亡していた所を、待ち構えていた五右ェ門に斬鉄剣でリムジンごと真っ二つにされ爆死する。

## 第62話「ルパンを呼ぶ悪魔の鐘の音」
舞台：ゲマルシャフト村
ラビーナ
声 - 谷育子
小さく平和な村・ゲマルシャフトのシスター。その正体は心理研究学者で、某国からの依頼で、洗脳により従順な兵士を作り上げる実験を行っていた。日頃は敬虔な振る舞いを見せているが、邪魔者はすぐさま洗脳した村人に殺させるなど、本性は冷酷非道。
教会に大きな鐘を設置し、その常に鳴り響く音で村人を催眠状態にし、さらに次元と五右ェ門も洗脳して、その某国大統領の「特別注文」であるルパンをおびき寄せ、実験台にしようとする。ルパンは次元達を連れ戻そうとするも手こずり、さらには次元と五右ェ門に殺されそうになるが、村人達を操っていた鐘を銃撃して地上に落としたことで洗脳が解けた。ルパンに実験を潰されたものの自ら作った気泡の中に入って逃げ出す際には余裕を見せていたが、ルパンによって水素ガスを撃ち込まれた事で気泡はコントロール不能になり、最期は助けを求めながら空の彼方へ消えていった。
かなりの美女であったが、明確な悪意を感じ取っていたためか、最初から最後までルパンが鼻の下を伸ばさなかった珍しい女性キャラクター。
ラビーナの実験装置
教会の地下室の特殊音波発生装置から、スピーカーを仕込んだ鐘を通じて、村中に催眠音波を拡散するという仕組み。夜間も鳴る鐘の音によって、睡眠中の村人や、次元と五右ェ門を洗脳したが、怪しんだルパンは耳栓をして寝たため、催眠にかからなかった。
また、人間を閉じ込めることが可能な特殊の気泡を作る仕掛けも駆使している。冒頭では脱走しようとした村人を捕えるのに使い、村からの逃走を図ったルパンをも、水中まで追跡して捕獲した。

## 第63話「罠には罠を!」
舞台：アメリカのワシントンD.C.
ドン・ケッチ
声 - 加藤精三
アメリカ一の大金持ちで、ホワイトハウスを模して建てられた「ブラックハウス」と呼ばれる豪邸に住んでいる。
偶然見つけた1セント玉を拾って子供のように喜んだり、自分の隠し金庫の中の札束やコインの海の中で泳いではしゃぐなど、とにかく金が大好きで、その様子を隠しカメラで見ていたルパンから「我利我利亡者」と呼ばれて蔑まれる程。
不治の病の宣告をされたため、「一時の気の迷いで」資産全額の約1000億ドルを社会福祉のために寄付することを公言。これにより「善人」と評されるが、実は誤診だったことが分かって資産を寄付するのが惜しくなり、不二子と協力して立体映像を作り出すことができる「ビデオポログラフ装置」という機械を使い、ルパンに金を盗まれたように見せかける狂言で寄付を反故にしようとする。ポログラフ装置で作り出した映像は、「ルパンが金を盗み、それを独り占めしようとした不二子を射殺する」という筋立てになっており、それを見て信じ込んだ銭形は「貴様を見損なった」と激怒。ルパンは「善人の金を強奪した挙句に仲間も殺した」という濡れ衣を着せられ、FBIから指名手配を食らうことになった。その計画の一部始終を知る生き証人の不二子は、ケッチにクルーザーごと爆殺されそうになるが、すんでのところをルパンに救われる。不二子から真相を聞いたルパンはその復讐として、同じポログラフ装置の映像を使ってケッチを罠に嵌め、「ルパンが盗んだ金を返したので、改めて全財産を寄付する」という形に持っていき、最終的に寄付を余儀なくさせることに成功した。
エピローグでは、不二子が銭形のもとに現れたことで、ルパンによる不二子殺害が真実ではないことが銭形の知るところとなった。ルパンは、世間が抱いている「ドン・ケッチは善人」というイメージを壊すことなく、ケッチに一泡吹かせることに成功した一方、不二子はケッチの財産を1セントも手に入れられなかったことを悔しがり、ルパンへの恨み言を喚きながらケッチに寄付させた現金を積んだ車を追い掛けていた。

## 第64話「クリスマスは女神の手に」
舞台：アメリカ＝ニューヨーク・マンハッタン（5番街）
マルグリット・ティファニー
声 - 佐原妙子
ティファニー宝石店のオーナーで、テレビ番組の司会もやっている。通称マギー。
自分の番組の視聴率稼ぎと、開店以来一度も泥棒が入ったことがないという店の警備装置の宣伝のため、自分の宝石店にルパンが盗みに来たところをテレビで放映することを画策。豪華なホテルや報酬10万ドルを用意してルパンに盗みに入るよう依頼する。しかし勝手に話を進める彼女のやり方が気に食わないルパン達に「俺たちは盗みはやらない」と断られたため、不二子を焚きつけて贅沢な買い物で浪費させた結果、マルグリットがその代金を全て立て替えるのを条件に、強引に引き受けさせる。万全な警備によってルパン達が絶対に失敗すると信じ切っていたが、ルパンは奇抜な作戦で、ティファニー宝石店の宝石を根こそぎ奪い取った。斬鉄剣で建物を真っ二つにされた上に、空っぽになった店の惨状を見た彼女は、敗北を認めた。
ただし、これらの宝石はルパンが欲しくて盗んだものではないため、一部の取り分を除いて自由の女神の体や松明に飾られるという形で返却された。
ゲボビー
声 - 宮内幸平
ルパンと次元が釣りに出ていた船で知り合った老人。
インチキ科学者で名が通っていて、スター・ウォーズのライトサーベルを発明したのも自分だと言っているが、特許の申請を忘れたことで未だに貧乏暮らしをしているという。自ら発明した電光接着光線を使ってルパン達と共にティファニー宝石店から根こそぎ宝石を奪う。

## 第65話「ルパンの敵はルパン」
舞台：シルクロードの果てのココダット王国
ミスターX
声 - 滝口順平
第1話以来の再登場となり、悪役の中では唯一3回登場した人物となった。
爆破したサーロイン号と運命を共にしたと思われたが、ルパンへの恨みで死んでも死にきれず、脱出して生き延び、再度ルパンへの復讐を計画する。ココダット王国の山中にコンピュータ仕掛けの要塞を築き、ヤスミン王女を誘拐して、救助に来た国防軍を迫撃砲や地対空ミサイルで返り討ちにした。防衛網を突破したルパン達を要塞に迎え入れ、ヤスミンの偽者ロボットに襲わせたり、アジトに仕掛けた数々の罠で苦しめ、それらを突破したルパンと対峙すると、水を高圧で噴出させる事によって硬度を持たせた「ウォーターサーベル」という剣状の武器での決闘に突入。更に「遊び」と称して「ルパンをルパン自身に殺させる」という理由で、自身の身体をルパンの姿そっくりに改造していた。互角の死闘の末に本物のルパンによって刃が折れ、加勢に入った次元に「こんな奴の手にかかるくらいなら、せめてお前の手で殺してくれ」と懇願して本物のルパンを撃たせようとするが、逆にその発言が仇となって次元に撃たれてしまう。最後にはルパンとの約束を守り、ヤスミンを解放する義理堅さを見せ、リフトで地下へと姿を消した（生死は不明）。
ヤスミン
声 - 中野聖子
ココダット王国の王女。
ルパンをおびき出すための餌として、ミスターXによって20歳の誕生日の祝賀祭の最中に誘拐され、衣服を裂かれて素肌を晒される辱めを受ける映像が、国王の元へ送り届けられた。
ミスターXが約束を守ったため無事解放されたが、その際剥き出しになった自分の胸をルパンに触られ、一本背負いでルパンを投げ飛ばし、次元に「こりゃあミスターXよりも手強いぜ」と笑われ、赤面した。
カシム
声 - 緑川稔
ココダット王国の首相。
「世界一の泥棒を雇って姫様を奪い返させるべし」との預言者の言葉に従って、ICPOに世界一の泥棒を紹介してくれるよう依頼し、ルパン一味にヤスミン姫救出を託す。その報酬が「ココダット王国では神に供える神聖な食べ物であるカレーを腹一杯食わせる事」と聞かされ、ダイエット中の不二子は早々に降りてしまったが、実はルパンはこの事件の黒幕が因縁浅からぬミスターXと見抜いており、損得抜きで依頼を引き受けていた。
ルパン達のヤスミン救出のサポートを行う一方、ルパン逮捕のためにココダット王国まで追い掛けて来た銭形の言動には眉を顰めていた。
恩は忘れない人物の様子で、ヤスミンを救出した後のルパンの頼みを聞き「ルパンの好意で譲られた特別に辛く非常に大盛りのカレー3人分を全部食べ終えるまでは、絶対に国外へは出さない」として銭形をココダット王国へ留めさせた。銭形は料理班に見張られながら、本来ルパン達が食べるはずの大量の激辛カレーを食べさせられる事となった。
国王
声 - 北村弘一
人口わずか3000人、総面積245平方kmの小国・ココダット王国の国王。
ルパン達への報酬のカレーの味付けを自ら務めるが、そのボリュームたるや直径1メートル以上の大皿に、数十人前が盛り付けられるという常軌を逸した量で、ルパン達をげんなりさせる。

## 第66話「射殺命令!!」
舞台：日本・ハワイ
ビューティー
声 - 保科三良
犯人の「射殺」を専門としているICPOの警部。愛銃は.44口径のコルト・パイソン。
銃の腕前は驚異的で、次元との決闘の際は大型で重量のあるコルト・パイソンで早打ちし、彼の肩に命中させて見せている。弾丸は警察が使用出来ないことになっているダムダム弾（炸裂弾）を使用している。
性格は残忍かつ暴力的で、ニューヨーク市警刑事時代には、当時殺し屋だった次元が命からがら逃げ出した程で、彼から「警察のバッジを付けた殺し屋」と評されるほどまでに恐れられている。また、改造を施してあるらしき愛車を運転する際は、意味もなく駐車中の一般車に突っ込み、破壊して押しのけながら進んだりする等、日頃の行動も常軌を逸している。
ICPOからルパン射殺の特命を受けて来日し、警視総監の計略によって邪魔な銭形がハワイに向かっている隙にルパンを殺そうと挑発する。1度目の決闘ではルパンを射ち倒し意気揚々と引き揚げるが、実はビューティーの撃ったダムダム弾が岩を貫通する寸前に、次元の撃った接着弾が岩に貼りついてダムダム弾の衝撃を和らげていたため、ルパンは瀕死の重傷を負うも一命を取り留めた。
帰国の途中でルパンが生きていると知って日本にUターンし、まだ療養中のルパンに代わって挑発してきた次元と夢の島で2度目の決闘に臨む。一度は次元を追い込むが、そこにルパンが「水銀弾」を完成させて合流。受け取った次元が発砲したその水銀弾は、ルパンが火薬の配合を間違えたために、予想以上の凄まじい威力となり、食らったビューティーは銃だけを残して跡形もなく吹き飛んでしまった。ルパン曰く「千々に乱れて吹っ飛んだ」と言うほどの凄惨な光景であり、決闘を近くで見ていた不二子はショックで悲鳴を上げて気絶した。
なお、銭形はICPOが彼を差し向けた事を「ICPOも地に堕ちた」と批判しており、後にルパンを殺し損ねたことを知ったビューティーがルパンの居場所を聞きに来た際は、「墓の中でしょうが」「ルパンが生きていたとしても、俺は貴様のような殺し屋に協力しろと要請されていない。勝手に捜すんだな！」「今度は、貴様がルパンたちに狙われる番だ！」と突き放し、ルパンたちの報復にも目を瞑っている。

## 第67話「ルパンの大西遊記」
舞台：ヒマラヤ山脈にある棋魔山国
金角
声 - 渡部猛
金が石ころのように転がっている棋魔山国（きまさんこく）のマハラージャ。モデルは「西遊記」に登場する金角・銀角。
自分と同じ姿の巨大なロボットに乗り込み、棋魔山国に忍び込んだ人間をあたかも小人のように扱う。王国にやって来たルパン達を捕えて、人間を駒にした人間将棋を行い、殺し合いをさせる残酷な人物。
銀角が瓢箪に吸い込まれて死ぬと、逆上してルパン達を追うが、ロボットの目の奥で操縦する本体をルパンに狙い撃たれ、ロボットも爆発した。
銀角
声 - 飯塚昭三
金角の弟。性格の残酷さは兄と同様。
返事をすると吸い込まれる硫酸入りの瓢箪を持っており、次元と五右ェ門を吸い込むが、五右ェ門の奇策によって脱出される。逆にルパンに返事をさせられて吸い込まれ、硫酸に落ちて断末魔の悲鳴を上げ死亡した。
ジョー
声 - 安田隆
ギャング。棋魔山国の財宝を狙って忍び込むも捕まる。登場時の台詞から、ルパンとはお互いに見知っていた様子。
人間将棋の場で対決となり、ルパンを殺そうとするも、将棋板から蹴り落とされて死亡した。
ドム
声 - 塚田正昭
殺し屋。ジョーと同じく、棋魔山国で捕まる。
牢獄に用意されていた食事に塩分が全く含まれていないことに困り、塩を持っていないかとルパン達に尋ねた。人間将棋の場で、ジョーに射殺された。

## 第68話「カジノ島・逆転また逆転」
舞台：アメリカの「カジノパラダイス」（カジノとホテルが一体となった建物）
ニーナ
声 - 小山まみ
ドミノの娘。好きな物は「ビートルズ」「父親」「ルパン三世」。セントチューリヒ大学の学生で、そこの犯罪学同好会に所属するルパンファンである。
卒業論文のためにルパンに協力し、共にカジノパラダイスの金庫破りをしようとするが、父を裏切ったロバートの策略により、ルパン共々殺されそうになる。しかし、なんとか難を逃れ、ルパンからカジノパラダイスの5億ドルをプレゼントされた。
事件解決後、「ビートルズ」と「父親」は彼女の好きな物ではなくなったとルパンに打ち明けており、自ら父親と決別した様子が示唆されている。
ドミノ
声 - 吉沢久嘉
ニューヨーク沖に浮かぶ人工島 「カジノパラダイス」の経営者で、大統領選に出馬しようとしている。
「カジノパラダイスの金庫に収められた5億ドルを盗めるか」とルパンを挑発して侵入させたところで、カジノパラダイスを180度転覆させる大事故を引き起こし、保険会社から保険金100億ドルを手に入れようとする計画を実行する。計画実行後、選挙参謀を務めるロバートの裏切りにより殺されそうになるも、ルパンが間一髪のところで阻止。ニーナは命の危機を脱していたが、ルパンが言い放った「ニーナは、お前の大統領になる夢のために死んだよ！」という嘘を信じ込み、愕然となる。
5億ドルもルパンの手によって全てニーナの手に渡り、銭形に逮捕されるに至った。
ロバート
声 - 筈見純
ドミノの選挙参謀。打算的で冷酷な男。
ドミノの命令でカジノパラダイスを逆さまにして、建物内にいた多くの客を死亡させる大惨事を引き起こした。さらにドミノとニーナを殺し、保険金の第3受取人である自分がカジノパラダイスの保険金100億ドルを手に入れようと目論んだが、最終的にルパン・次元・五右ェ門によって作戦は失敗、次元達がFBIに通報したことで、1セントも得られぬまま銭形に逮捕された。

## 第69話「とっつあんの惚れた女」
舞台：アメリカのニューヨーク
ローラ・ジョーズ
声 - 木村有里
世界的大富豪で政治フィクサーでもある、ポマード・ジョーズの妻。
夫が彼女の声で開く金庫を作り、その中に各国首脳のスキャンダルを納めて死んでしまったために、アル・カバネ率いるニューヨーク・マフィアに追われる身となる。しかも、彼女の体には「裏切り防止」のためとして、高性能爆弾が心臓に埋め込まれており、ポマードの声で安全装置を解除せずに金庫を開けると、扉を開けて1分以内に爆発するという仕掛けになっていた。彼女の命を守ろうとする銭形と懇意になるが、彼に告白した際の声をカバネの手下によって録音された後に射殺された。
ローラを守ろうとしていた銭形にとって、彼女の死は大きなショックを与えることとなった。
ポマード・ジョーズ
声 - 前沢迪雄
世界的大富豪。
各国首脳のスキャンダルをファイルして、世界政治にも影響を及ぼしていた。そのファイルを妻であるローラの声でしか開かない金庫に納めており、上記のように「裏切り防止」の名目で妻の体に高性能爆弾を埋め込むという冷徹非情な男。
その後、金庫をマフィアに奪われ、さらに自動車事故に見せかけて轢死させられてしまう。
銭形は彼を「自分（てめえ）の妻も信じられねえ情けない男」と吐き捨てている。
アル・カバネ
声 - 加藤治
ニューヨーク・マフィアのボス。
非常に気が荒く、部下達も殺人など何とも思わぬ凶悪な輩がそろっているが、カバネも部下もどこか間が抜けている。
慢性盲腸炎を患っており度々発作が起きるため、鎮痛剤を常用している。
ポマードを事故に見せかけて殺害し、金庫を盗み出した後、今度はその鍵となるローラの声を手に入れるべく銭形とローラを付け狙い、さらにはコンピューター金庫を狙うルパン達を不金で雇った不二子で妨害、ローラの声を入手するのには成功したが、テープの回転数を操作して声を遅らせたために金庫の扉が開かず、更にダミーの金庫を次元と五右ェ門が本物と偽って隣の工事途中のビルから見せたことで「金庫をすり替えられた」と勘違いして部下と共にビルに突撃、金庫がダミーと知ると直ぐに引き返そうとした際に本物の金庫を持ち出したルパンと対峙、彼に欺かれたことに対する怒りで慢性盲腸炎の発作が起き鎮痛剤を飲もうとした時にルパンが指で飛ばした小型の高性能爆弾を同時に飲み込んでしまったこと気付かず、ルパンにテープと金庫を渡すように脅し、二つとも受け取った後ルパン達を追い出し、金庫を開けた直後に体内の爆弾が爆発して部下達と共に爆死した。

## 第70話「クラシック泥棒と九官鳥」
舞台：アメリカのネバダ
クライド・バロー
声 - 槐柳二
かつてボニー・パーカーとコンビを組み、金庫破りの天才と呼ばれていた老人。また、小鳥屋をやっていたこともあるという。
その後FBIに拘留されていたが、ルパンは脱走を手伝いナショナル・スーパー銀行の特殊金庫を開けさせようとする。
ボニー・パーカー
声 - 桜京美
1930年代にクライドとコンビを組んで、銀行ギャングで荒らし回り、マシンガンで蜂の巣にされたボニーとクライドの生まれ変わりを自称する百貫デブの老女。
ルパン達に協力するかに見せておいて出し抜き、クライドと共に6億ドルの現金入りの金庫を積んだトレーラーで逃走するが、ルパンに追いつかれる。ところがいざ金庫を開けてみると「6億ドルはいただいた」という置き手紙が入っていただけ。
実はこれまでルパンに協力していたボニーは不二子の変装で、本物のボニーはルパンがクライドを利用して一仕事しようとしたのを知って、一足先に金庫を破って6億ドルを独り占めしていたのだった。

## 第71話「ルパン対新選組」
舞台：日本の津軽海峡
近藤 勇（こんどう いさみ）
声 - 今西正男
新撰組局長近藤勇の三代目で実業家。
蟠竜丸と共に津軽海峡に沈められた新撰組の秘宝・黄金大砲をルパンを利用して引き揚げ、用済みになったルパン達を配下のジョン達に始末させようとする。黄金大砲を資金として新たに事業を興そうとしており、あくまで新選組復興の夢を貫こうとする沖田を「時代錯誤もいいところだ」と吐き捨て、ジョンに始末させようとしたが、船内に潜んでいた沖田の同志達にジョンや彼の部下を全員殺害されて形勢が逆転、弱腰になり「儂は引退する」と逃亡すると見せかけ、隠し持った銃で沖田を撃とうとするも、彼の投擲した銛が背中に刺さり、「この世は金が全て」と捨て台詞を残して死亡した。
沖田 総司（おきた そうし）
声 - 安原義人
新撰組一番隊組長沖田総司の三代目で近藤の部下。草笛を用いて巨大ダコを操る。五右ェ門の着物の肩口を斬る程の腕を持ち、また五右ェ門とは初対面の時から互いに強敵と意識している。
自分の同志達とともに新選組を復興して北海道を独立国にせんと目論むも、近藤が新選組としての夢を捨てていたのに失望し彼を刺殺、その後船に乗り込んだルパン達と銃撃戦になる。五右ェ門とは互角で打ち合うが刀の差が出て刀を折られてしまい、続けて巨大ダコに五右ェ門を襲わせるも倒されたために、もはやこれまでと黄金大砲に滑り込み、北海道を独立国にする野望を叫びながら、体に巻きつけたダイナマイトで大砲もろとも自爆した。
ジョン
声 - 玄田哲章
近藤から2億でルパンを殺すように依頼された傭兵。
部下達と水中用のバズーカを用いてルパン達に襲いかかり、船ごと爆破させようとした。「この仕事の後はラスベガスで派手に騒ぐ」と意気込んでいたが、沖田の同志によって殺害される。
巨大ダコ
タンカー並の大きさを持つ蛸。沖田からは「我らの守り神」と呼ばれ、彼の草笛で動く。銃弾が効かない。
沖田を追い詰めた五右ェ門を水中に引きずり込み、腕を何度も刺されてもびくともしなかったが、五右ェ門が投げ付けた斬鉄剣が頭に突き刺さって怯んだ隙に脱出され、バラバラに斬り倒された。

## 第72話「スケートボード殺人事件」
舞台：アメリカのロサンゼルス
ボロンコ
声 - 小原乃梨子
刑事コロンボの息子で、父親が手こずった事件の殆どを解決してきた。
その生まれながらに高い捜査能力故に、銭形やルパンなど、大人を見下した目で見る傾向があり、父親や署長の権限を笠に着て銭形の捜査への協力を禁止にしてしまった。
「ソロモンの瞳」という宝石を狙うルパンをあの手この手で翻弄するが、油断していたのが仇となり、偽物を掴ませるはずが本物の「ソロモンの瞳」を盗まれてしまう。屈辱を味わった結果、躍起になってスケードボードで追跡し、ルパンと不二子が揉めている間にルパンの手にしがみつくが、その手から飛んで行った「ソロモンの瞳」は署長がキャッチし、ルパン逮捕にも失敗して呆然となっていた。
署長
声 - 勝田久
ロサンゼルス警察署の署長。
ほとんどコロンボとボロンコの言いなりになっており、自らの権限を行使して、銭形のルパン逮捕を禁止にしてしまう。ただし、ルパン逮捕の手柄よりも「ソロモンの瞳」の死守の方が重要であったようで、ボロンコとルパンの揉み合いの末に、ソロモンの瞳を取り返した後、あっさり銭形にルパン逮捕の任務を返上している。
Mr.クイーン
声 - 上田敏也
エラリー・クイーン財団の会長でアメリカンフットボールの大ファン。
伝説のサファイア「ソロモンの瞳」の持ち主であるが、ルパンがそれを盗む予告をしたため、家族にも秘密でどこかに隠そうとする。
ところがルパンが盗みにクイーン邸に侵入したところ、彼は縄で首を吊っていて「ソロモンの瞳」も消えていた。ルパンは縄を切って助けようとするも、その場面をボロンコに見られ、クイーン殺しの濡れ衣を着せられてしまう。
実は、所有するアメフトチーム「レッドイーグルス」に全財産を寄付するという遺言状を書いており、さらにはジョージとマーガレットの婚約を認めなかったせいで、夫人とジョージの反感を買い、共謀した2人はトリックを使って彼を自殺に見せかけて殺害し、ルパンに罪を着せようとしていたのが真相だった。
上述の通り、ルパンが縄を切ったため一命を取り留めている。
クイーン夫人
声 - 巴菁子
クイーンの妻。歳のせいか足が動かないらしく、車椅子に座っている。
過剰なまでにアメフト好きなクイーンが、自分達にではなくレッドイーグルスに遺産の全てを寄付することを知って失望、ジョージを利用してクイーンの抹殺を図るが、失敗した上にボロンコにその意図を見破られ、警察に逮捕される。
マーガレット
声 - 吉田理保子
クイーンの娘。
ジョージと結婚を前提に付き合っているが、父には認められていない。
ジョージ
声 - 山田俊司
レッドイーグルスの一員。
マーガレットとの結婚をクイーンに申し込んでいる。だが、クイーンがそれを認めなかったことでクイーン夫人と組んで彼を殺し、その罪を「ソロモンの瞳」を狙って現れたルパンに着せてソロモンの瞳を手に入れようと企んだ。しかし、ボロンコの推理と、クイーンを殺した後に走り去る姿をルパンが目撃したことで怪しまれ、結局そのことを暴かれたことでクイーン夫人とともに逮捕される。

## 第73話「花も嵐も泥棒レース」
舞台：日本の北海道宗谷岬、鹿児島県桜島
ファントマ・マークIII
声 - 滝口順平
第53話以来の再登場。ミイラ男の如く包帯を巻いた姿となり、両目も義眼となった。
ルパンに復讐するために、国際泥棒選手権「ドロリンピック」を開催。日本を縦断する大レースのゴール地点で、ルパンを始末する大掛かりな罠を用意していたが、五右ェ門によって、隠れ家にしていた灯台ごと斬鉄剣で真っ二つにされ海中に消えた。
徳光アナウンサー
声 - 徳光和夫（当時日本テレビアナウンサー）
本人役で登場。世界泥棒オリンピックの実況を担当。
自称「躍動するサラリーマンの徳光」（当時徳光は日本テレビの社員だった）。
バカボンのパパ
声 - なし
『天才バカボン』の主人公。物語終盤にファントマ・マークIIIによってゴール付近に設置されていた地雷が爆発した際に、逃げ惑う観客達の中に紛れている。なお、アニメ『天才バカボン（1971年-1972年）』、『元祖天才バカボン（1975年-1977年）』は本作と同じく日本テレビ系で放送されトムス・エンタテインメント（当時の東京ムービー新社）が制作しており、『元祖』は本作の前番組である。

## 第74話「恐怖のカメレオン人間」
舞台: 南アフリカのヨハネスブルグ
ギネス
声 - 八奈見乗児
ギャング。
ダイヤ鉱山の社長と組んでルパンを罠にかけたがダイヤを奪い返され、カメレオンの変色能力を持たせた超合金製の装甲車でルパンを追撃するも、ルパンが五右ェ門にカッティングさせて作ったダイヤの弾丸を撃ち込まれて装甲車は爆発炎上し、自身も火達磨になって消火され、その消火剤によってカラーチェンジ薬も洗い流されてしまった。
彼が行動する際にはBGMとしてピンク・レディーの「カメレオン・アーミー」が使用されている。
ダイヤ鉱山社長
声 - 寺島幹夫
ギネスのボス。
2000カラット・時価一億ドルの価値があるが、大きく硬すぎてカット不能だったダイヤの原石をわざとルパンに盗ませて、ルパン達に加工させた後で再び取り戻そうとする。しかし、ギネスと同乗していた装甲車は、ルパンによってダイヤの弾丸を撃ち込まれて大破し、ギネスと同じ目に遭ってしまった。
ムンバ博士
声 - 藤本譲
黒人の科学者。
アパルトヘイトにより冷遇される黒人達の状況を嘆き、その打開策として「カラーチェンジ薬」を開発したが、ギネスに目を付けられて薬を奪われた上に殺されてしまった。
殺されたのは本編より以前で、作中に出てきたのはギネスが変装した姿。
カラーチェンジ薬
ムンバ博士が開発した特殊薬品。身体中に塗ることで、体色をカメレオンのように自在に変えることが出来る。
カメレオンの分泌液を用いているため、生きた虫しか食べられなくなるという恐ろしい副作用があるが、3ヶ月が経過するかダイヤに含まれる炭素を口に含むことで元に戻る。なお、薬が入った水を大量に飲んでしまった銭形は生きた虫を食べたくてたまらなくなり、終盤では赤トンボを追いかけまわしていた。

## 第75話「不二子に花嫁衣装はにあわない」
舞台：イギリス
ウィリアム・ハフナー
声 - 家弓家正
イギリスの貴族で、有名な宝石のコレクター。数多くの美女と結婚した経歴を持つが、妻達はいずれも数週間以内に不審な死を遂げている。
その正体は残忍な猟奇殺人鬼であり、「年老いて醜くなったり、つまらぬ男に引っかかって汚れないように、永遠に美を保つべき」という異常な思考の上で、殺害した妻達を剥製にして「永遠のハーレム」と称するコレクションルームに飾っていた。剥製にされた妻の指には、ハフナーのコレクションである宝石がエンゲージリングとしてはめられている。性格もサディストで、不二子が死亡したと思った際には「あの女も私の手で殺したかったものを」と呟いていたが、蘇生したと知ると、「この手で殺す喜びを残してくれた」と残忍な笑みを浮かべて鞭で攻撃しようとした。
ハフナーの宝石コレクションに目をつけた不二子は、その財産と宝石を手に入れるために100人目の妻として彼と結婚し、「嫉妬したルパンが自分を射殺して、後追い自殺する」という大芝居を打つ。用心深いハフナーに不二子の死を信じ込ませるためのもので、実際はルパンが撃ったのは仮死弾であり、24時間後に目覚めた不二子が宝石の在り処を探す手筈だった。
不二子を「永遠のハーレム」に陳列しようとした時、蘇生した彼女にハーレムの秘密を知られるも、嬉々として改めて殺そうとしたところでルパン達に邪魔される。剥製の中に1体だけ紛れ込ませていた武装マネキンにルパンを撃たせようとするも、ルパンに見破られ、暴発した銃に撃たれて致命傷を負い、最後は「私のコレクションは誰にも渡さん」と自爆装置を作動させ、自分が殺した妻達と運命を共にした。
執事
声 - 沢りつお
ハフナーに忠実に仕える執事にして、彼が殺した女に殺菌・防腐処理を施して剥製にしていた共犯者。
屋敷に侵入したルパン達が、プールから「永遠のハーレム」へ通じる隠し通路の仕掛けを発見しそうになったため、ルパンを撃とうとするが、五右ェ門が斬ったペガサス像の下敷きになった。

## 第76話「シェークスピアを知ってるかい」
舞台：アフリカのボロディアス連邦国、ヨーロッパ某大国
アンジェリカ
声 - 松島みのり
黒人が迫害されるボロディアス連邦国にて、独立運動に協力するシスター。
元はイタリアの大富豪の令嬢で、8年前、マフィアに追われる次元と出会い、その後しばらく一緒に暮らす内に彼を愛してしまう。次元が去った後は、神に愛を求めシスターになり、アフリカに渡ってオセロ博士と協力しボロディアス連邦国の黒人政府樹立を目指していた。
博士の国外脱出をルパン達に依頼し、博士を逃がした後、1人残った次元と一緒に黒人達を助けようとするが、空爆から逃れた後、焼け跡の中で死んだ黒人達を見て取り乱し、次元の静止も聞かずに走り回った最中に不発弾を踏んでしまい、次元の腕の中で次元に会えたこととオセロ博士を逃がすことが出来たことへの喜びを語り、次元に別れを告げて涙ながらに息絶えた。
『ルパン三世』シリーズでは珍しい、堅物のイメージが強い次元と両思いだった女性キャラクターの一人。
オセロ博士
声 - 平林尚三
ボロディアス連邦国にて、白人支配から独立すべく立ち上がった黒人達の指導者を務める世界的医学博士。
アンジェリカや黒人達からの信頼も篤く、ルパン達からの救出の申し出に対しても「同胞を見捨てるわけにはいかない」と断ったが、アンジェリカや黒人達の懇願もあって承諾、アンジェリカに自分のロザリオを預けた後、ルパンや五右ェ門に連れられて、飛行機に乗り込んで脱出したが、ミサイルに撃墜されて死亡した。
しかしその正体はヨーロッパ某大国の諜報機関GIBの長官ブレナン。不治の病に冒されたと偽り、ブレナンとしては表舞台からしばらく姿を消して、紫外線装置で肌を焼き、青い目もコンタクトレンズで黒くして黒人になりすまし、黒人解放を叫ぶ「オセロ博士」として長期間ボロディアスに潜入、黒人の味方のふりをしながら、内部情報を流して黒人反乱軍が不利になるよう仕組んでいた。
亡命中の飛行機が撃墜されて死亡したかに見せかけて、本国に帰還後、肌を漂白して元のブレナンの姿に戻るが、空爆から逃れる際にオセロ医院地下の紫外線装置を発見した次元に疑念を抱かれる。ルパンの一計で、不二子とのディナー中に自身の指紋がついたグラスを持ち出され、そのグラスから採取された指紋がアンジェリカに預けたロザリオについたオセロ博士の指紋と一致したことでオセロ博士＝ブレナンであることが露見した。
大統領とゴルフを楽しんでいたところ、現れたルパン達に今回の真相をすべて暴かれ、シェイクスピアの『オセロ』を引き合いに糾弾されるも開き直り、口封じの為に大統領と共に武装ヘリコプターに搭乗してルパン達を抹殺しようとするが、ルパンと五右ェ門の連携攻撃によってヘリのバランスが崩れた隙に次元に燃料タンクを撃たれ、大統領共々爆死した。
大統領
声 - 大木民夫
ヨーロッパ某大国の大統領。
オセロ博士を支援し、ヨーロッパに亡命政府を樹立させるために、ルパンに博士の救出を依頼するが、真の目的は、オセロ博士に化けていた部下のブレナンを本国へ無事帰還させることであった。
ルパン達に依頼する際は「ボロディアスの黒人迫害は目に余る」などと発言していたが、本音では黒人の独立国家など望んではおらず、むしろ白人の利益を守ることに力を注ぐ人物である。
帰還したブレナンとゴルフを楽しんでいたところ、現れたルパン達に今回の真相をすべて暴かれ、「盗人の言葉など誰も信じない」とシラを切って吐き捨てながら、証拠隠滅と口封じの為にブレナンと共に武装ヘリに乗り込んで襲いかかるも、ルパンと五右ェ門の連携攻撃によってヘリのバランスが崩れた隙に次元にヘリの燃料タンクを撃たれ、ブレナン共々爆死した。

## 第77話「星占いでルパンを逮捕」
舞台：日本の東京、宮城県金華山付近
マリアンヌ
声 - 小沢左生子
国籍不明、神秘のベールに包まれた謎の女予言者。
その占星術による予言はコンピュータ以上に正確であり、100%の的中率を誇る。だがその正体は、自分の予言を自ら実行していたマッチポンプ式のインチキ占い師。鳩型のサイボーグを使って収集した情報を、いかにも予知で言い当てたかのように装い、さらに鳩の目から発する催眠光線で人を操っては、予言が現実になるように仕組んでいた。
ICPOの計画した「ルパン逮捕アストロジー作戦」のために来日する。しかしICPO推薦というのは真っ赤な嘘で、その目的はルパンを利用して日本滞在中のダンマル共和国国王の所有する「ポセイドンの炎」という宝石を手に入れることだった。
サイボーグ鳩の催眠光線で五右ェ門を操ってルパンを殺させようとしたり、ルパンを自分に惚れさせて、その隙に射殺しようとするが、カラクリを見破った次元にサイボーグ鳩を破壊されて失敗。負けを認めて「ポセイドンの炎」をルパンに渡すも、そのポセイドンの炎は最初から偽物であったことが判明し、催眠の影響で彼女にメロメロになってしまったルパンに追い掛けられるなど、散々な結果に終わる。
ガブリエル国王
声 - 根本嘉也
お忍びで来日していたダンマル共和国国王。
食事の時もテーブルに札束を積み上げていて、そこから代金を払ったり、「この金を全部やるから『ポセイドンの炎』を守ってくれ」と銭形に頼み込むなど、品のない成金。
ルパンに「ポセイドンの炎」を盗まれてしまうが、実はそれは偽物で、本物はしっかり隠し持っていた上に、それを狙って接近してきた不二子にも「『ポセイドンの炎』に絶対に手を触れないという条件なら、第3王妃にしてもよい」と言って笑うなど、見かけによらないしたたかな食わせ者であった。
ダンマル共和国では国営テレビで「ルパン三世」を放映しているので、不二子の顔も知っていたとの事。

## 第78話「ロボットの瞳にダイヤが光る」
舞台：アメリカ合衆国のブロードウェイ
ガボット
声 - 樋浦勉
ギャングのボス。ベイビーにベタ惚れしているが、ドジを踏んでは「三流ヤクザ」と罵られてばかりいる。
かつては「ミネソタのティラノサウルス」と呼ばれた重量級のハードパンチャーだったらしいが、パンチをポット博士に余裕でかわされ、「打たれすぎてパンチドランカーか」と言われるなどその面影は最早ない。
ポット博士の発明したダイヤモンドの涙が出るロボットを狙うも、ルパンとのロボット争奪戦の末に大怪我をして3ヶ月の入院生活後、ベイビーにも捨てられ、ギャングを廃業してサンドイッチマンになってしまった。
ベイビー
声 - 向井真理子
ガボットの情婦。それなりの美女だが頭は軽く、しかもヒステリックな性格。
昔はとある遊園地のホットドッグの売り子で、それをガボットが見初めたようである。
騒動の後、片耳のジョーと駆け落ちする。
片耳のジョー
声 - 緒方賢一
ガボットの部下。その名の通り、片耳しかない。
ガボットにこき使われており、その度にベイビーに泣きついている。
騒動の後、ベイビーと駆け落ちする。
ポット博士
声 - 肝付兼太
時々ルパンに奇妙な兵器を売りつけに来る変な博士。
電池を逆にセットしてくっつかない電気大磁石や自動鼻かみ器など、ろくでもない物ばかり発明している。ガボットの注文で、彼の経営する店でダイヤモンドアイスを作るウェイターロボットを作っているうちに、偶然ダイヤモンドの涙が出るロボットを発明。しかし紆余曲折の果てにロボットは「正常」に戻ってしまい、ダイヤモンドアイスしか作れなくなってしまった。
タクシードライバー
声 - 矢田耕司
作中、3度銭形が止めるタクシーに乗っている運転手。
「ルパンを追ってくれ」という銭形の要求に対し、一度目は短パンシャツ姿で走り出し、二度目は同じ姿で銭形をおぶって走り、さらに三度目にはスーパーマンになって飛んで行ってしまう。

## 第79話「ルパン葬送曲」
舞台：不明
モーマニット・キョウランスキー
声 - 市川治
「音楽の魔術師」の異名を持つ国際フィルハーモニーの指揮者。後述の催眠を使ってルパンの命を狙っている。催眠の秘密を解くためにテレビ局のスタッフに変装したルパンと次元の変装を見破るなど洞察力も高い。
過去にイタリアで、父親で宝石商のモーマニット・マルチーがルパンに射殺されており、ルパンを狙う動機はその復讐の為だった。尚、ルパンは「どっちみち悪党だったんだろ、とんと覚えがねえな」と嘯いて、事件の真相は明確にされなかったが、ルパンの口ぶりからすると殺されても仕方のない悪党だったようである。
コンサート会場では操った銭形や狙撃隊にルパンを撃たせ、その後も不二子や五右ェ門を使って命を狙うなどしたが、指揮棒のトリックを見破り、お玉を指揮棒にしたルパンとの指揮対決に敗北、その結果、催眠状態にあった銭形の放った戦車の砲撃で指揮棒もろとも木端微塵に吹き飛ばされた。ルパンは彼へのレクイエムとしてベートーヴェンの交響曲第3番「エロイカ（英雄）」第2楽章を贈った。
原作漫画ではタガニーゼという名前で、銭形の変装である。
ダイヤの指揮棒
持ち手の部分に安く見積もっても2億（次元談）ものダイヤモンドをちりばめた指揮棒。この指揮棒で、聴覚を刺激する音にならない音波（超音波）を発生させることによって、催眠術のように人間を操ることができる。一度この催眠にかかった者は、キョウランスキーのレコードやテレビ画面越しの演奏を聴いても、何度でも操られた状態に戻る為、最初に「ルパンを殺せ」という暗示をかけられた不二子・五右ェ門・銭形は幾度もルパンに襲いかかった。また、その指揮棒は弓にもなり、それを用いてチェロを演奏すると、屋敷全体が超音波で振動してシャンデリアが落下するなどの現象が起こる。
一つの音しか出せないため、指揮棒よりも多くの音を出せる物（複数の穴があるお玉等）に対しては催眠効果を上回られる。

## 第80話「最後の差し入れはカップラーメン」
舞台：チェコ
シルバー
声 - 槐柳二
8年前、ルパンと一緒に現金輸送列車を襲った老犯罪者。
成功間近の土壇場でルパンを裏切って金を隠し、ルパンに追いつかれる前にケチな銀行強盗でわざと逮捕され刑務所に逃げ込んでいた。
出所後にルパンと遭遇するが、ルパンを再び騙して不二子と協力し、金を手に入れようとする。しかし、隠し場所の荒野には最新鋭の刑務所が建てられていたため、ルパンは自首して収監され、奇抜な作戦で刑務所内の現金を掘り出してハングライダーで脱獄する。シルバーはそこでまたも裏切って金を独り占めしようとするも、金をぶら下げたハングライダーは風に流され刑務所の方角に戻ってしまう。そしてルパンや次元が苦笑しながら見守る中、「誰にも渡さん、わしの金じゃ！」と叫びながら、ジープごと刑務所の敷地に飛び込み、看守達に出迎えられる羽目になった。
刑務所長
声 - 寺島幹夫
シルバーが、ルパンを裏切って独占した金を埋めた場所に建った刑務所の所長。
金を手に入れるためにわざと自首してきたルパンを、特別の牢屋に入れて死刑にしようとする。
コンピューターによれば、ルパンの犯した犯罪を、1つ1つ裁判に挙げていくと、一生かかっても終わらないという診断が出たという。その処刑方法は、死刑囚をベッドに固定させ、上から浴びる高熱の光によって焼き上げて殺すというものであった。だが、銭形がルパンに対して、この世の名残に望むものを聞いてルパンが望んだあるもの（カップラーメン）を提供した事で、ルパンの刑務所からの脱獄を許すこととなった。

## 第81話「不二子!男はつらいぜ」
舞台：ヴェルデンベルク王国
クロード
声 - 田中秀幸
金でできた「ミストレルの鐘」が観光名所の小国ヴェルデンベルク王国の王子。
不二子好みの純朴そうな美男子であり、両思いになったことで、不二子はルパンの了承を得て彼と結婚式を挙げるが、真の目的はルパンを焚き付けて本物のミストレルの鐘を探させることであった。
不二子を本当に愛していたかどうかは不明。
国王
声 - 梓欣造
ヴェルデンベルクの国王。この国は元々数々の国が征服してきた征服王朝であり、彼もイギリス人である。
現在、国の唯一の観光資源であるミストレルの鐘は金メッキの偽物で、本物のミストレルの鐘の場所ははるか昔に国が征服された際に伝承が失われているため、そのことの発覚を恐れて、クロードを不二子に接近させ、「2人の結婚を阻止したければ、ミストレルの鐘を盗んでみよ」と挑発することで、ルパンに本物の鐘の在り処を探させ、結果ルパンは鐘を発見、2人の結婚も了承したが、「頂くものは頂く」として、ミストレルの鐘を奪って逃げてしまい、鐘の観光収入以外の財源が無いヴェルデンベルクは滅亡が確定してしまった。

## 第82話「とっつあん人質救出作戦」
舞台：フランスのパリ
ナポレオン11世
声 - 山内雅人
ナポレオン・ボナパルトの子孫。
ナポレオン帝国の復興を目指すが逮捕され、ICPO地下の特別地下牢に収監されている。眠り病という奇病で1日に3時間しか起きていられず、世界征服をしようとしたのも世の中が騒々しくてゆっくり眠ることができないという理由からであった。そのため、静かな特別地下牢が「理想の地」だとすっかり気に入っている。ルパンによって特別地下牢から救出され、人質解放が行われ、手下達と共にICPOに再逮捕される間も、ほとんど眠りこけていた。
ICPO長官
声 - 加藤精三
話中では「部長」と呼ばれている。
テロリスト達に乱入されてから、ICPO正門の鉄柵を頑丈にさせるが、その後ルパンによって二度も鉄柵を壊された。また、ルパン達が一度乱入した際に、ナポレオン11世がいる特別地下牢に入れて欲しいとルパンから頼まれ、その通りにしたが、ルパン達はナポレオン11世を銭形との交換に用いるために必要としており、リモコン装甲車を駆使して脱獄した。後にナポレオン一味が逮捕された時、「銭形が人質になった芝居を打って、ルパンを使いテロリスト達を一網打尽にした」となぜか勘違いしており、銭形を称賛して握手を交わした。
なお、第85話「ICPO(秘)指令」にも登場している。
ナポレオン11世の部下
声 - 玄田哲章・小出和明・黒部鉄
ナポレオン帝国の再興を企むテロリスト。ナポレオン11世を「皇帝陛下」と呼ぶ。
ICPOに乱入し、警官達を次々と射殺しながらナポレオン11世を奪回しようとするが、その途中で銭形と遭遇。銭形をナポレオン11世との交換に使う人質として捕え、逃走した。しかしルパンがナポレオン11世をさらっていき、ICPOも人質交換を拒否したため、用無しになった銭形を殺そうとするも、ルパンが通信で申し出てきた人質交換に応じる。
結局ルパンに翻弄され、ナポレオン11世と共に逮捕された。

## 第83話「ルパンの大西部劇」
舞台：アメリカ合衆国のテキサス州
スミス
声 - 渡部猛
殺し屋業界ではトップシェアーを誇るスミス・コンツェルンの社長。
下がり続けるシェアーを取り戻すために、良い宣伝のアイデアを出した者には報奨金3億ドル出すと部下達に発破をかけたところ、不二子が名乗り出る。その入れ知恵で、ワナワナブラザーズ映画のプロデューサー、カルロ・ポンチを名乗り、ルパンと不二子が主演の西部劇を作りたいと、ルパンに申し出る。
不二子とのラブシーンを演じられると聞いたルパンは、大いに興奮して出演を承諾するが、真の目的は映画撮影中にルパンを殺し、その映像をCMとして製作し、宣伝効果で再び業界トップの座に返り咲くことであった。テキサス州の半分を借り切った巨大スケールのロケの随所に罠を仕掛け、ルパン達を縛り首にする映像を撮って計画は成功したかに見えたが、試写会の最中に実は生きていたルパン達に乗り込まれ、逆に自分達がビルから吊るされて悲鳴を上げる羽目になった。

## 第84話「復讐はルパンにまかせろ」
舞台：フランスのパリ、マルセイユ、アメリカのニューヨーク
スペードのジョー
声 - 久松保夫
かつて世界一の殺し屋と呼ばれたガンマン。
駆け出しだった頃の次元の射撃の先生でもあり、射撃以外にも次元に様々なことを教えた師匠のような男。今では年老いて拳銃にまともに弾も込められないほど衰えており、殺しにしくじって次元に助けを求めてきた。
しかしそれは全て芝居であり、実は泥棒に転向していて、商売の邪魔になるルパンを次元もろとも消すことが真の目的で、もはや殺し屋時代のプライドは完全に失われていた。
ハーバード大学卒のNASAの科学者である息子にプレゼントされた物質電送機を使って、ニューヨークの高層マンションのアジトに転送させるという方法で様々な宝石を盗んでいたが、最後は次元が物質電送機で送りつけたダイナマイトで吹き飛ばされた。
マリア
声 - 此島愛子
ジョーの古い馴染みで、バーを経営している女性。
マシンガンでギャングを撃ち倒すなど、肝が据わっている。次元にジョーを助けるように頼むが、実はジョーの情婦であり始めから彼とグルだった。
ニューヨークのアジトでは、「1年中、雪の降らない町で過ごすのが夢」だと語っていたが、次元がジョーに送りつけたダイナマイトが爆発した時には部屋に不在で、マリアの消息は描かれていない。

## 第85話「ICPO㊙指令」
舞台：ニューヨーク、イタリアのヴェネツィア
ジャスミン
声 - 平井道子
ICPOの捜査局長。結婚退職を考えており、大芝居を打ってのルパン逮捕計画を立案する。
実は銭形に惚れており、結婚も彼に断りなく一方的に決めたものだったが、作戦を口実に銭形に情熱的に迫っては何度も赤面させる。銭形と恋人同士に成りすました演技でルパン逮捕に成功するも、銭形にプロポーズさせた直後に脱獄に成功したルパンが目の前に現れたため、「また婚期を逃した」とショックのあまり失神した。
ICPO長官
声 - 加藤精三
第82話「とっつあん人質救出作戦」でも登場した、ICPOの長官。
ジャスミンに頼まれ、このままルパンを逮捕できなければ、捜査局長のジャスミン共々クビにすると銭形を脅して、彼女の作戦に銭形を協力させる。その作戦の一環として、ボンゴーレというニューヨークマフィアを急遽逮捕して成りすまし、ルパンを罠にかける。
後の153話「神様のくれた札束」にも登場（声優は北村弘一）。
ステファー
声 - 納谷六朗
ニューヨーク・ブルックリンのチンピラ。
ブルガリア宝石店から宝石を奪ったルパン達の前に現れて、不二子を人質にして宝石を横取りする。その後ボンゴーレの娘であるマリーヌを誘拐し、イタリアのヴェネツィアに新婚旅行に行こうとするが、次元に捕えられ、「余命わずかなマリーヌの『ヴェネツィアで宝石に飾られて死にたい』という願いをかなえたかった」と、ルパン達から宝石を奪った理由を話し、泣き落としで不二子や五右ェ門を騙す。
正体は銭形の変装。
マリーヌ
声 - 高島雅羅
ステファーの恋人。盲目で、不治の病に冒されている。
ステファーと共にヴェネツィアへの新婚旅行に出掛ける。途中で意識不明となり、病院に担ぎ込まれる。
正体はジャスミンの変装。
不二子はこの2人の芝居に騙され、その結果ルパン達はジャスミンが作らせた特製の牢獄に入れられることとなった。
なお、脱獄のカギとなったのが不二子のブラジャーだった。

## 第86話「謎の夜光仮面現わる」
舞台：フランス
コナン・ドリル
声 - 北村弘一
有名なミステリー作家。
謎の凶盗夜光仮面によるル・モンド侯爵殺害事件解決のためICPOの顧問として招聘され、ルパンの犯行と断定する。
しかし、実はドリル自身が夜光仮面の正体。30年前、セシボンヌ大学の行ったパレンケの秘宝の発掘によって見つかった3つのサファイアの分配に際し、欲に目が眩んだル・モンド侯爵、ヨハネス伯爵、ドルメン教授の3人に殺された父親スターン助教授の復讐を果たすことが目的であった。
ドルメン教授殺害を替え玉になった次元に妨害され、タモー共々逮捕された。
タモー
声 - 山下啓介
コナン・ドリルの秘書。
ドリルの言葉を口述筆記するためにタイプライターを持ち歩いている。彼もまた夜光仮面で、ヨハネス伯爵殺しは彼の犯行。
不二子に捕まり、銭形に突き出された。
ル・モンド侯爵
声 - 村松康雄
第一の被害者。夜光仮面に殺され、パレンケの秘宝の秘密が隠されたサファイアを奪われる。
ルパンは彼の残した日記から、パレンケの秘宝の秘密を知ることになる。
ヨハネス伯爵
声 - 上田敏也
第二の被害者。
自身の持つサファイアを夜光仮面が狙っていることを知った彼は、自身の娘のマーガレット（声：川浪葉子）と侍女のエリザベスの服を入れ替えて、侍女の服を着たマーガレットの方に本物のサファイアを持たせることでカムフラージュを試みるが、マーガレットは夜光仮面によって殺された挙句にサファイアを奪われ、彼もまた刺殺された。
ドルメン教授
声 - 岡部政明
セシボンヌ大学の教授。
夜光仮面に殺されそうになるが、その直前に次元と入れ替わったことで助かる。
なお、肝心のパレンケの秘宝は、例によって不二子が持ち逃げして終わった。

## 第87話「悪魔がルパンを招くとき」
舞台：イギリスの大英博物館、ドイツのベルリン
メフィストフェレス / ピーター・ヤコブ
声 - 青野武
ドイツ出身のユダヤ人で、大富豪のトーマス・ヤコブの息子。
赤ん坊の頃、ナチスによって両親を殺され、家宝である「フェニックスの涙」と「ドラゴンの涙」もナチスに奪われており、その経緯からナチスを憎んでいる。
ルパンのファンを名乗ってヒプノティ・パペットをルパンに送り付けた後、悪魔のようなマスクを被って、ドイツの作家ゲーテの作品であるファウストに登場する悪魔「メフィストフェレス」を名乗り、ルパンをヒプノティ・パペットの催眠術で操って家宝の「フェニックスの涙」を盗ませ、次に「ドラゴンの涙」をも盗み出させたが、途中森の中で躓いて転倒した拍子に催眠が不安定になって倒れたルパンの元に駆け付けた次元達に催眠術を解かれたうえ、不二子に素性を見破られたことでマスクを取り外して正体を明かし、ルパンに「ドラゴンの涙」を渡すように迫るが拒否されたため、もう一度ヒプノティ・パペットで催眠術をかけようとするも、五右ェ門に人形ごと斬られて傷を負ってしまい、直後斬られた人形から噴射された煙に紛れて一旦はその場から逃げ去りドイツに逃亡、今度は元ゲシュタポやナチス親衛隊の人間達を、人形劇団の公演と偽ってベルリンオリンピックスタジアムに集め、悪魔の形をした巨大アドバルーンをダイナマイトで爆発させる事で、ナチス関係者共々招待したルパン達をも始末しようと企んだ。しかしダイナマイトに気づいたルパン達によって観客全員を逃がされ、それでも復讐を果たそうとルパンの制止にも耳を貸さなかったが、導火線に火を付ける寸前ルパンの銃撃で阻止され、直後にアドバルーンを支えていた鉄杭が体に突き刺さり、その状態のまま虚空へ消えた。その復讐に取り憑かれた生涯を憐れんだルパンは「フェニックスの涙」と「ドラゴンの涙」をピーターの両親の墓に添えるためにアメリカに行くことを決意するが、ルパンと次元が乗ったアメリカ行きの飛行機の外に、大雨が降りしきる中、悪魔型のアドバルーンと空ろな表情で絶命したピーターの死体が出現してルパン達を驚嘆させ、この偶然をルパンは「アメリカの両親の墓に帰るつもりなんだ」と評した。
ヒプノティ・パペット
声 - 潘恵子
強力な催眠効果を持ったビスク・ドール。これを渡された者は、人形の製作者の意志通りに動いてしまう。ピーターがルパンを洗脳するのに使った。
催眠にかけられたルパンは「ドラゴンの涙」を盗み出した後に五右ェ門に活を入れられ正気を取り戻したため、正体を見破られたピーターが再度この人形を使ってルパンを操ろうとした瞬間に、五右ェ門によって斬り捨てられた。

## 第88話「ルパンの南極北極大冒険」
舞台：南極、北極
赤い旅行団団長
声 - 梶哲也
イタリアの軍事団体「赤い旅行団」の団長。北極にあるローマ法王の宝冠をルパンが狙っているという話を聞いて、不二子と組んで潜水艦でルパンの先回りをし、組織の再建資金のために自分達で手に入れようとするが、ルパンによって南極から連れて来られたペンギンに邪魔をされ、さらに潜水艦も破壊されて失敗に終わる。

## 第89話「ドロボウ交響曲を鳴らせ」
社長
声 - 宮内幸平
世界犯罪予防装置協会（罪防協）社長。犯罪者を人間として認めてはいない。
原子力金庫と呼ばれる殺人金庫を開発し、その中に世界中の金庫の設計図を入れ、罪防協の地下数百メートルに設置した。そのシステムは、金庫室全体が超高感度マイクになっていて、少しでも物音がすると原子炉が作動し、盗みに入った者は一たまりもなく体を溶かされてしまうという恐ろしいものである。さらに、この金庫に辿り着くためのエレベーターは1台しかなく、書類1枚でも持ち出したり、服のボタンが1つなくなったりして行きと帰りの重さが違うと、エレベーターは大爆発を起こしてしまうというかなり周到な仕掛けが施されている。
しかし4か月もの研究の末、音を立てないのではなく、逆にクラシック音楽などを流せばマイクは反応しなくなることに気付いたルパンはこれを利用して、ベートーヴェンの交響曲第3番「エロイカ（英雄）」を流しながら侵入し、金庫の設計図を全てカメラ撮影で盗むことに成功。重量検知システムを逆用してエレベーターは爆破され、罪防協の建物も崩壊した。
保安部長
声 - 矢田耕司
世界犯罪予防装置協会の保安部長。
システムの偵察のために来ていたルパンの変装を見抜き、逃げるルパンに対しペットの軍用犬を放つが、ルパンによってKOされてしまう。4ヶ月後、ペットは虎の「タイガー」に変わっており、建物から脱出したルパンに「タイガー」を放つ。
「タイガー」はルパンが運転する車の上に乗り込んだが、ルパンは走行中の車から飛び降り、岩壁に激突して炎上、そのまま巻き込まれる。

## 第90話「悪い奴ほど大悪党」
舞台：アメリカ合衆国のハーレム
チコ
声 - 野沢雅子
ハーレムのちびっ子ギャング。
学校は3年前に入学し次の日に卒業したとのことで、「ハーレムでは誰も信じるな」をモットーに図太く生き抜いている。
ライフルでルパンを脅してアイスクリームを奢らせたり、銭形にルパンの居所を白状するのをアイスクリーム1年分で了承するなど、アイスクリームが大好物。
また、ルパンと銭形が追いかけっこを始めた際に、ギャラリーを集めてどちらが勝つかの賭けをして金儲けをしようとするなど、商魂も逞しい。
ルパンがハーレムを去る際、ルパンと10年後に勝負することを約束させた。
マルカーネ
声 - 小林修
ハーレムの大金持ち。
ハーレムから犯罪者を締め出す浄化運動をしているが、その正体は、犯罪者を捕まえて射的の的にし、金持ち連中から金を取って、まるでショーの如く殺させるという残忍なやり口で金儲けをしている性根の腐った男。
自身の主催する仮装パーティーにスーパーマンの衣装で乗り込んできたルパンを捕まえ、ロープで吊るして射的の的にしようとするが、銃弾がロープに当たった事で脱出され、最後はスーパーマン気取りのルパンに2階の窓から放り投げられ、そのまま表に居た銭形に逮捕される。
仮装パーティーの客
マルカーネの主催した仮装パーティには、エマニエル・ポアロ（第52話）、ラビーナ（第62話）、ギネス（第74話）、ナポレオン十一世（第82話）と思しき人物達が1シーンだけ姿を見せる。
なお、スパイダーマンやバットマン、ハルク等、アメコミヒーローの格好をした参加者が多い。
マルカーネ曰く「金にも愛にも興味を失った連中」であり、ルパンは「こんな楽しそうに人を殺す目は見たことがない」と評している。
銭形がパーティーに突入した際、彼らは五右ェ門に仮装を切り刻まれていたため、銭形は「仮装パーティーと聞いていたが、乱交パーティーだったのか」と言いつつ、半裸の女性参加者を取り押さえにかかっていた。
強盗
声 - 鈴木清信
ハーレムで、3度に渡って通りすがりの女性をナイフで脅して金を奪おうとしていた男。
1度目と2度目はバイクでチェイスしていたルパンと銭形にバイクで轢かれた上に、女性にハンドバッグで殴り倒される。3度目の犯行中、2人のバイクがまたも迫ってきているのに気づき、女性からハンドバッグをひったくって、自ら頭を殴り気絶してしまった。

## 第91話「時を駆ける少女」
舞台：アメリカのニューヨーク、ペルシャ王国
イアンヌ
声 - 岡本茉利
記憶喪失の少女。ギラニーに追われているところをルパンに助けられる。
最初は自分の名前すら思い出せなかったが、ギラニーが使用した記憶を呼び戻す装置によって、自分がダリウス大王（ダレイオス3世）の娘で、いつか現れるペルシャ帝国を復興する英雄と会うためにタイムカプセルに入って、現代に蘇ったことを思い出す。
「サンサーラの塔」の中の彼女の棺にある宝石「永遠の虹」により不老不死の術がかかっており、それが外されない限り死ぬことがないため、ギラニーの銃撃を受けても生きていた。
ルパンのことを、ペルシャの帝王となるべき英雄と認識し、「永遠の虹」をルパンに託した上で、自分を抱き締めるように頼む。
不老不死の術が解けて永遠の眠りについた彼女は棺の中に葬られ、竜巻で再び砂中に埋もれてゆく「サンサーラの塔」と共に姿を消した。
ギラニー
声 - 辻村真人
武装盗掘団レッド・スパイダーのボス。
ペルシャ帝国の財宝を狙い、その秘密の鍵を握るイアンヌを捕まえようとする。イアンヌの記憶を呼び戻すと、用済みとなった彼女を役立たずと見なして銃撃したり、自分に協力していた男も仲間割れで即座に射殺するなど、暴戻にして冷酷な男。
砂漠でルパン達と財宝の争奪戦を展開するが、突如発生した竜巻によって砂に埋もれていた「サンサーラの塔」が出現。一旦は財宝を奪ってヘリコプターで逃亡するも、再び発生した竜巻に巻き込まれて墜落死した。

## 第92話「マダムと泥棒四重奏」
舞台　イギリスのリバプール
マダム・ピッコロ
声 - 沼波照枝
ルパンの盗みの先生であった男ピッコロの妻。天然ボケ気味だが、おっとりとして気の良い老婦人。
彼女は夫であるピッコロのことをずっと音楽家だと信じており、ピッコロが亡くなったと聞いて墓参りに来たルパンのことも音楽家だと思っている。
夫が死んだ時に財産がほとんど警察に没収されたと聞いて、ルパンはそれを奪還すべく、「シューベルト五右ェ門」「モーツァルト次元」「不二子ビッチ・チャイコフスキー」と名乗らせた仲間を呼び寄せ、ピッコロ家の地下から、真向かいにある警察署へトンネルを掘って潜り込もうとしたが、それを予想していた銭形に捕獲されてしまう。
しかし護送されるルパン達を「警察主催の演奏会に向かう途中」と勘違いしているマダム・ピッコロに、不二子は忘れてきた楽器ケースを持ってきてくれるよう頼む。その中には次元のマグナムと五右ェ門の斬鉄剣が隠してあり、本性を現した署長一味にルパン達が殺されそうになった時、駆け付けたマダム・ピッコロが楽器ケースを届けてくれたことで形勢は逆転。ルパン達は彼女の前でミュージカル仕立てに署長一味を叩きのめし、マダム・ピッコロは「あなたはベートーベン・ルパン」と拍手喝采を贈った。
警察署長
声 - 村越伊知郎
ピッコロの死後、彼が盗み集めた絵画・彫刻・宝石などを、何も知らないマダム・ピッコロから没収した。
ルパンをおびき寄せる餌になるとして銭形に協力させていたが、実はその遺産を横領する腹積もりであり、逮捕したルパン達もろとも銭形も口封じで殺そうとする。ルパンの「ピッコロの遺産をマダムに返すなら助けてやる」という条件で命拾いした銭形が義理を果たしたため、没収された遺産は全てマダム・ピッコロに返却された。

## 第93話「万里の長城インベーダー作戦」
舞台：中国の万里の長城
張廷（チャンティ）
声 - 内海賢二
元中国科学研究院第一部長で、現在は追放されて中国ギャングのボスになる。狡猾で知略に長けた性格。科学研究院時代に実用化させた「即効学習液」を説明する時に関西弁の本を浸して飲んでしまった結果、日本語を理解出来る様になったものの、言葉遣いが関西弁になってしまっている。
故宮博物院に秘蔵された翡翠の麻雀牌を狙っていたが、先に博物館に侵入していたルパン達に出し抜かれてしまう。そこでルパンの性格を利用し、後述の女性に変装して「即効学習液」をルパンに渡して使用する様に仕向け、その読み通り、論語を浸した「即効学習液」を飲んでしまったルパンは、孔子のように「子曰く〜」から始まる言葉を連呼する聖人と化してしまう。同時に潔癖症となったルパンが翡翠の麻雀牌を返却するのを横取りしようという目論見だったが、実は論語と一緒にアルセーヌ・ルパンに関する内容の書かれたモーリス・ルブランの本も飲んでいたルパンに薬は効かず、見事に騙されて逃げられてしまう。インベーダーそっくりの操作パネルで動かす機動要塞を持ち出してルパン達を追い詰めるが、五右ェ門が万里の長城を斬ったため機動要塞は転覆。最後は自らルパン達を射殺しようとするも、次元が撃った「赤ちゃんの本」を浸した学習液を食らって、赤子同然にさせられた。
即効学習液
中国に三千年前から伝わる秘薬。
書物をその液体に浸して飲むと、その本の内容が全て頭に入る。また知識だけでなく、人格もその本に多大な影響を受ける。次元曰く、「日本の受験生に売れそうだな」。
張廷によれば、馬王堆漢墓の墳墓で発見し実用化させた代物であるらしく、失脚前となる文化大革命時に毛沢東思想を全人民に覚えさせるべくバイオテロ同然の実験を行い、毛沢東の思想が記載された「毛語録」を浸した学習液を黄河と揚子江に流し、文化大革命へと繋げたという。
ただし、この学習液の効果は永続的では無いらしく、文化大革命より十数年経った現在は、効果が薄れてきていると張廷自身が語っている。
学習銃
張廷が発明したアサルトライフル型の銃。学習液が入った円形のケースを取り付けている。
ケースに本を入れて学習液に浸し、相手に向けて発射することで、食らった相手は本の通りになる。
作中では三度使用され、一度目はルパンが銭形に「吾輩は猫である」を浸した学習液を浴びせて猫化させ、二度目は次元が張廷に「赤ちゃんの本」を浸した学習液を浴びせて赤子同然にさせ、最後はルパンが猫化した銭形に野村胡堂の「銭形平次」を浸した学習液を浴びせて元に戻した。
謎の女性
声 - 小宮和枝
翡翠の麻雀牌を盗み出して逃走中のルパン達を助けた女性。
最初は中国語しかしゃべれなかったが、「即効学習液」に本を浸して飲むことによって、日本語がペラペラになった（ただしその本が『日本語の話し方・関西篇』だったために、関西弁になった）。ルパンの大ファンだと名乗り、お近づきの印として「即効学習液」をルパンにプレゼントして去って行くが、実は張廷の変装だった。

## 第94話「ルパン対スーパーマン」
舞台：アメリカ合衆国のニューヨーク
ジオ・マクリード
声 - 北村弘一
ニューヨーク市警の警部。まるでカウボーイのような時代錯誤極まる格好をしている。
銀行強盗の盗品を取り返したスーパーマンに対抗意識を燃やし、馬に乗って犯人を追う。
銭形がニューヨークの警官達に不二子の写真を見せると、他の警官達と共にマクリードも不二子の写真に興奮していた。
テンガロンハットをかぶり、馬に乗ってニューヨークの街中を闊歩する姿は「警部マクロード」がモデル。後に発売されたPlayStation 2用ゲーム「ルパン三世 コロンブスの遺産は朱に染まる」にも登場している。
スーパーマーケット店長
声 - 田村錦一
ニューヨークの小さなスーパーマーケットの店長。
不二子の提案に加担して、スーパーマンを利用した強盗計画の実行犯となる。
店が潰れかかっているため、第8銀行と協定して新しく建設された大型スーパーマーケットを恨んでいるが、実際に店が潰れかかっている理由は店長本人が賞味期限が切れている食品ばかりを並べているのが原因で、完全な逆恨みである。さらには性格も悪質であり、五右ェ門が商品購入を拒否した際には、大型スーパーマーケットで自分の店の悪口を言おうとしていると呆れた被害妄想ぶりを見せる。
警察を欺くために、下準備として第1銀行から第7銀行まで順番に強盗に押し入り、実行の日に第8銀行の隣にあるその大型スーパーマーケットをメチャメチャに破壊して止めの時限爆弾を仕掛けようとした時、ルパンの忠告を聞いてやって来た銭形とマクリードによって息子共々逮捕される。
店長の息子
声 - 鈴木清信/松田重治
ニューヨークの小さなスーパーマーケットの店長の息子。5つ子で全員が同じ顔である。
店長同様、第8銀行と協定して建設された新しいスーパーマーケットを逆恨みしており、5つ子の内1人はスーパーマン役、残る4人は強盗役を務め、空を飛ぶスーパーマンの姿（マントの下に隠した小型ロケットと、スーツを空気で膨らませる仕掛けによるもの）に客や銀行員達が気を取られて、銀行内が手薄になった隙に4人が強盗を行うという手口を繰り返す。
第1〜第7銀行で、同じ手口の芝居をやった後、第8銀行が襲われると予想する警察の裏をかいて、真の目的である隣のスーパーマーケットの破壊作戦を実行に移すが、強盗役の4人は、スーパーマーケットに爆弾を仕掛ける前に、銭形とマクリード警部率いる警官隊に逮捕。
残るスーパーマン役の1人も、自分と同じくスーパーマンの格好をして現れたルパンにナイフで切りかかり、空中戦を展開するが、ルパンによってスーツの空気を抜かれてしまい、地上に落下する。

## 第95話「幽霊船より愛をこめて」
舞台：ニューヨーク、バミューダの海域、イギリス
ジャンヌ
声 - 小山まみ
海賊船の女船長。
考古学者だった父が、ストーンヘンジ付近に埋蔵されていた「ストーンチャイルド」を発掘したが、何者かにその1つを奪われた上に殺されており、父の復讐と、ストーンチャイルドに秘められた宝を手に入れるべく、海賊を結成する。
メトロポリタン美術館から2体目のストーンチャイルドを盗み出したルパンを捕まえて拷問にかけ、3体目のストーンチャイルドの在処を聞き出そうとする。3体のストーンチャイルドを全て手に入れ、ルパン達と共にストーンヘンジにかざした際、空からUFOが飛来。ストーンチャイルドのもたらす効果とは、宇宙人との交信であった。
ヒース
声 - 大木民夫
アメリカでも指折りの船会社、ホワイト海運の社長。
かつてジャンヌの父を殺し、彼が発掘していたストーン・チャイルドの1体を奪っていた。銭形からルパン逮捕の協力を要請された際にストーンチャイルドの写真を見せつけられ、以前から狙っていた残りのストーン・チャイルドを全て手に入れる好機であると考えて、銭形に最新鋭の駆逐艇を使わせる。
ジャンヌの海賊船の船員達と銃撃戦を繰り広げるが、最終的には次元が仕掛けた時限爆弾の爆発に巻き込まれて死亡する。

## 第96話「ルパンのお料理天国」
舞台：不明
グルメール男爵
声 - 雨森雅司
世界的な美食家で、肥満体の巨漢。居城に客を招き、違法でいかがわしい世界の珍味を食するグルメパーティーを開いている。
並大抵の美食に飽きてしまい、ルパンの脳味噌を食べることを望み、時価7000万ドルの宝石のコレクション「グルメールコレクション」（実は総入れ歯に仕込まれている）を餌に、不二子にルパンを連れて来させてその脳味噌を取り出して食べようとする。
しかし石入りのただの味噌を食わされた上に、次元・五右ェ門・不二子のトリモチ入りパイ攻撃を食らって身動きが取れなくなり、最後はボクシンググローブを嵌めた不二子のパンチを食らい、入れ歯の中の「グルメールコレクション」を全て奪われた。
グルメールコック団団長
声 - 緒方賢一
グルメール男爵の側近で、男爵の望む通りの料理を作るコック団の団長。
グルメールの命を受けて、1週間かけてルパンを極度に太らせて無抵抗の状態にし、鋭利な形をした機械（いわゆる「くるみ割り人形」ならぬ「頭割り人形」）でルパンの頭を割って脳味噌をグルメールに食べさせようとする。
最後はグルメールと共に、次元・五右ェ門・不二子のトリモチ入りパイ攻撃で身動きが取れなくなってしまう。

## 第97話「ルパン一世の秘宝を探せ」
舞台：ルパン1世の墓の島
シャーロック・ホームズ三世(2)
声 - 田中信夫
第15話に登場したものとは格好や性格などが異なるシャーロック・ホームズの孫。
不二子と協力してルパン一世の財宝を手に入れようとし、さらに米・英・ソの国家的財産もそこに含まれているためにその3か国も協力した。しかし肝心の財宝は、当時無一文だったルパン一世に騙されて墓を作り、それを知って怒った地元の原住民達に全て差し押さえられており、米・英・ソの国家的財産も実は初代ホームズがルパン一世の仕業に見せかけて盗み出していたことが発覚、そのことを米・英・ソのエージェントに知られ、怒った3人にルパンから渡された剃刀で坊主頭にされた挙げ句、不二子共々ルパンによって手錠で木の枝に吊るされた。
エージェント達
アメリカ、イギリス、ソ連から集められた3人の男。表向きはそれぞれの国の親善大使となっているが、実はそれぞれの国を代表する殺しのプロ。3人とも特製の道具を用いる。
3国の国家的財産を取り戻す為にシャーロック・ホームズ三世の呼び掛けの元に集結、一度はルパン達に勝利したが、ルパン一世の墓がある島での二度目の戦いでは、銭形直伝の手錠を用いた生け捕り術にて道具を封じられて敗北、しかも肝心の国家的財産は初代ホームズがルパン一世の仕業に見せかけて盗み出していたことをルパンから聞かされてホームズ三世に騙されたと激怒、ルパンから渡された剃刀でホームズ三世を坊主頭にした。
ナポレオン・ゼロ
声 - 若本規夫
アメリカの親善大使の名目でパラダイス号に乗り込むが、実はアメリカを代表する殺しのエージェントで五右ェ門と闘う。
特製のカメラに仕込んだフラッシュで相手の目を眩ませる。
ルパン一世の財宝の中にあるという国家的財産「ワシントンの斧」を探している。
名前の由来は、『0011ナポレオン・ソロ』の登場人物であるナポレオン・ソロである。
ジェームズ・ドボン
声 - 田口昂
イギリスの親善大使の名目でパラダイス号に乗り込むが、実はイギリスを代表する殺しのエージェントで、次元と闘う。
特殊な果物の種を口から吹いて敵を攻撃し、この種が付いたものはトロトロに溶けてしまう。
ルパン一世の財宝の中にあるという国家的財産「アーサー王の耳かき」を探している。
名前の由来は、『007シリーズ』の主人公であるジェームス・ボンド｡
ラスプータン
声 - 仲木隆司
ソ連の親善大使の名目でパラダイス号に乗り込むが、実はソ連を代表する殺しのエージェントで、ルパンと闘う。
自ら開発した巨大化する特殊な人形を操り、ルパンを怯えさせた。
ルパン一世の財宝の中にあるという国家的財産「エカテリーナのブラジャー」を探している。
名前の由来は、ロシア帝国末期の祈祷僧グリゴリー・ラスプーチンである。

## 第98話「父っつあんのいない日」
舞台：フランスのパリ
トリュフォー警視
声 - 加藤精三
パリ警視庁の警視。ソルボンヌ大学出身のエリートだが、出世のためならばどんな汚い手でも使う野心家。
部下に銭形を射殺させてその濡れ衣をルパンに着せた上に、秘密保持のためにその部下までも自ら殺害。「ルパンは卑劣な殺人者」と糾弾して世論を煽り、注目を集めたところでルパンを公然と殺し、その功績でICPO総監の座に就こうと目論んでいた。
銭形の遺体を奪いに来たルパン一味を2度迎撃し、1度目は警官に扮したルパンと次元が別ルートで輸送する事を読んで警官隊を配備する用意周到さを見せている。しかし、2度目は川面に追い詰めて銃撃して殺害に成功したと思い込んでほくそ笑んでいたところに、実はやられたふりをして逃げ延びていたルパン、次元、五右ェ門、蘇生した銭形に乗り込まれた挙句、自身の悪巧みを全て暴かれる。最後は隠し持っていた拳銃で皆殺しにしようとするも、五右ェ門に机ごと銃を斬られ、銭形に「貴様は警察官のクズだ！」と罵られ逮捕される。
トリュフォーの部下
声 - 緑川稔
パリ警視庁の警官。ICPOに赴任したての頃の銭形の射撃の先生であり、ライバルでもあった人物。銭形曰く「彼は心優しい警察官だった」とのこと。
トリュフォーに銭形射殺を命じられるが、良心から実弾ではなく麻酔弾で狙撃し、銭形は仮死状態になるも一命を取り留める。後にトリュフォーに真相を打ち明けようとするも、口封じのために射殺され、川に転落した。

## 第99話「荒野に散ったコンバット・マグナム」
舞台：フランス、ブランコ公国
ストーンマン
声 - 小林勝彦
プロの殺し屋。愛銃はルガーP08。次元同様、ストイックで己の流儀にこだわる古風なタイプのガンマン。
かつて殺し屋として売り出していた時に、ブランコ公国のレオンヒルで次元と果たし合いをしようとしたが、すっぽかされてしまい、5年後に再会した次元に再び決闘を申し込み、同じレオンヒルの同じ時間に次元と戦う約束をした。五右ェ門が次元を助けるべく何度か彼に勝負を挑もうとするも、次元もストーンマンも介入を断り、1対1で決着をつけようとしていた。
しかしハンニバルの埋蔵金発掘に手を貸さず、一文の得にもならない果たし合いに執着する次元に不満なルパンは、律儀に決闘開始の午後3時を待ち続ける次元からマグナムを掏り取り、それを分解してパーツを点々と国境への道しるべとしていった。ブランコ公国の国境は午後4時に閉まってしまうため次元は大苦戦し、ストーンマンの弾を避け続けながらマグナムの部品を拾い組み立てるというサーカス芸をやってのけ、国境のすぐ手前で銃を組み立て上げるも、それを見抜いたストーンマンは最後のパーツであるシリンダーを何度も銃弾で弾き飛ばす離れ業をやって見せたが、最後はルパンがそのシリンダーを撃ち返したことによって次元が銃を完成させ、直後の真正面からの撃ち合いに敗れて倒された。
ブランコ総統
声 - 光田稔
ピレネー山脈の小さな山国・ブランコ公国の総統。
ルパンが狙ったハンニバル金貨の持ち主で、彼の持つ懐中時計に忍ばせていたが、側近のシーソーに変装して官邸に侵入したルパンに睡眠ガスを浴びせられ、懐中時計ごと盗まれてしまう。ハンニバル金貨の中には、ハンニバルの埋蔵金の在り処の地図が隠されていたが、それは知らなかった模様。
シーソー
声 - 塚田正昭
ブランコ公国の秘密警察長官で、ブランコ総統の側近。
ルパンは彼に変装してブランコからハンニバル金貨の入った懐中時計を盗み出し、さらに彼の権力を利用し、部下が捕まえた銭形に対して、本来なら死刑にされるところを「尻叩きして国外へ放り出せ」と命じ、勝手に刑を軽くしてしまった。

## 第100話「名画強奪ウルトラ作戦」
舞台：フランスのパリ、アラビア
アリババ・ナイババ
声 - 神山卓三
アラビアの石油会社の社長で、ナイババ村の村長。妻は整理して12人ほどで、息子は17人、娘は20人ほどいるという大家族。なぜか銭形のお尻がいたく気に入ったようで、終始彼の尻を追い回していた。
村のラクダ小屋を改良して作った美術館に展示するために、ルパン一世の描いた「汚れなき青春」を、ルーブル美術館が主催したオークションで50万フランで落札する。その輸送列車を息子達と銭形が護衛し、次元・五右ェ門・不二子の襲撃を次々と撃退した。だが、次元達の真の目的は、襲撃すると見せかけて列車に次々と酒瓶を投げ込むことであり、そうとも知らずナイババの息子達は、いつの間にか列車内に転がっていた大量の酒で祝杯を挙げてベロベロに酔い潰れ、偽の駅を作って待ち構えていたルパンに絵を奪われてしまう。
ルーブル美術館館長
声 - 嶋俊介
大統領に無理難題を押し付けられ、「あの大統領も先が短いな」とぼやきつつ、売っても問題にならなさそうな絵を探したところ、ルパン一世の描いた「汚れなき青春」を発見し、オークションに出品する。
ルパンによれば「爺様がルーブルに盗みに入った時に代わりに飾ってきた絵」とのことで、見た目には単なる子どもの描いた絵にしか思えないが、オークションでは50万フランの値がついた。
フランス大統領
声 - 上田敏也
マキシム・ド・フランスで食事した代金が払えず、館長に「どれでもいいからルーブル美術館の絵を売り払って、食事代を用意せよ」と無茶苦茶な命令を下す。しかし店のルールにより、金が届くまでは皿洗いをさせられる羽目になった。

## 第101話「ベルサイユは愛に燃えた」
舞台：フランスのパリ・ヴェルサイユ宮殿、ノルマンディーの海岸
オスカル
声 - 二木てるみ
貴族社会の復活を企む秘密結社「黒百合党」の幹部。
麗しき美形の若者だが、実は男装した女性。ルパンは劇中で女であるとは気づかずにオスカルに惚れかけており、次元や五右ェ門も戸惑いを見せていた。
『ベルサイユのばら』には見られない女性語を途中から話し、偶然ルパンの肘が胸に当たった時は、胸を両腕で覆うなどの恥じらいも見せている。
マリー・アントワネットの宝冠の所在を教えて、ルパンにそれを盗ませ折半にするという提案をするが、成功したルパンを睡眠ガスで眠らせて葬り去ろうとし、「黒百合党」をも裏切って宝冠の独占を図る。ルパンの助力で危難を脱した後、アントワネットの呪いで石にされたという伝説のある兵士の石像の前で、宝冠を賭けてルパンと1対1の決闘を行う。剣術に長けたオスカルが有利だったが、五右ェ門の斬鉄剣を借りたルパンはオスカルの服を切り裂き、その裸身を見て初めてオスカルが女性であることを知った。
オスカルの真の目的は、宝冠の中の青真珠の1粒に封入された秘薬を飲んで、石化した永遠の恋人アンドレの許に行くことであった。ルパンに「あなたは世界で2番目に好きな人」と礼を言い、薬を飲んだオスカルの体は、アンドレの石像に寄り添いながら石化。望み通りアンドレと永遠に添い遂げることになった。
アニメのルパン三世シリーズで、唯一ともいえる友情出演キャラクターである。「ベルサイユのばら」に登場するオスカル・フランソワ・ド・ジャルジェと同一人物のようにも思えるが、原典ではフランス革命の際に銃弾を受けて死亡したアンドレが今話では王妃の呪い（実際は石化の秘薬の効果）で石像化したことになっており、また18世紀に生存していたオスカルが、当時のままの容姿で20世紀に生きていることについては特に説明されていない。
アンドレ
オスカルの恋人。マリー・アントワネットの怒りを買い、石化の秘薬で石にされ、ノルマンディーの海岸に石像として飾られている。
ジャン
声 - 塩見竜介
「黒百合党」の党首。
マリー・アントワネットの宝冠を手に入れようとするも、オスカルの裏切りに激怒して刺客を差し向ける。しかしルパンの協力で刺客は返り討ちに遭い、その勢いでアジトに飛行機で突っ込まれ、壁と飛行機のサンドイッチになって失神。ルパンに「貴族社会を復活しようなんて、鬘をかぶって若ぶるより悪い冗談」と笑われた。

## 第102話「ルパンはシャネルがお好き」
舞台：ロンドン
ジム・弁慶
声 - 飯塚昭三
その名の通り、かの武蔵坊弁慶の格好をした大男。
強力な磁力銃を使ってロンドンブリッジで98丁の拳銃を奪っており、さらに99丁目となる次元のマグナムも手に入れ、100丁目のルパンの銃を狙って果し合いを挑むも、銭形の邪魔が入って一時退散する。
実はウイルヘルム・ブリリアの変装。
ウイルヘルム・ブリリア
声 - 吉田理保子
日本文学を専攻する学生で、シャネルの香水を愛用している。
父が残した黄金の拳銃にかかる税金があまりにも高いので、博物館に寄贈するために、銃の入った金庫を開ける鍵となる100丁の拳銃をジム・弁慶に化けて集めようとする。本当の理由をルパンに話したことでルパンは納得し、金庫は無事に開いた。
作中、磁力銃で吸いつけた銭形の銃、投げ手錠、警察手帳をゴミ箱に捨ててしまっている。それらはゴミ収集車に運ばれてしまい、銭形はそれを追い掛ける羽目になった。
ブリリアの父
声 - 丸山詠二
3年前に亡くなったブリリアの父親。
世界的なガンマニアで、「リストに載っている100丁の拳銃を集めて、金庫の天秤に入れれば金庫が開く」と言い残していた。それはただの重りでは代用できず、硝煙反応のある銃でなければセンサーが感知しないため、ブリリアはジム・弁慶に扮して拳銃集めを始めることになった。

## 第103話「狼は天使を見た」
舞台：アメリカのロサンゼルス及びイギリス
ハリー・ザトラー
声 - 木村幌
かつて「マシンガン・ハリー」と呼ばれて名を馳せた凄腕のガンマンで、戦争のプロフェッショナル。
ベトナム戦争から帰ってからは荒事とは縁を切り、ホイットニー山、デスバレー近郊の農場に隠棲し、野菜を作る静かな日々を送っていた。ベトナムではそれなりの過酷な体験をしたらしく、出会った天使（五右ェ門）の話をエリーから聞いた後、「天使なんてこの世にはいない。パパは戦争で嫌というほど知らされた」と一人呟いている。
目の見えない娘エリーの手術代を稼ぐため軍服姿で起ち、ナショナル・バンクから宝石を盗み出したルパンと次元を襲撃。用意していた攻撃ヘリコプター（AH-1 コブラ）に乗って2人をモハーヴェ砂漠に追い込んでいく。ヘリをルパン達から撃墜されるも、パラシュートで脱出後、地対空ミサイルレッドアイでルパン達のヘリを撃墜し返し、銃撃やバズーカを間断なく連射する猛攻で追い詰め、次元が白旗を挙げようと考えた程の実力を見せつけた。しかし、その戦場に舞い降り、鮮やかにバズーカの砲弾を一刀両断にした五右ェ門の姿を天使と錯覚し、「天使が己を罰しに来た」と思い込んだハリーは動揺する。そして手榴弾を投げつけようとするも躓いて倒れ、暴発させてしまった。
その後の生死は不明。
エリー・ザトラー
声 - よこざわけい子
ハリーの一人娘。盲目のため、盲導犬のジョンを常に連れている。
亡き母の「いつか天使が現れて幸せの国へ連れて行ってくれる」という言葉を信じており、偶然出会った五右ェ門の和服の袖を触って天使の羽根と思い、五右ェ門を天使だと信じ込む。
ハリーとの壮絶な激戦後、ルパン達はナショナル・バンクから盗み出した宝石を換金して、彼女の目の手術代にした。そして五右ェ門は手術室に向かうエリーを見送った後、「天使を探しに行く」と言い残して旅立って行った。

## 第104話「もっとも危険な黄金ベッド」
舞台：アメリカのテキサス州、メキシコ
モーガン
声 - 大木民夫
テキサスの大金持ちで黄金ベッドの持ち主である老紳士。元・軍人で、かつては連合軍の総司令官バーナード・モントゴメリーの軍事顧問をしていた。
普段は紳士的で、銭形の汗臭い匂いを嫌って執事に入浴を強制させる程の潔癖症でもある。だが、相当な切れ者であり、また「この世で泥棒とゴキブリは存在してはならない」「ロンメルを地獄に送ったようにルパンも地獄に送る」と口にする等、その本性は残忍非道かつ好戦的である。ルパンを追撃する際は軍服に着替えて完全に戦争時のように高揚しており、「ドイツ人は3つだけ素晴らしい物を発明した。ビールとカメラと戦争だ」とも発言している。
自らが所有する黄金ベッドを盗もうとするルパン達を完璧な防衛装置で待ち構え、レーザー光線で容易に近付けないようにし、それを掻い潜っても濃硫酸を満たした箱にベッドを落として触れないようする。更には、屋敷の地下に隠された指令室からリモコンで自動制御されている戦車群を操る形で逃亡したルパン達を執拗に追撃。挙句の果てにはアジトへ戻った彼等にダメ押しで45インチ砲まで見舞うという常軌を逸した殲滅作戦を展開している。その過剰防衛を越えた殺戮行為には銭形からも反感を抱かれ、「必ず国連に訴えて逮捕してやるからな!」と言わしめさせている。
ルパンを二度までも撃退するも、三度目に45インチ砲の砲弾を利用したトリックで硫酸の入った箱ごとベッドを盗み出されてしまい、その際箱から硫酸が漏れて地下の司令室を侵食、司令室の爆発に巻き込まれて死亡した。なおその後、例の如く不二子はルパンを裏切って黄金ベットを独り占めにしようとしていたが、事前に「不二子が裏切ったら自分達が黄金ベットを頂く」という賭けをしていた次元と五右ェ門に阻まれ、失敗に終わるのだった。
執事
声 - 常泉忠通
モーガンの執事を務める大男。昔からの部下の様で、モーガンのことを「大佐」と呼び、自分も「副官」と呼ばれている。館に訪れた銭形の体臭を嫌ったモーガンからの命令を受け、銭形に強制的に入浴をさせている。
防衛システムを操作してルパン達を追い詰めるも、司令室の爆発に巻き込まれてモーガン共々死亡。

## 第105話「怪奇鬼首島に女が消えた」
舞台：日本の瀬戸内地区
平五郎八（たいら ごろはち）
声 - 山下啓介
鬼首島派出所巡査。ルパンを追ってやって来た銭形にこき使われる。
銭形と共に潜水艦に乗ってルパンを追うが、燃料が切れたために潜水艦ごと深い海底に沈んでしまった。
玄白（げんぱく）
声 - 千葉順二
元麿に仕える爺。
何としても平家の跡継ぎを産ませるべく、部下を使って女性を攫わせているが、当の元麿は跡継ぎには興味はなく、女性達を剥製のコレクションにしていた。そんな元麿の体たらくには呆れ返っており、しばしば彼を「若」ではなく「馬鹿」と呼んでいる。
平家の秘宝を探しに来た不二子を捕らえるも、城に忍び込んだルパン達に救出された上に秘宝も奪われ、さらに次元が城に仕掛けた爆弾によって城が爆発したため、その飛び火に巻き込まれそうになって海に飛び込んだ。
劇中では名前が登場せず、この名前は設定資料などで表記されている。
原作では単に「爺」と呼ばれるだけで、最後は五右ェ門に斬殺されている。
元麿（もとまろ）
声 - 大泉滉
鬼首島の城に住む平家の末裔である若様。女性をチョウとしか思っておらず、玄白が調達してきた女性を殺して剥製の標本にしてヘラヘラ笑うという、猟奇的で狂人めいた人物。
性の知識は皆無で、子どもを産ませる方法を「女性の体内にコウノトリの卵を移植する」と思い込んでいる。
不二子を自身の標本に加えようとするが、配下に変装したルパンによって麻酔で眠らされてしまう。だが、その後も不二子を追ってくるなど執念深い一面もある。
玄白と同様に劇中では名前が登場せず、彼の名前も設定資料などで表記されているのみ。
原作では単に「若」と呼ばれるだけで、女性を標本にする猟奇的思考は持たないが、全裸で城中を徘徊し、女性を手篭めにする色魔として描かれている。

## 第106話「君はネコぼくはカツオ節」
舞台：アメリカのブロードウェイ
ビビアン・リー
声 - 向井真理子
まったく芽が出ないダンサーの卵。
ルパンを利用してブロードウェイで大スターになろうとし、偽の記者会見を開き、「自分のネコは鉛筆の削りカスを食べるが、そのネコをルパンが盗んだ」という出鱈目を言ったことで、その大嘘が新聞に載ってしまう。そんなものを盗んだとあってはイメージダウンになると怒るルパンが、その猫を探し出してビビアンに叩き返そうとする一方、バッキーとブッチャーはそのネコ（実は鉛筆の形をした鰹節を食べていた）を見つけ、ルパンを連れて彼女の元へやって来た。最初は信じなかったビビアンだが、ネコが本当に鉛筆を食べる姿を見たために、図々しくもそのネコは自分のものであると言い出し、2人やルパンとのドタバタ劇へと発展する。
その後は猫使いのダンサーとして、サーカスの前座で大人気になったという。
バッキー
声 - 樋浦勉
ブロードウェイのゴロツキ。
ブッチャーを相棒にし、何とか金儲けをしようとする。ルパンとのドタバタ劇の後、ごく普通の野良猫を「鉛筆（実は鰹節）を食べる猫」として50セントで売る商売を始めた。
第128話で、ミュージカルのポスターを街頭の人々が見ているカットにて登場している。
ブッチャー・T・マーチン
声 - 和久井節緒
バッキーの相棒。
銀行強盗をした時に、奪った金の領収書を住所・氏名・拇印入りで置いてきて、それを証拠に4時間後に逮捕されてしまったほどの間抜け。

## 第107話「結婚指輪は呪いの罠」
舞台：アメリカのワシントンD.C.、スミソニアン博物館
ホープのダイヤの悪魔
声 - 水鳥鉄夫
44.5カラットはあるというダイヤ「ホープのダイヤ」に取り憑いた悪魔。
見た目はコミカルだが、「ホープのダイヤ」を盗もうとする者、その所有者に次々と災難を見舞わせ、その様子を面白がって見るなど所謂悪ガキな性格をしており、また、突風を起こしたり天候を嵐に変えるなどその力は人智を越えている。。
この「ホープのダイヤ」は過去700年もの間、ルイ14世、ルイ15世、マリー・アントワネットなどといった所有者を悉く不幸に陥れているため、「呪われた悲劇のダイヤ」と言われた。
スミソニアン博物館に侵入したルパンは、悪魔の引き起こす数々の怪奇現象や天変地異を掻い潜ってダイヤを手に入れるが、例によって不二子に騙されて奪われる。しかしその不二子も次々と災難に見舞われた挙句、自分が年老いた老婆になった幻影を見せられ、悲鳴を上げて放擲してしまった。

## 第108話「哀しみの斬鉄剣」
舞台：日本の北海道・霧多布岬
浜中 奈美（はまなか なみ）
声 - 岡真佐子
霧多布高校の2年生。
刀鍛冶の祖父・鍛冶兵衛が斬鉄剣を越える剣を作ろうとするのを、身を挺して手伝う。かなりの高度を飛ぶ鴨を銃で撃ち落とす程の腕前。
ルパンが「五右ェ門好みの澄んだ瞳」と発言する程清楚な印象を受けるが、五右ェ門が藁束に仕込んでいた鋼鉄を盗んだり、斬鉄剣の温度を知るためとはいえ半裸になってルパンに抱かれたかのような発言をして五右ェ門を動転させるなど大胆な一面を持つ。
五右ェ門の事は「時代劇の主人公さん」と呼ぶ程気に入っていたが、対してルパンの事は嫌っている様であり、彼に目的を聞かれてもつれない態度で答えなかったり、自身を布団に連れ込んできた際は抵抗してビンタをした程であった。
ルパンが斬鉄剣と鍛冶兵衛の剣をすり替えた事により、祖父の剣が斬鉄剣に勝ったと喜ぶが、直後悲願を達成した鍛冶兵衛を目の前で喪い、号泣した。
浜中 鍛冶兵衛（はまなか かじべえ）
声 - 槐柳二
霧多布に住む刀鍛冶。奈美の祖父。
刀鍛冶として末代まで名を残すため、病で余命幾許もない身でありながら、斬鉄剣を超える刀を作ろうと執念を燃やす。その執念を見たルパンは五右ェ門の斬鉄剣と彼の鍛えた剣とをすり替えて、鍛冶兵衛の剣が斬鉄剣に勝ったと思い込ませることで、彼の願いを叶える。鍛冶兵衛は「これで思い残すことは無くなった」として、奈美の腕の中で息を引き取った。

## 第109話「ルパン史上最大の苦戦」
舞台：アメリカ
タイガー
声 - 徳丸完 / 仲木隆司
オールマイティーに雇われた殺し屋。
どこへ逃げようと、瞬間移動したかのごとく行く先々に現れるという神出鬼没の能力の持ち主で、ルパンも危うく殺されそうになった。しかし、その能力の正体は、「テレパシーで通じ合っている一卵性双生児の双子が共犯者」という単純トリックだった。そのことに気付いたルパンによって遊園地のミラーハウスにおびき寄せられ、最期はルパンとルパンに変装した次元によって標的を誤認させられた結果、お互いを射殺してしまう。
オールマイティー
声 - 今西正男
タイガーの雇い主の富豪。
不二子と「ルパンが世界で一番強いか」という勝負で5000カラットのダイヤの原石を賭け、タイガーにルパンを殺させようとした。最終的にルパンがタイガーとの勝負に勝ったため、そのダイヤの原石は不二子のものとなるはずだったが、ヘリコプターでやって来たルパンに「俺をコケにした罰」として目の前で奪われてしまい、不二子は執念深くそれにしがみついて行った。

## 第110話「激写これが不二子だ」
舞台：マルダ、ヌーディストの島
ガッペルト
声 - 寺島幹夫
警察国家マルダの国家警察長官。この国では人権に対しての意識が薄く、拷問が容認されている。
国の反対者や犯罪者の取り調べを簡単にするために、ハイデルベルグに過去を写すカメラを作らせるが、何者かに盗まれてしまい、ルパンの仕業だと思い込んで銭形に協力を要請する。不二子がカメラを手に入れたのを知って逮捕し、さらに不二子から本物をすり替えていたルパンに、不二子の身柄と、逃亡したハイデルベルグ及びカメラとの交換を要求する。
ボスマルクの正体がロボットであることを知った銭形もろともルパン達も抹殺しようとしたが、暴走したボスマルクによって押し潰された。
赤ん坊の頃にネズミに鼻をかじられたため、深層心理でネズミを恐れている。
ハイデルベルグ
声 - 緑川稔
科学者。
ガッペルトに過去を写すカメラを作るように指示されるが、間違えて未来を写すカメラを作ってしまう。人権を全く無視したガッペルトのやり方に嫌気が差し、処刑されそうになって逃亡していた所をルパンに助けられる。
ボスマルク
声 - 飯塚昭三
警察国家マルダの保安大臣。
口を開く度に「国家のため」と叫んでいるが、その正体はロボットであり、ガッペルトの傀儡的存在である。人権無視に怒った銭形の背負い投げを食らい、拷問機械の操作盤に頭ごと突っ込んだことでロボットであることが露呈した。この時のショックで制御が狂い、以後、露わになった金属製の顔のまま「国家」や「国家のため」の2つの台詞のみを繰り返しながら暴れ出す。
ボスと子分
声 - 宮下勝、池水通洋
未来を写すカメラを盗んだ真犯人。
競馬場で数分後のレースの結果を写すことによって、大儲けしていた。不二子の色仕掛けに引っかかってカメラを奪われる。

## 第111話「インベーダー金庫は開いたか?」
舞台：アメリカのニューヨーク
キャサリン・モロ
声 - 谷育子
ダイヤモンド加工会社の女社長。次元がニューヨークのハーレムで腐っていた頃の知り合い。
当時はブロードウェイのしがないワンサガール(その他大勢級の下っ端女優のこと)で、スターになるのを夢見ていたが、次元が彼女の前から去った後、宝石加工会社の社長と結婚するも先立たれて未亡人となる。今でも次元に想いを寄せており、身近には若かりし頃の次元の写真が飾ってある。
再会した次元に、インベーダー金庫に収められている自分の140カラットの宝石を盗めるかと挑発し、屋敷の厳重な警備システムで次元たちを翻弄する。だがこれは、血が足りなくなるという不治の病にかかって余命幾許もないキャサリンが、少しでも次元と関わっていたいがための、女心による行為であった。次元は無事に金庫を攻略し宝石を盗み出した後、彼なりにキャサリンを叱咤する。

## 第112話「五右ェ門危機一髪」
ウルフ
声 - 坂口芳貞
ローズとコンビを組んでいる殺し屋。
常にギターを抱え、哀愁漂う音色を奏でているが、それは銃に改造した特殊ギターである。
ターゲットを確実に抹殺するために、ターゲットの身近にいる人間を徹底的に拷問して弱点を聞き出し、実行に移すという卑劣漢。
ルパンを殺すことによって世界一の殺し屋になるために、温泉でくつろいでいた五右ェ門を捕らえた後、拷問にかけてルパンの弱点を聞き出そうとする。最後は拷問でぼろぼろの体となっている五右ェ門と剣で一騎討ちの対決をするが、手で剣も握れないほどの重傷を負いながらも、口で抜刀した五右ェ門に斬鉄剣で背中を突き刺されて死亡する。
ローズ
声 - 一城みゆ希
ウルフとコンビを組んでいる女殺し屋。
頭に薔薇の髪飾りを挿しているが、そのピンには猛毒や痺れ薬が塗られている。
攻撃的で短気な性格のサディストで、どんな男でも彼女の拷問にかかれば赤ん坊のように泣き喚くという。
いくら拷問をかけても口を割らない五右ェ門に痺れを切らして、不二子に変装し単独でルパンの抹殺に向かうが、ルパンには簡単に見破られてしまった。さらに髪飾りに発信機を付けられたことで、自分達のアジトを知られるという失態を犯す。そしてウルフが五右ェ門に敗れて死んだのを見たローズは落涙し、ウルフの亡骸の傍で猛毒の付いたピンで自ら胸を突いて命を絶った。

## 第113話「作戦名は忠臣蔵」
舞台：日本の東京本所墨田区
浅野警視総監
声 - 矢田耕司
冒頭部で登場する警視総監。
いつまで経ってもルパンを捕まえられないことを大臣になじられて、散々侮辱されたため逆上して大臣を殴り飛ばしてしまい、そのことが原因で免職されてしまう。銭形はそんな彼のために忠臣蔵作戦の決行を決意する。
吉良 上野介（きら こうづけのすけ）
声 - 槐柳二
『忠臣蔵』で有名な吉良義央本人の幽霊。
自らの首を刎ねた大石内蔵介への恨みは深く、また彼等を判官贔屓する世論によって今もなお一方的に悪人扱いされ続けてしまっている事を嘆いており、内蔵助に成りきった銭形にそれらの恨みつらみをぶつけている。
忠臣蔵を嫌いだというルパンの元に現れ、国宝級の勾玉を依頼料に、本所署の地下に埋まっている「生前自分に送られた賄賂をつぎ込んで作った何物にも代え難いという宝」を盗み出すように頼む。実はその宝の正体は入れ歯であり、無事にそれを手に入れて満足し姿を消した。
手が異様に冷たく、自在に姿を消したり現したりするなどの行動で、次元達は早々に彼が幽霊だと気付いたが、ルパンだけは最後まで「幽霊なんかいるわけがない」と信じず、手品師だと思い込んでいた。
清水 一学（しみず いちがく）
『忠臣蔵』に登場する、吉良上野介に仕えていた剣客・清水一学本人で、人魂の状態で登場。
死してなお吉良に仕え続けており、ルパン達が追い込まれた際、人魂が分裂して警官隊の銃口に入り込むことで全ての拳銃を暴発させて援護した。この行為に吉良も一学の事を「本物の忠臣じゃ」と褒め称えていた。
早野 勘平（はやの かんぺい）
声 - 八代駿
大阪花月署の刑事。
クビになった浅野警視総監の敵討ちのためにルパンを逮捕する忠臣蔵作戦に参加するが、その動機は忠や義ではなく銭と出世の糸口を掴むため、そして吉良上野介の宝を横取りするという、打算的でがめついものであった。常に電卓を持ち歩いている。
忠臣蔵作戦においては銭形を大石内蔵助に仕立て上げて補佐を務め、警官隊の直接指揮を執る事になるが、最終的には清水一学の霊魂によって警官隊の一斉射撃を妨害されて失敗した。
堀部 安兵衛（ほりべ やすべえ）
声 - 安原義人
下町の本所署の刑事。サングラスとリーゼントで決めたツッパリスタイルで、合法的に人殺しができるから刑事になったという問題人物。
銭形が呼びかけた、免職された浅野警視総監の敵討ちのためにルパンを逮捕する忠臣蔵作戦に参加するが、「ルパンを殺してフィーバーしようぜ」という、短絡的で享楽的な動機であった。作戦を練ろうとする銭形を「ダサイ」などと批判し、気が合う刑事同士で勝手にルパンを殺しに向かう。バズーカでルパンの船を砲撃したが、乗り込んだところでルパンが船に仕掛けた催眠ガスで昏倒。そして爆発した船ごと沈み、サングラスだけが水に浮かんでいた。
その後の生死は不明。
大臣
声 - 北川国彦
冒頭部で登場した大臣。
ルパンを逮捕できない浅野警視総監を叱り飛ばし、頭を扇子で叩くなどして侮辱したため、堪忍袋の緒が切れた彼に殴られた。

## 第114話「迷画最初の晩餐の秘密」
舞台：ローマ、奇岩城、イエス・キリストの実家
ノヴァ
声 - 弥永和子
イエス・キリストをローマに売り飛ばした反逆者、イスカリオテのユダの子孫。
キリストの財宝の在処を示すヒントが隠された名画、「最初の晩餐」の半分を持っている。残り半分が隠されているルパン一世の隠れ家・奇岩城の場所を知るために、銭形に色仕掛けで接近して透視目薬を与えて利用しようとした。
しかし、ルパン達の列車を用いた作戦の結果、自らの持つ半分もルパンに奪われてしまう。最後は彼女の愛の告白を本気で受け取った銭形の頬を引っ叩いた。そして、ルパンも透視目薬を使ってキリストの生まれ故郷のイスラエルの馬小屋で宝を発見するが、その宝はキリストの幼少時代に使っていた哺乳瓶であった。

## 第115話「モナリザは二度微笑う」
舞台：フランスのパリ、アラブのオイルエンタル美術館
フェイカー教授
声 - 真木恭介
ルーブル美術館の管理責任者。
アラブに貸し出されたモナリザを、ルパンは厳戒な警備装置をかいくぐって盗み出すが、それは偽物だった。本物のモナリザの在り処をフェイカーを脅して問い詰めると、彼は無数のモナリザが飾られた自分の部屋に案内する。
モナリザの微笑みに魅せられたフェイカーは、何かに取り憑かれたかのように何十年もの間、モナリザを模写し続けていて、そのために彼の複製したモナリザは、「本物過ぎる」までの出来となっており、遂には自分でも本物を判別できなくなってしまった。ルパンに「君が本物だと確信した画を持っていきたまえ」と言うが、モナリザへの愛に人生を捧げたフェイカーの生き様に感服したルパンは、「あんたの作品はすべて本物」と答え、画を一枚も持ち出す事はなかった。その事に感謝しルパンの去り際に礼を言い別れた。

## 第116話「108つの鐘は鳴ったか」
舞台：日本の京都、ニューメキシコ
アントニオ・ウルフ
声 - 田中康郎
マフィア№1のスナイパー。
7年前の大晦日にニューメキシコのサンタフェ教会にあるキャッツアイを巡ってルパンと次元の2人と争い、かけだしながらも次元の左腕を撃ち抜いたが、同時に2人に両耳を吹き飛ばされて痛み分けとなり、その後、マフィアの狙撃訓練所レッド・スナイパーに志願、ルパンと次元への復讐の機会をうかがった。また、両耳を失っているかわりに、読唇術で相手の言っていることを理解できるようになった。
黄金の宝船の警備に招かれてルパンを待ち構え、一度はルパンを捕らえ、その場で殺そうとするも銭形に止められてしまい、ルパンを囮に次元をも誘き寄せようと画策、テレビ越しに次元に挑戦を挑んだ。その後、ルパンの作戦により鐘に仕掛けた催眠音波発生装置で全員が眠ってしまった中、両耳が無いために催眠音波が効かずルパンや次元と銃撃戦を繰り広げるも、その隙に不二子と五右ェ門に黄金の宝船を盗まれたうえルパンと次元にも逃げられてしまい、ヘリで追撃するが、最後はルパンと次元に肩を撃たれて海に転落した。その後の生死は不明で、ルパンは「アントニオの奴、今年は天中殺だったのかもな」と評した。
刑事部長（デカチョウ）
声 - 北村弘一
京都府警のデカチョウ。
仕事納めの後で、部下を宝船の警備に動員できなかったため、マフィア京都支部の連中をガードマンとして雇う。
暗殺許可書も持っているという物騒な人物。

## 第117話「チューインガム変装作戦」
舞台：アメリカのブロードウェイ
バッキンガム
声 - 肝付兼太
ルパンと付き合いのある黒人ダンサー風の男。飄々とした見た目と裏腹に優れた科学知識の持ち主で、「変装用チューインガム」を開発して5万ドルでルパンに売り込む取引を行った。銭形と対面した際は、彼の事を「日本のコジャック」、「日本のアイアンサイド」と例えているが、自身はペリー・メイスンのファンであるとの事。
ルパンと変装用チューインガムの商談成立後、飲んでいた酒場でルパンが踊り子のアモーレに手を出そうとする場に居合わせてしまった結果、激怒したガスパーにマシンガンを連射されながら追われた挙句、ルパンに変装したのを利用した形で囮にされる等、散々な目に遭う。しかし、大らかな性格の為か咎める事無くルパンを許しており、ガスパーからの伝言を届けたり、変装用チューインガムを使った弾丸の制作といったサポート等を行っている。
作中の至る所でも登場し、狂言回し的な役回りを演じながら物語の裏事情の解説等も行う。最後には不二子に変装してストリップをするイタズラシーンもある。
106話のバッキーとブッチャー同様、128話にも登場。
ガスパー
声 - 雨森雅司
安酒場のオーナー。元・結婚詐欺師であり、銭形に逮捕された経緯から彼に頭が上がらない。非常に短気で嫉妬深い性格で、自身の酒場で踊り子を務める愛人のアモーレに手を出そうとした男は、容赦無くマシンガンを乱射して撃ち殺そうとする。一方、結婚詐欺師をしていた経緯からも非常に狡猾であり、ブロードウェイのミュージカルのチケットを提供する条件で、アメリカの陸・海・空軍の高官を味方につけている。
自身の店にやって来てアモーレに投げキッスをしたルパンに対し、マシンガンを乱射して追い回した挙句、買収したアメリカ各軍を使って殺そうとするが、行動を共にしていた銭形にやり過ぎだと咎められて止む無く中断。しかし、ルパンの抹殺は諦めておらず、今度はアモーレを使った結婚詐欺を考案し、「アモーレがお前に一目惚れしたから結婚してやってくれ」と言ってルパンとアモーレの結婚式を挙げた後、ルパンを殺してアモーレにルパンの遺産を相続させようという算段を立てる。
しかし、結婚式を予定道理に進めていく中、銭形から自らの過去を聞いていたルパンには目論見を看破されてしまい、本性を現してルパンを抹殺しようとするも、バッキンガムに作らせたチューインガム弾の攻撃で部下達の武器は暴発して自滅。頼みのアメリカ軍も、ルパンに買収され返された事（ガスパーが提供していたミュージカルの切符はA席だが、ルパンが提供したのはS席）で手を引いてしまい、完全に目論見は失敗してしまう。最終的に、結婚詐欺罪でアモーレと一緒に銭形に逮捕された。
アモーレ
声 - 沢田和子
ガスパーの女で、ガスパーの店で踊り子をしている。
ガスパーの指示で結婚詐欺計画に加担する形でルパンに結婚を申し込み、自殺する演技をする等して振り回すも、銭形からガスパーの過去を聞いたルパンにはガスパーと組んで仕掛けた詐欺だと看破されてしまう。そして、わざと自分達の罠に掛かったルパンのバッキンガムに作らせたチューインガム弾の攻撃で散々な目に遭わされた挙句、ガスパーと一緒に銭形に逮捕された。

## 第118話「南十字星がダイヤに見えた」
舞台：ソロモン諸島
君広（きみひろ）一飛曹
声 - 保科三良
ラバウル海軍航空隊所属の旧日本軍兵士。
第二次世界大戦の最中、キャプテン・クックの秘宝のあるソロモン群島一帯を死守するように山本五十六に命ぜられており、旧日本軍の大地下壕に潜み、島に近づく者には零戦からの銃撃を仕掛けるなどして、30年以上も五十六の命令を堅守し続けていた。五十六のことを「閣下」と呼んで尊敬しており、日本が戦争に負けて五十六が戦死したことを次元から知らされた際にも「閣下は不死身である」と反論し、信用しなかった。
ビキニ環礁で原爆実験が行われた際に原爆を1個奪取しているが、かつての上官である鮫島中佐に利用されたルパンに騙されて無力化され、おまけに鮫島にキャプテン・クックの秘宝の在処を自白強制剤で吐かされてしまう。その後、クックの秘宝の正体が十字状に咲いたブーゲンビリアの群生帯と戦闘機の墓場であると知った彼はようやく大戦の終わりを悟った。最終的にルパン達から日本に帰ることを提案されるが戦場で散った仲間達を弔うためにソロモン諸島に居続けることを自分の使命とし、ルパンに感謝の敬礼をして別れた。
鮫島中佐
声 -今西正男
かつての山本五十六の副官で、君広の上官にあたる隻眼の男。
山本が自分にキャプテン・クックの秘宝について話さなかったのを逆恨みし、戦後ソロモン群島付近で観光会社を経営しつつ宝を探し続けていた。君広が原爆を所持しているために手出しできずにいたところ、クックの秘宝を探しに来たルパンを利用し、原爆を無力化した上で君広を捕らえ、秘宝の場所を自白強制剤で聞き出して手に入れようとするが、突如現れた銭形によって失敗し、危うく死にかける。
山本五十六
声 - 柴田秀勝
本編では、君広の回想に登場するほか、君広に原爆を外させるためにルパンが変装した姿として登場する。
五十六を前にした君広は敬服、落涙し、ルパンの変装とはいえ五十六の命令に元気よく従っていた。

## 第119話「ルパンを殺したルパン」
舞台：ギリシャのクレタ島
ヘルガー
声 - 小林修
科学者崩れの悪党。元ナチ党員で、ルパンが宝の防犯システムとして使用している変身人形ミノタウロスを発明した張本人である。
不二子と手を組んで彼女の死を偽装してルパンを騙し、ルパンの宝の隠し場所の在処を聞き出させて手に入れようとする。しかし宝の隠し場所に自分が発明したミノタウロスを発見したことで怖気づいたヘルガーは、宝は不二子に譲ると言ってその場から一旦逃亡、後に不二子を拉致して宝の入った金庫を渡すよう要求し、さらにはミノタウロスを逆利用してルパン達を追い詰めるが、ピンチを脱したルパン達に海に叩き込まれる。
ミノタウロス
ナチス時代のヘルガーが、第二次世界大戦中にヒトラーの護身用として開発した変身人形。
通常時はただの石像だが、超高感度のマイコンが内蔵してあり、近づいた者の姿はもちろん思考・能力までもコピーして、自動的に襲い掛かる。尻尾が生えている事以外は本物と見分けがつかない。
ルパンはこれをベルリンの富豪の屋敷から盗み出して、自分の金庫の番人にしていた。ヘルガーに逆利用され、3体に分裂してルパン・次元・五右ェ門そっくりの姿になり、ルパン達を苦戦させる。

## 第120話「フランケンシュタイン ルパンを襲う」
舞台：日本の龍神湖、奈良の東大寺
赤い幽霊団
15世紀に端を発する黒魔術結社。
Dr. フランケンシュタインをリーダーとし、奇怪なモンスターを創造して、この世に悪魔の王国を築こうとしていた。薔薇十字軍との戦いに敗れ、一旦歴史から姿を消すが、19世紀になって世界各地で暗躍を再開。ナチスを背後で操っていたとも言われる。
海賊キッドやコロンブスの子孫を探し出し、組織が開発した霊魂銃で先祖の霊を乗り移らせて、彼らが隠した宝の在り処を聞き出すという手口で、ルパン達より先に各地の埋蔵金を奪っていた。奪った埋蔵金は全て世界征服のための軍資金にしている。
ミラーカ
声 - 小谷野美智子
赤い幽霊団の霊媒師。
組織を探りに来た五右ェ門を捕え、さらに初代五右衛門の霊魂を五右ェ門の肉体に憑依させていいように操り、ローゼンクロイツの黄金の壺の隠し場所を聞き出す。最後は暴走したフランケンシュタインによって弾薬庫内で殴り飛ばされ、博士が銃を乱射したことで弾薬庫が爆発し、そのまま巻き込まれた。
Dr. フランケンシュタイン十五世
声 - 加藤治
赤い幽霊団のボス。
初代五右衛門が隠した黄金の壺の中に封印されていた魂を解き放ち、怪物フランケンシュタインを復活させる。だが、正気を取り戻した五右ェ門の斬鉄剣を胸に受けたことで制御不能となったフランケンシュタインに弾薬庫で襲われ、思わず銃を乱射したことで火薬を爆発させてしまい、そのまま巻き込まれた。
初代　石川五右衛門
声 - 笹岡繁蔵
十三代石川五右ェ門の先祖。
霊魂銃により召喚され五右ェ門に憑依する。そして、現在の五右ェ門の身体で赤い幽霊団の仲間としてルパン達に襲いかかるが、次元がミラーカから奪い取った霊魂銃を浴びせたことで、初代石川五右衛門の霊は五右ェ門の身体から抜け去り、元の十三代石川五右ェ門に戻った。
フランケンシュタイン
初代のDr. フランケンシュタインが生み出した怪物。通常の人間を上回る巨体と怪力を持ち、銃弾を受けてもびくともしない。
15世紀の薔薇十字軍との戦いでは、胸に賢者の石でできた銃弾を撃ち込まれたことで体から魂が抜けて撃退され、魂はローゼンクロイツの黄金の壺に封じられたが、その後の現代で赤い幽霊団による復活作業で甦り、アジトにたどり着いたルパン達に襲いかかった。賢者の石でできた銃弾が唯一の撃退方法のため、それを所持していないルパン達を苦戦させたが、賢者の石をも斬れる斬鉄剣の話を以前に五右ェ門から聞いた次元により元に戻った五右ェ門に胸に斬鉄剣を受けて魂が抜け制御不能に陥り、最期はDr. フランケンシュタイン十五世が弾薬庫で銃を乱射したことで起きた爆発により、炎に飲まれた。

## 第121話「オレの爺さんが残した宝物」
グレゴアール三世
声 - 青野武
アルセーヌ・ルパンに次ぐ大泥棒、ジョニー・グレゴアールの孫。
アルセーヌ・ルパンが祖父に預けたオパールのヴィーナス像を取り返しに来たルパンに対し、グレゴアール城の様々な仕掛けで妨害を行い、自身も守衛のマント・ケヌーマ（五右ェ門曰く、反対から読むと『マーヌケ・トンマ（間抜け・頓馬）』）と名乗って応対。ヴィーナス像のある中庭まで案内するも、父のグレゴアール二世の芝居や蝶に偽装した催眠装置の幻覚を利用し、最終的な防衛装置である電子バリアが完成するまでの時間稼ぎをしようとしており、幻覚に翻弄されるルパンを嘲笑っていた。
しかし、父のグレゴアール二世がヴィーナス像にバリアを張る直前に、ルパンに幻覚を突破された上にヴィーナス像も奪い返され、挙げ句の果てには変装でルパンと入れ替わられた上で縛り上げられた結果、自分が永久にバリアから出られなくなってしまい、蝶が見せる幻覚の羊の群れを数え続ける羽目になった。
なお、グレゴアール二世によるとバリアの詳細について予め知っていたらしく、敢えてルパンをヴィーナス像の元へ案内したのも、最初からルパンをバリアの中へ閉じ込めようとしていた様である。
グレゴアール二世
声 - 前沢迪雄
アルセーヌ・ルパンに次ぐ大泥棒、ジョニー・グレゴアールの息子で、グレゴアール三世の父親。
オパールのヴィーナス像を取り返しに来たルパンに対し、息子に会いに来たという田舎の老人に成り済まして足止めを行う。後に正体を明かした上で、父・グレゴアール一世の遺した預かり書のメッセージに関して「『預かっている』とは書いてあるが、『返す』とは言っていない」と告げた上で、ヴィーナス像の返却をはっきりと拒絶。メッセージの内容の揚げ足を取ってまで返却の約束を反故にしたのは、息子共々ヴィーナス像がお気に入りの宝だったからで、ドイツの電子学者・スイスの物理学者・イタリアの工学博士達に作らせた永久に解除不能な電子バリアを展開させてしまう。その結果、ルパンも巻き添えにしてバリアに閉じ込めてしまっても、平然と澄ました顔をしていたが、実はバリアで閉じ込められたルパンだと思っていたのが、ルパンの変装をさせられた息子のグレゴアール三世で、本物のルパンはヴィーナス像を盗んで脱出済み。自分の息子の方が永久にバリアに閉じ込められる事になってしまい、泣き崩れるのだった。

## 第122話「珍発見ナポレオンの財宝」
舞台：パリ、ウィーン、タヒチのフレンチホルン研究所
ジスボーイ・ドターン
声 - 大木民夫
ECC（現EU）議長。かの有名なナポレオン・ボナパルトの側近を先祖に持ち、先祖の日記からナポレオンの財宝の存在を知り、それを手に入れる事を目論んでいる。フランス人である事から発音にはうるさく、彼の前では名前の母音を鼻にかけるようにして発音しなければならない（銭形曰く、「蓄膿症の森進一で喋ればいいんだな」）。その本性は傲慢かつ強欲な人物で、「イッシッシッシッシ」という厭らしい笑い方が特徴。また、日本人に対する侮蔑感情が強く、「ウサギ小屋のエコノミックアニマル」と評している。
不二子と結託し、ナポレオンの財宝の原点となるハプスブルク城の城主に成り済ますといった形でルパンが財宝を探すよう誘導する一方、銭形には連続パイ投げ銃とパイ剥がしスプレーを与えてルパンを逮捕させる。その後、ECCの基地であるタヒチのフレンチホルン研究所に連行し、釈放を条件にルパンにナポレオンの財宝の隠し場所を解かせようとするが、ドターンは最初から約束を反故にするつもりでおり（不二子の条件があまりにも贅沢だったのも理由と言えるが）、ルパンと不二子を研究所のミサイル砲身に閉じ込め、そのままミサイルを発射するという方法で処刑しようとする。しかし、五右ェ門の妨害で砲身を斬られる形で失敗。ルパンに渡された地図も真っ赤な偽物で、洞窟におびき寄せられたドターン議長は、次元が用意したペンキで偽装した偽の宝物に騙され、自分の行いを棚に上げて「ルパンの悪魔め！」と罵るが、直後に制御不能に陥った自身の打ち上げたミサイルが洞窟の真上に直撃し、落盤で生き埋めになり死亡する。
なお、ナポレオンの財宝の本当の隠し場所はビキニ環礁であり、アメリカがそこで行った水爆実験で吹き飛んでしまっていた。
チョーレンパオトン・ドメンタンピン
声 - 山田康雄
歴史学者と名乗ってハプスブルク城を訪れるが、実はルパンの変装。姓名とも麻雀用語のふざけた偽名である。

## 第123話「泥棒はパリで」
舞台：フランスのパリ、トルコのイスタンブール
フランソワ
声 - 麻上洋子
世界的宝石鑑定人であるムッシュ・ボネの娘。パリ・ブローニュの森のルパンの家の隣に住んでおり、幼い頃からの顔見知り。かなりおませな娘で、父親のボネによると夢見がちな性格の様で、ルパンに憧れていつもルパンの家を覗いており、愛犬にも「ルパン」と名付けている。不二子より自分の方がルパンに相応しいと思い彼女への対抗心が強く、ルパンの恋人になろうと独自に泥棒としての技術を磨いており、偽造の宝石を用意する、シャンデリアに仕掛けを施す、ホバークラフトの技術を組み込んだ機械を自作したりもしている。
ルパンと共に過ごしたいが為に、父の鑑定した宝石を自身で摩り替えた上で勝手にルパンを名乗って予告状を出しており、再会したルパンに「父が面白半分に宝石を摩り替えてしまった挙句に心臓発作で倒れてしまったので、名誉が傷付かないよう秘密裏に元に戻して欲しい」と大嘘をついた上で頼みこむ。しかし、その宝石「オッペンハイムの薔薇」が警戒の厳重なルーブル美術館に置かれていた物であった為、ルパンは乗り気では無かったが、自身の嘘を信じた次元と五右ェ門の説得を受けた事もあって渋々と協力する。
ルパン達のおかげで無事宝石を元に戻したまでは良かったが、報酬として本物の「アンダルシアの星」を渡した際に、犯行計画直前にて普通に元気であったボネに会った事でルパンに嘘がバレてしまっていた事実を知る事になる。ルパンによって学校生活に戻るよう言われ、自主退学したからと余裕な態度を見せていたが、それを予め見越していた彼が手続きした新しい学校に通わされる事になり、送り届けられる顛末となった。しかし、実はすり替えた宝石はまだかなりたくさん保有しており、春休みになったらルパン達とまた泥棒ごっこをするつもりでいる等、懲りていない模様。
ムッシュ・ボネ
声 - 阪脩
世界的宝石鑑定人で、フランソワの父。ルパンからも宝石鑑定人として敬意を表されている様で、「ボネの大将」と呼ばれている。娘の事は「天使が女神になった」と評する等溺愛しており、そんな彼女が泥棒であるルパン達に興味を持っている事を快く思っていない。ただし、ルパンの事は嫌っているわけではなく、フランソワがあまりにも夢見がちでルパンに入れ込むあまり突拍子もない行動に出る彼女の方に頭を痛めていると言える。実際、フランソワは自身の仕事について来る形で宝石を偽造の物と摩り替えていただけでなく、それをやったのが自身で心臓発作によって倒れ入院した等と大嘘まで言って同情を買って信じ込ませる等、かなりの問題行動を繰り返しており、気苦労の絶えない様子が見て取れる。
何も知らず普通にジョギングしている姿を目撃された事でフランソワが嘘を吐いていたのを見破ったルパンからの接触を受け、接触してきた彼からその事について尋ねられる事になる。結果、フランソワの行動の真意に察する事になり、それらやフランソワの普段からの問題ぶりを語った上で、ルパンに宝石を戻す事を託した模様。
警視総監
声 - 加藤正之
トルコの警視総監。
イスタンブールのトプカピ宮殿にて保管されている宝石の「アンダルシアの星」を警護しにやって来た銭形に対し、自身が啜っていたラーメンを御馳走するのだが、「アラーの神への礼拝の時間にラーメンを食っていた」として銭形に激怒し、免職を言い渡した挙句、うろたえる彼に銃殺を宣言。目隠しをして散々回した挙句、帽子をワルサーで撃ち抜く。
実は変装したルパンのイタズラであり、自分が本当に死んだと思い込んだ銭形が倒れた直後、机の下で縛り上げられている本物の総監を発見した結果、銭形はルパンの変装に気付くのだった。
ルパン（犬）
フランソワの飼っている犬で、犬種はプードル。飼い主のフランソワによるとルパンと似ているとの事で、ドジで間抜けで惚れっぽい性格をしており顔もモンキー面との事。

## 第124話「1999年ポップコーンの旅」
舞台　メキシコ・アメリカ
パンチョ夫妻
声 - 神山卓三（パンチョ教授）/高村章子（パンチョ夫人）
メキシコのとある小さな村に住む夫婦。昔、情熱的な恋愛結婚をし、夫唱婦随で仲良く支えあってきた。
パンチョ教授は小学校の先生を務めながら、食べ物もままならぬ村を貧困から救うために人生を捧げており、そして遂に超強力ポップコーン製造器を完成させ、村人に腹一杯ポップコーンを食べさせることには成功したが、製造機は勢い余って宙を飛び、衛星軌道に乗ってしまう。その話を聞きつけ、ポップコーン製造器で月へ不二子とハネムーンに行こうと計画したルパンに、彼ら夫婦の合意の下で誘拐される。研究の末、遂に月へ行くロケット製造の公式を完成させるが、パンチョ夫人が塩と砂糖を間違えてしまったために、ロケットは逆に地中に潜ってしまった。
MASA長官
声 - 八奈見乗児
アメリカ宇宙局の長官。
「ポップコーン製造機程度で月に行かれては、月計画に莫大な国費を費やしたアメリカの立場はどうなる」と銭形に計画阻止を命じ、教授夫妻を基地に軟禁する。
日本の真珠湾攻撃を根に持ち、兄が硫黄島で戦死し、弟が日本製の自動車に撥ねられて死亡したことから、日本人が大嫌い。

## 第125話「オイルダラーの大謀略」
舞台：イララン王国・キリマンジャロ・ロンドン
ギアーナ姫
声 - 山田栄子
幼いながらもイララン国の指導者を務めるプリンセス。
医者も見放した不治の病で明日の命も分からぬ状況で、ルパンに死ぬ前に雪が見たいと頼む。ルパンは秘密組織スパイダーから盗み出した特殊兵器「スノー・カノン」で雪を降らせるのに成功するも、その直前にギアーナは死んでしまう。
失意の内に帰途に就いたルパンだったが、テレビの記者会見でピンピンしているギアーナの姿が映るのを見て、一杯食わされた事に気づいた。姫の不治の病も死も全くの演技であり、イララン国を農業国にするためにカシム大臣の計画した芝居だったのだ。
カシム大臣
声 - 宮内幸平
イララン国の石油大臣（後に農業大臣も兼任）。
イララン国の石油が枯渇寸前まで掘り尽くされていることに気付き、雪を降らせて砂漠を緑化することで国を農業国にする事を計画。不二子と組み、ギアーナの病を口実にした泣き落としでルパンに協力させ、秘密組織スパイダーから「スノー・カノン」を盗み出させた。
イブ・タンピン
声 - 常泉忠通
発明家崩れの秘密組織スパイダーのボス。非常に短気で、蛇のように執念深いと言われている男。
人工的に雪を降らせる装置「スノー・カノン」を発明し、それを使って「金を払わなければ1年でも2年でも雪を降らせ続ける」と各国を脅迫している。ルパンに乱入されて装置を奪われた挙句、部下達と一緒に坊主頭にされてしまう。

## 第126話「地獄へルパンを道づれ」
舞台：フランス
レディ・ブラック
声 - 三ツ矢雄二
宝石のコレクションで名高いフランスの女性富豪。あちこちのお宝を巡って、ルパンと何度も張り合ってきた。
不二子と「誰も殺せなかった不死身のルパンを殺せるか」という賭けをし、不二子におびき出させたルパンと次元をクフ王のピラミッドの実物大レプリカの迷宮に閉じ込め、さまざまな罠で殺害しようとする。
実はその正体は女装した男。かつて子供だった頃、自分の母親がルパンと付き合っており、彼もルパンと仲が良かったが、いつしか母親を彼に取られ、子供の自分には見向きもしなくなったと思い込み、ルパンを憎むようになってしまった。
成長してからは「プレイボーイのルパンが女に負けるところを見たい」という一心で女装までして、何度もルパンに挑戦したが悉く敗北し、その狂気と憎悪を脹れあがらせてゆく。ルパンにとどめを刺すべくピラミッドの自爆装置を作動させ、用済みになった不二子を始末しようとするも、そのピラミッドを制御するコンピュータールームに(コンピューターの声  勝田直樹), 不二子が用心のために仕掛けておいた爆弾で吹き飛ばされ、「だがルパンは死ぬ、勝負は私の勝ち」と笑いながら息絶えた。
ルパンと次元はピラミッドの殺人システムに翻弄され絶体絶命だったが、駆け付けた五右ェ門が斬鉄剣で壁を斬り穴をあけたことで脱出、九死に一生を得た。
執事
声 - 大久保正信
レディ・ブラックの執事。彼女の正体が男だと知っているが、「お嬢様」と呼び忠実に仕えている。
ピラミッドの罠を操作しルパンを追い込み、不二子を用済みとして始末しようとしたが、彼女が仕掛けた爆弾で爆死する。

## 第127話「直撃!デッドボール作戦」
舞台：アメリカのニューヨーク
ラーゴ
声 - 辻村真人
マフィアのボス。ドジな性格をルパンに何度もからかわれている。
ルパンに賭博の上がりをごっそりと奪われ、その報復として、身体能力に優れたニューヨーク・イヤンキースの選手達に一服盛って、催眠術で「歯痛に苦しむルパンが頬に手を当てる度に攻撃する」暗示をかけ、殺し屋に仕立て上げる。そしてルパン達はイヤンキースの選手が熱投猛打する鋼鉄球の雨嵐から逃げ回る羽目になり、さらに不二子を人質に取られて窮地に追い込まれるが、選手にとって催眠術より絶対的な存在である審判に変装した次元が「退場」を宣言したことで選手達はベンチに下がってしまい形勢が逆転。自棄糞になったラーゴはルパン達に銃を向けるも、解放された不二子に鉄球入りのバッティングマシーンで部下共々返り討ちに遭いながら逃走した。

## 第128話「老婆とルパンの泥棒合戦」
舞台：アメリカのブロードウェイ
ミセス・ドコンジョ
声 - 堀越節子
新聞「デイリー・ドコンジョ」の編集長を務める婆さん。執筆・印刷・販売まで、新聞作りをすべて1人でこなしている。
つぶれかけた新聞の売り上げ増加のために自作自演の事件を起こし、その罪を擦り付けたルパンを怒らせたが、逆に泣き落としで籠絡し、「記事をさらに面白くしてやろう」とルパンを記事作りに協力させる。それをいい事にやりたい放題で散々振り回し、ついでにルパンの賞金100万ドルもいただこうとするも、ルパンとベンソンの乱闘の末に、ベンソンのバイクがタイプライターに激突し炎上。でっち上げの記事ばかりを作った報いか、せっかく書き上げた原稿が全て跡形もなく燃えてしまい、ショックのあまり涙ながらに息子と同じく「ゲヨゲヨ」と言い始め、翌日の新聞も全面「GEYOGEYO（ゲヨゲヨ）」で埋め尽くされたものになってしまった。
ベンソン・ドコンジョ・Jr
声 - たてかべ和也
ミセス・ドコンジョの息子で、ブロードウェイを疾走する暴走族の親分。「ゲヨゲヨ」としか喋れない。
警察の掛けた賞金100万ドルを目当てに、ルパンを捕まえようとするが失敗、続いて母親の命令で新聞の記事となる事件を起こすために、ブロードウェイでルパンと大乱闘をするが、バイクをタイプライターに激突させてしまう。

## 第129話「次元に男心の優しさを見た」
舞台：ジャナイカ国
サンドラ
声 - 高島雅羅
ジャナイカ人民解放軍の一員。
父は前ジャナイカ国大統領で、「名画『裸のヴィーナス』」をいつか結婚する日にプレゼントする」と約束していた。しかしその父はクーデターで殺され、「裸のヴィーナス」は大統領官邸に厳重な警備装置もろとも残されたままになっていた。絵が、新たに起きたクーデターの戦火で灰になってしまうと危惧したサンドラは、大統領官邸に忍び込んで盗み出そうとしたために国家警察に追われているところを、「裸のヴィーナス」目当てにルパン達より先行していた次元に助けられる。
「明日、クーデターの混乱に乗じて革命を起こし、その時に自分とガイラは結婚する。それまでに何としてでも絵を取り返したい」というサンドラの執念と純情に感じ入った次元は、足を負傷して動けなくなった彼女の代わりに官邸に忍び込み、命懸けで盗み出した「裸のヴィーナス」をサンドラにプレゼントした。
ガイラ
声 - 玄田哲章
山岳地帯で政府に抵抗を続けているジャナイカの反乱軍のリーダー（人民解放議長）。
サンドラと婚約をしており、革命が成功した日に結婚する事になっていた。

## 第130話「ルパン対奇人二面相」
舞台：フランス
ムッシュ・ダレ
声 - 北村弘一
シュール・レアリズムの世界的大芸術家。
ダレの作品は破格な値段であるが、常識人から見れば気持ちの悪い作品ばかりで、儲かれば何でもいい不二子が彼の作品を盗むことを提案しても、ルパン達3人が全員反対する程である。
平凡でありきたりで通俗で凡庸な形をしているシュー（ル）クリームを極端に嫌う（見るだけで蕁麻疹ができるほど）。
そして、ルパンを捕まえて燻製にし、生涯最高の作品となる「人間風見鶏ルパン」にしようとするが、失敗してシュークリーム漬けにされ、アトリエを爆破された挙句、自分が風見鶏にされてしまった。
マグレ警部
声 - 大宮悌二
ダレの作品を盗んだルパンの担当となった警部。
実はダレ自身の変装で、そうとは知らなかったルパンは彼に変装して捕まってしまう。
パリ警視庁の警部として身上書等も存在しているが、学歴・国籍などの経歴が一切不明になっていることから、銭形に怪しまれる。

## 第131話「二人五右ェ門斬鉄剣の謎」
舞台：フランス
仁駄ェ門
声 - 加藤修
先祖が初代五右衛門と火花を散らす程のライバルで、仇敵として狙い続けた血筋の男。
斬鉄剣の雌刀を所持しているが、五右ェ門の雄刀共々、三百年に一度添い寝式をさせないとなまくらになってしまうため、五右ェ門の雄刀を狙う。
五右ェ門に変装して強盗殺人をおこない挑発した後、不二子と結託して罠だらけのアジトに誘い込むも、結局全て掻い潜られ、「このままでは雄刀も雌刀も切れ味が戻らない」と五右ェ門を説得、ルパンの説得もあって斬鉄剣の添い寝式に立ち会わせ、その一方では添い寝式が終わる朝8時に罠を起動させてルパン達を排除、両刀とも手に入れる計画を立てていたが、仁駄ェ門が寝ている間に、用意した強力磁石により時計を30分遅らせていたルパンの策略で雄刀を取り返されて逆上、雌刀で斬りかかろうとするが次元に足場を崩され、自らが用意した硫酸のプールの中に雌刀と共に落下し、骨すら残らず溶けて死亡、その最期はルパン達をも青ざめさせた。

## 第132話「霊山ヒマラヤの泥棒教団」
舞台：ネパールのヒマラヤ山脈
ファンダー
声 - 及川ヒロオ
ネパールにある聖地「ファンダーラ」に総本山を持つファンダー教の教祖。しかし教団の実態は、信者になりすました部下との芝居で新たな信者を増やして金を巻き上げるばかりか、部下に世界各国で盗みも働かせる泥棒教団である。
嫌いな物は、蛇・ミミズ・餃子、そしてドジ。逆にルパンのように頭がキレる男は好き。
役に立たない者や、自分を貶す者は部下であろうとも容赦なく殺す。
アッシーが盗んだナポレオン紙幣を取り返すために教団本部に忍び込んだルパンを自分の部下にしようとするが失敗。最後は体に巻き付けたダイナマイトで、集めた宝ごと自爆。
ガチョ
声 - 塚田正昭
ファンダーの部下。
ファンダーの演技を「馬鹿馬鹿しい芝居」と貶してしまい、ファンダーに毒殺される。
アッシー
声 - 広瀬正志
ファンダーの部下。
ルパンのコレクションであるナポレオン紙幣を盗んだためにルパンに捕まってしまい拷問を受ける。挑戦状代わりにルパンによってファンダーラに叩き返されるが、ファンダーの嫌いなドジを踏んだとして射殺される。
ヒデキ
声 - 笹岡繁蔵
ファンダーの部下。
ルパンはこの男に変装してファンダー教本部に忍び込む。
ルシア
声 - 尾崎桂子
ファンダーの部下で、ファンダーの補佐を務める。
ファンダー教本部に侵入したルパンに自分達の仲間になるのを強要するため毒リンゴを食わせるが、死亡したように見せかけていたルパンに騙され、気絶させられてしまう。

## 第133話「熱いお宝に手を出すな」
舞台：シチリアのクオレ島
クラウディア
声 - 吉田理保子
クオレ島の住民の娘。不二子が南極旅行で不在中にルパンとデートを行う。
クオレ島の100年に一度噴火が止まる火山の火口の中に眠る財宝をいただこうというルパンの計画を知った彼女は、危険な上に貧しい住民の宝を奪うのは気が進まないとしてルパンと対立した次元・五右ェ門を引き込んで、ルパンの財宝奪取を妨害するよう依頼した。ルパン達はマフィアに殺されそうになるが、抜け道から現れたクラウディアは、自分の正体がFBIの特命刑事である事を明かす。マフィアのアジトを知るために長老達に取り入っていたという彼女は、騙した事を謝罪して、島からルパン達を逃がした後、マフィアの逮捕に向かった。
長老
声 - 寺島幹夫
クオレ島の長老で、クラウディアの祖父。クラウディアを介して、ルパンから財宝を守ってほしいと、次元と五右ェ門に頼み込む。
しかし実は島民は全員マフィアで、財宝もマフィアのもの。クラウディアは長老の孫を演じて、ルパン達を攪乱した事で、マフィアのファミリーとして信用を得るが、それはアジトの場所を知るための芝居で、クラウディアが呼び寄せたFBIの援軍に、長老達は全員逮捕された。

## 第134話「ルパン逮捕頂上作戦」
舞台：スイス、オーストリアの国境付近
国連警官隊
声 - 幹本雄之、山本敏三、長堀芳夫
銭形が国連に要請し、今回のルパン逮捕作戦のために世界中から招集した警官の大軍団。その数なんと1000万人。
ルパンを罠に嵌め、飛行機を山の頂上に着陸させたところを1000万人の警官が包囲して、さらに攻撃ヘリや戦車など世界の最新兵器で総攻撃を加えるという、常軌を逸したスケールの包囲作戦でルパン達を追い詰める。しかし即席のクロスボウを遠くの列車に打ち込んで牽引させる奇抜なアイデアで飛行機を飛ばせたルパンに逃げられた上に、湯水のように物量をつぎ込みすぎたために、弾薬と燃料切れになって追跡もできなかったというオチに終わる。

## 第135話「毒薬と魔術とルパン三世」
舞台：パリの刑務所、コート・ダジュール沖合
ルクレチア・ボルジア四世
声 - 沼波輝枝
先祖秘伝の毒薬を何十種類も使うボルジア家の子孫で、終身刑で入獄している稀代の毒殺魔。
唸る程持っている宝石は、全て世界の金持ちを毒殺して手に入れたという。だが、甥のガルタンにボルジア家の真の財宝の在処を喋るように強要され、拷問まで加えられたために命の危険を感じ、自ら刑務所に逃げ込んでいた。しかし、諦めようとしないガルタンに利用されたルパンによって刑務所から脱獄させられ、自白剤で財宝の在処を喋らされてしまう。長年刑務所に居たため刑務所の方が居心地が良くなってしまい、その後刑務所へと戻って行った。
顔が銭形に似ており、ルパンを震え上がらせた。
ルパン二世のファンだったらしい。
ガルタン・ボルジア
声 - 森川公也
ルクレチアの甥（ただし途中で「老いた義理の姉」と、矛盾した呼び方をしている）。インド魔術を究めており、空中浮揚やリボンによる捕縛術などの奇怪な技を操る。
不二子と結託し、自らの宝石コレクション「毒のトリオ」を餌として、ルパンに「彼女がこのまま獄中で果てるのはしのびない」として、ルクレチアを刑務所から脱獄させるように依頼するが、最初から約束を守るつもりなどなく、まんまとルクレチアを連れ去りルパン達を出し抜き、ルクレチアに自白剤で財宝の在処を吐かせて隠し場所である灯台に登るが、ルクレチアの話を最後まで聞かずに宝探しに行った事が仇となり、灯台のレンズに隠された宝石を外した途端に防犯装置が作動、灯台ごと空に打ち上げられて爆死した。

## 第136話「ゴールドバタフライの復讐」
舞台：フランス、南アフリカ共和国
マニアック
声 - 小林勝彦
私設軍隊を所有している世界有数の富豪。金になる物ならどんな物でも集め、欲しい物を得るためには手段を選ばない。
莫大な金鉱の在処を示す手がかりとなるゴールドオオアゲハをルパンとオークションで争った末に9,999,999フランで競り落とし、その金鉱を探すためにゴールドオオアゲハの生息地周辺を破壊する。
美しい自然を重機で滅茶苦茶に荒らし、何の罪もない蝶の群れを火炎放射器で焼き殺す極悪非道さに激怒したルパン達と銃撃戦を繰り広げるが、戦力のほとんどがルパン達に殲滅され、橋を渡って逃げようとするも、その橋は蝶の大群が寄り集まっていた偽物の橋で、その蝶達が一斉に離れたことで激流の谷底に落下し死亡した。ルパン達は、それが住処を荒らし仲間を殺したマニアックに対する蝶達の復讐であったことを悟り、金鉱には手を付けず引き上げた。
ゴールドオオアゲハ
金色の翅をしたアゲハ蝶。知能が高く、他の蝶と意志疎通が出来る。
金鉱の在処を示す手がかりとしてオークションに掛けられ、ルパンとマニアックの競り落としの末、マニアックの手に渡った。その後、マニアックや部下達に住処を荒らされながらも金鉱の場所まで案内され、用済みとして殺されそうになるも、蝶達が邪魔したことで難を逃れ、マニアックの非道さに激怒したルパン達がマニアック達と戦闘を繰り広げるのを見てルパン達を味方と判断、不二子を銃撃する戦闘機を蝶の群れで視界を遮って岩山に激突させて不二子を助け、逃亡するマニアックと数名の部下を橋もろとも撃ち落とそうとしたルパンをその橋が仲間の蝶の大群だった為止めさせ、マニアック達を谷底に落とした後、ヘリコプターに乗って飛び去るルパン達を見送った。

## 第137話「華麗なるチームプレイ作戦」
舞台：不明
宝石博物館館長
声 - 緑川稔
銭形に協力を依頼し、宝石「クレオパトラの涙」をルパン一味から守ろうとするが、宝石を設置し警備装置が起動するまでの、わずか3秒間の停電時間を利用したルパン一味のチームプレイ作戦によって目の前でクレオパトラの涙が偽物にすり替えられ、そのショックと防犯用高圧電流で銭形共々ひっくり返る。

## 第138話「ポンペイの秘宝と毒蛇」
舞台：イタリアのナポリ、ポンペイ
ルチア
声 - 藤田淑子
ポンペイの修道女。ボンゴーレ、ラザーニア、マカローニと三股をかけている尻軽なプレイガール。
ポンペイの秘宝を手に入れるために長年修道院に潜り込んで機会をうかがっており、毒蛇が守る宝箱を盗み出したルパンに協力すると見せかけて秘宝を横取りする。しかし、先手を打ったルパン達によってまんまと騙されて、ポンペイの秘宝を取り返された挙句、秘宝の窃盗罪で銭形に追い回される。
ボンゴーレ
声 - 小林福一郎
ラザーニア
声 - 山田俊司
マカローニ
声 - 森茂樹
ルチアの3人のボーイフレンド達。
ルチアに三股をかけられているとも知らず、それぞれ情熱的にアタックするが、ルパンと銭形の追いかけっこに邪魔された。さらに、秘宝を手に入れ彼らのもとに向かうルチアの先回りをしたルパン一味に縛り上げられて成り変わられる。

## 第139話「ルパンのすべてを盗め」
スチール
声 - 槐柳二
体内の臓器を全て人工臓器に変えて生き永らえてきた老富豪。
人工臓器の生命エネルギーが尽きて残り1週間の命となってしまい、延命のためにDr.チェンジャーの発明した脳組織交換手術でルパンの体と入れ替わる。しかし、ルパンの「三段階スライド方式」入れ替え作戦によって、最終的には銭形の身体の中に入ってしまい、スチールの身体の中に入った銭形に「わしの体を返せ」と追いかけられる羽目になった。脳組織交換装置はルパンや次元によって破壊されたため、その後どうなったかは不明。
Dr.チェンジャー
声 - 徳丸完
スチールの主治医。「脳組織交換手術：全取っかえ方式」マシンを発明し、彼を生き永らえさせる為ルパンの誘拐を仕組む。
スチールには忠実で彼の命令しか聞かないが、それを逆手に取られ、「ルパンの体に入ったスチール」に逆変装したルパンに騙され、ルパンの体を取り返されてしまった。
「全取っかえ方式」、「三段階スライド方式」とは、当時の毛根移植手術による増毛法のパロディ。

## 第140話「狼は走れ 豚は転がれ」
舞台：フランス、カナダのダイヤ鉱山
サーモン・ホイッチニー
声 - 雨森雅司
美食家で有名な野ネズミ研究家。
カナディアンダイヤモンド鉱山の社長だが、その鉱山とは、自らが主宰したオークションに宝石を出品し、客が落札した宝石を訓練した野ネズミに盗ませ、さらにこれも訓練した鮭（この鮭はサメ以上に凶暴で、鉄をも噛みちぎってしまう）にバトンタッチし、鮭の帰巣本能を利用してカナダまで運ばせて取り返すという無茶苦茶なリサイクル鉱山である。
ルパンの指紋をインプットして、永遠に追い続ける巨大な雪玉でルパンを押し潰そうとするが、ルパンが救出していた野ネズミ・チョロ松によって難を逃れられ、逆に自分の指紋がインプットされた雪玉に追われる羽目になってしまう。
タイトルは、当時公開されていた映画「白昼の死角」のキャッチコピー「狼は生きろ、豚は死ね」のパロディ。
チョロ松（チョロまつ）
元々はホイッチニーに操られていたカナダ出身の野ネズミの1匹。
ド・ブースのダイヤを盗み、ホイッチニーの鮭にダイヤを渡した後、証拠隠滅の為に仲間共々時限爆弾で爆殺されかかったが、辛うじて彼1匹だけが命を取り留め、ルパンの手当てを受け「チョロ松」と名付けられる。
その後ルパンに同行し、ホイッチニーの鉱山へ向かった際、助けてもらった恩返しとして、ルパンの窮地を救った。
マダム・ド・ブース
声 - 京田尚子
パリで開かれたホイッチニー・オークションでホワイト・ムーンを200億フランで落札するが、ホイッチニーの操る野ネズミに盗まれてしまう。
銭形に名前を間違って「ドブス」と呼ばれて激怒し、「ドブスじゃなく、ド・ブース」と絞め上げながら訂正を求めていた。

## 第141話「1980モスクワ黙示録」
舞台：ソ連のモスクワ
ナターシャ
声 - 信沢三恵子
国家機密機関スーケーベーの一員。
クレムリン宮殿秘蔵のダイヤのシャンデリアを盗み出しに来たルパンの変装を見事に見破る。さらに五右ェ門の斬鉄剣で服を切り刻まれても物怖じせず、斬鉄剣とマグナムを没収する。
実はダンチョネの娘で、不二子と共にルパンを利用して、シャンデリアについたダイヤ286,789個を奪って資本主義諸国に亡命しようとしていたが、ルパンの妨害によって3人で1つずつのダイヤしか手に入らなかった。
ダンチョネ
声 - 八奈見乗児
ダイヤのシャンデリアを目に見えない糸で繋ぐ技術を持つ技術者。
ダイヤを2、3個盗もうとして投獄されたが、シャンデリアの修復ができるのは彼だけのため、死刑にならず首が繋がっている。
ルパンと協力してダイヤを全て盗み出すが、裏切って不二子と娘のナターシャと共に全てのダイヤを持って資本主義国へ亡命しようとする。だが、ルパンに気付かれて失敗、3人で1個ずつのダイヤを手に入れるだけに終わる。
ブスイギン
声 - 藤本譲
ソ連の閣僚。
ピッチングマシンを私有するほど野球が気に入っているが、「こんな面白いものを他人に教えたら自分の楽しみがなくなるし、自分以上の高給取りが現れても困る」との理由で、野球をソ連に導入する気はないらしい。そのピッチングマシンは不二子に奪われ、ダイヤ強奪作戦に利用される。
警視総監
声 - 加藤正之
モスクワ警察の警視総監。
モスクワオリンピックに浮かれ、マスコットのぬいぐるみを片手に、昼間からウォッカを飲み、だらけている。
ワイルニャ・オカチメンコ
声 - 青木和代
ルパンを追ってきた銭形の生真面目さを大いに気に入った警視総監が、銭形をオリンピックのVIPとして招待するためにコンパニオンとして付けた女性。
銭形に歓迎のキスの嵐を浴びせ気絶させてしまう。

## 第142話「グランドレース　消えた大本命」
舞台：イスタンブール、イギリス
ウェザー公爵
声 - 阪脩
イギリスの貴族で、次元の古くからのギャンブル仲間。名馬レッド・アローの持ち主。
ルパンにレッド・アロー号を盗めるか挑戦させ、二度に渡って出し抜くが、負けを認めようとしないルパンを殺そうとしたので、次元は友達の縁を切りルパンを全面的にバックアップする。
レッドアロー号
ウェザー公爵の馬。
ルパンはウェザーの挑戦を受けて、グランドナショナルレースの最中にこの馬を盗み出してみせる。しかし、その後ルパン達がエサを与え過ぎたため、最早走ることもままならないほどに太ってしまった。

## 第143話「マイアミ銀行襲撃記念日」
舞台：アメリカのマイアミ
ガーリック
声 - 富田耕生
マイアミ銀行の頭取。
1セントも預金が無くなって倒産寸前の銀行をルパンに頼み込んで襲ってもらい、「世界的大泥棒のルパンに1セントも盗ませなかった銀行（元々無い預金は奪えないので、嘘は言っていない）」として銀行に箔を付けようとする。その作戦は成功してマイアミ銀行には預金者が殺到するが、コケにされたルパンは「その預金を全部いただく」と予告。最新鋭の金庫を導入して金を守ろうとするが、ルパンの方が上手で結局預金を根こそぎ奪われてしまう。
しかしこの一件で取材が殺到したことで、彼とハムエッグは一躍人気者となり、その1年後にはフロリダ一の銀行にまで成長。ルパンが襲撃した日を「マイアミ銀行襲撃記念日」と定めて、毎年その日に銀行を襲撃するようルパンに依頼するのが恒例になった。
ハムエッグ
声 - 緒方賢一
マイアミ銀行の副頭取。倒産寸前のマイアミ銀行に残った唯一のガーリックの部下。銀行再建のために奔走する。

## 第144話「不二子危機一髪救出作戦」
舞台：カルカチーナ共和国
ナンジャ・モンジャ兄弟
声 - 和久井節緒（ナンジャ）/北村弘一（モンジャ）
サングラスをかけた、「ゾイゾイ」が口癖の陽気な2人組の老人達。
ルパンの家に車で乱入し、料理を食い散らかした揚句、家と家財を破壊し尽くすようなタチの悪いイタズラが大好きで、ふざけた掛け合いばかりしているようだが、頭は切れる。
2人は初代アルセーヌ・ルパンのライバルであり、その孫のルパンも子供の頃から知っていて、ルパンの手の内は悉く見抜いている。
モケール大臣に加担して不二子を誘拐し、スタジアム中央に据えられたガラスケースの貯金箱の中に閉じ込める。そしてルパンによる不二子救出劇を観光客に見せることで観光収入を得ようとした。モケールが自分達に報酬を払わず、抹殺しようとしている算段だと知って、ルパンによる不二子救出後に、観光収入をごっそり奪っていく。
彼らの目的は泥棒の養老院を作ることであり、最後にルパン達に養老院入院優待券を贈った。
モケール大臣
声 - 西尾徳
カルカチーナ共和国の観光大臣。
ナンジャ・モンジャ兄弟を使って不二子を誘拐させ、ルパンに救出させるのを数十万の観光客に見せることで、多額の観光収入を得て、次期大統領選の資金にしようとする。報酬の10億ドルの支払いを惜しみ、ナンジャ・モンジャをもう一度働かせ、最後はルパン達と一緒に殺そうとするも、最終的にはナンジャ・モンジャによって金庫にある金も含めて収入を全て奪われてしまった。

## 第145話「死の翼アルバトロス」
舞台：不明
ロンバッハ博士
声 - 根本嘉也
航空博物館「ロンバッハ航空ミュージアム」の所有者。
裏の顔は死の商人で、超小型の原子力爆弾を開発し、機内に原爆プラントを備える超大型飛行艇アルバトロス号に載せて闇ルートで世界中に販売しようとするが、その原爆の発火プラグを不二子が盗み出したのがきっかけでルパン達と対決する事になる。好色であり、捕らえた不二子の美貌に惚れ込んで彼女を自分の第一夫人にしようと考えていた。
そしてアルバトロス号は空へ飛び立つが、小型飛行機で追いかけてきたルパンと、脱走して機内で大暴れする不二子にメチャクチャに壊され、ロンバッハは作り上げた原爆を一杯に抱え、しがみ付いた銭形と共にアルバトロス号からパラシュートで飛び降りて行った（ただし銭形はロンバッハの原爆を最後まで本物だと信じなかった）。なお不二子が隠し持っていた発火プラグの設計図は、ルパンに取り上げられ処分された。
シュミット
声 - 徳丸完
ロンバッハの部下。原爆の発火プラグを盗んで逃走した不二子を追跡し、キャンピングカーですき焼きパーティー中のルパン達を巻き添えにした銃撃戦の末、不二子を捕えた。
ロンバッハと共にアルバトロスで飛び立つも、脱走して機関銃を乱射する不二子から逃げ回ったり、逆上したロンバッハが持ち出した手榴弾の爆発に巻き込まれるなど散々な目に遭う。最後は破れかぶれのロンバッハの「もう知らん、逃げたい奴は逃げろ」との言葉に従い、他の部下達と共にアルバトロスからパラシュートで脱出していった。

## 第146話「ルパン華麗なる敗北」
舞台：アメリカ
ロマノフ
声 - 菅谷政子
子どもながらロシア科学アカデミーのドクターで、博士号を10も持っている。
ソ連からアメリカに亡命したが、祖国に対する裏切りとみなされKGBに命を狙われている。
自分以上の天才が居ないことを確認するためにルパンに盗みの挑戦を仕掛けるが、ルパンはロマノフが薬で優秀な頭脳を得る代わりに、1年が10年に相当する程体力を消耗する副作用に見舞われ命が長くない事を知り、わざとロマノフに負ける。

## 第147話「白夜に消えた人魚」
舞台：ノルウェーのオスロ、ベルゲン
ベルゲン市市長
声 - 真木恭介
ノルウェーのベルゲン市市長。
ベルゲンの観光名物にするため、大金を積んでビンゲルから大水晶の人魚像を買い取った。輸送する列車の中では食事をしたり酒を銭形に勧めたりとすっかり油断しきっていたが、ルパン達に水晶像を奪われた際には激怒してニガールにクビを言い渡し、自分の油断も棚に上げて、銭形に銃を乱射しながら追い掛け回した。
ニガール刑事
声 - 広瀬正志
ベルゲン署の刑事。逞しい体格で、いつも怒ったような顔をしている。真面目でバイキング精神を誇りとしているが、融通が利かない。
銭形と共に大水晶の人魚像の警備に当たるが、まんまとルパンに盗み出されて市長にクビを宣告され、日頃の強面もどこへやらとあっさり泣き出してしまった。
J.ビンゲル
声 - 松岡文雄
ノルウェーを代表する彫刻家。
不二子をモデルにして大水晶の人魚像を彫る。「もう富も名声も十分手に入れたし、最後の傑作となるものを作りたい」として、完成後、彫刻は不二子にプレゼントする約束だったが、ベルゲン市の市長に予想以上の大金を積まれて欲に目が眩み売ってしまう。不二子は裏切りに激怒してその金を頂戴し、さらにルパンに人魚像強奪を頼み込む。

## 第148話「ターゲットは555M」
ミス・オリビア
声 - 巴菁子
保険会社の社員で、銭形にマリンタワービルの警備システムを説明する。
しかし、実はこれは現場の下調べのための不二子の変装であり、銭形もルパンの変装。本物は銭形と一緒に箱の中に閉じ込められていた。

## 第149話「ベールをはいだメッカの秘宝」
舞台：サウジアラビアのメッカ・南極大陸
パトラ・ローレンス
声 - 上田みゆき（不二子の変装）、鈴木れい子（ルパンの変装）
メッカ特別警察の長官。
かのアラビアのローレンスの娘と言われており、ルガー・ブラックホークと電磁曲刀を武器として使用する。メッカの秘宝を守る金庫は、原油の油圧で閉じられているというもので、それを狙うルパンを翻弄して処刑寸前にまで追い詰めるが逃げられる。しかし盗聴器で聞いた彼女の言葉をヒントに、ルパンは原油を南極から抜き取ってサウジアラビアの油圧を下げるという特大スケールの作戦を実行し、油圧金庫からメッカの秘宝を奪った。しかし、秘宝の正体は経年によりほとんど風化していたマホメットの遺品で、イスラム教徒にとっては価値のある物でも、ルパン達にとってはガラクタ同然でしかなかった。
実はパトラの正体は不二子の変装。本物のパトラは1918（大正7）年生まれである為、現在の若い容姿とは大きな矛盾があった。今回の本当の目的は、イギリス、フランス、アメリカ、日本の加盟している南極油田国際石油公団事務局とあらかじめ裏取引を行い、メッカの秘宝を餌にルパンを誘導して南極に石油を産出させ、莫大な報奨金を得る事にあった。しかし、飛行機に乗って逃亡する途中、ルパンにあっさり正体を見破られた挙句、報奨金も取られてしまい不貞腐れるのだった。

## 第150話「ピアノ交響曲「動物園」」
舞台：チェコのプラハ
ケレンスキー
声 - 安原義人
チェコの生んだ天才ピアニスト。
アメリカに亡命し、不二子に頼んでルパンに自らの設計した音楽の殿堂から名器ジョビッチのグランド・ピアノを盗ませる。その殿堂はピアノを設置してから周囲に建設されたもので、搬出は建物の構造的に不可能なはずであったが、ルパンはピアノを一度バラバラに分解してから搬出して盗み出し、移動動物園に偽装して銭形の追跡からも逃げ切った。
その後、グランド・ピアノを手に入れたことでも最早用済みになったルパンと不二子を銭形に逮捕させようとするが、ルパンによってネジを1本外されていたため、ピアノはメチャクチャに壊れてしまい、そのことに大きなショックを受けて狼狽している隙を突かれ、ルパン達に逃げられてしまう。

## 第151話「ルパン逮捕ハイウェイ作戦」
舞台:フランスのニース
ゲストキャラクターはモブの警官達（声 - 広瀬正志、中田順一、川上八郎）のみ。
トレーラー1杯分という大量のダイヤモンド原石が、ニースからハイウェイを陸送されることになった。ルパンはそれを強奪しようとするが銭形に先手を取られ、不二子は逮捕されてしまう。そして銭形はハイウェイのX橋を丸ごと落とし穴に改造し、ダイヤを積んだトレーラーと不二子を囮にルパンをおびき寄せる。しかし、土壇場でトレーラーを強奪された上にルパンと不二子には逃げられ、逆に銭形自身がパトカーごとルパン逮捕用の檻に落下して、そのまま船で護送される羽目になってしまった。
なお、この回におけるルパンの愛車は、スバル・サンバー（3代目後期型）ナンバーは、L-71。であったが、銭形が乗っていたパトカーも同じスバルのレオーネ（初代後期型・2ドア）であった。

## 第152話「次元と帽子と拳銃と」
舞台：アメリカ
ミネソタ・ファッツ
声 - 渡部猛
世界でも名だたる凄腕のハスラーだが、裏では殺し屋もやっている。自身が殺す標的を徹底的に調べる主義であり、また自らの発明したビリヤード銃を使う。
ドン・ハゲロの依頼で次元を狙い、まず次元が帽子の鍔の先を目印にして照準を合わせて銃を撃つ事を突き止めた上で彼の帽子を濃硫酸で全て焼き焦がし、帽子無しでまともに拳銃が撃てなくなった次元と決闘するが、雪の中では跳弾が出来ないというビリヤード銃の弱点を見抜いたルパンによって、次元に雪山に誘い込まれ、しかも消音器を付けずに銃を撃った事が災いし、銃声で発生した雪崩に巻き込まれて死亡した。
ドン・ハゲロ
声 - 加藤精三
ビッグマック・カンパニーの副社長。スキンヘッドで分厚い唇が特徴。
亡きガッポリーニ社長の「世界一の拳銃の名手を次の社長にする」という遺言に納得が行かず、世界中の拳銃の名手をミネソタ・ファッツに殺させる。しかしまだ次元が残っていると知り、最後の仕上げとして次元の抹殺を30万ドルでファッツに依頼する。
ガッポリーニ
声 - 水鳥鉄夫
世界でも5本の指に入るほどの貿易会社ビッグマック・カンパニーの社長。
拳銃マニアで、1ヶ月前、「会社の後継者は世界一の拳銃の上手い男にする」という突拍子もない遺言を残して世を去った。
顧問弁護士
声 - 肝付兼太
ビッグマック・カンパニーの先代社長ガッポリーニの顧問弁護士。次元vsミネソタ・ファッツの対決の立会人を務める。
ファッツと同行する形で2人を追い掛けていき、ファッツの起こした雪崩に巻き込まれるものの、次元の足にしがみついて無事脱出した。

## 第153話「神様のくれた札束」
舞台：フランス
ジョアンナ
声 - 高島雅羅
フランスとスイスの間の小さな村にある、廃墟同然に荒れ果てた教会のシスター。
ICPOから奪った大量の札束を運ぶために教会のトラックを盗みにやって来たルパン達を、新しい礼拝堂を作るために集まった善意のボランティアだと思い込む。
お人好しで、誰がなんと言おうとも人間の善意を信じようとする純真無垢な女性であり、銭形の検問でルパン達の正体がバレそうになった時も、「この世に根っからの悪い人はいない」と強硬に主張することで、図らずもルパン達は救われる形になった。
成り行きで教会の補修を手伝うことになったルパン達は、盗んだ札束を隠すのも兼ねて、屋根瓦に偽装した札束で教会の修復を行い、生まれ変わった礼拝堂を見たジョアンナは感動する。その夜、嵐によって偽装用の塗料が流れ落ちてしまい、屋根に隠していた札束が露わになるが、札束を取り返しに来た銭形に対しても彼女は「人々の真心を信じるよう、神が起こした奇跡」だと言い、最後までルパン達を信じていた。
なお、ジョアンナに名を聞かれたルパンは、「俺はただの大工のせがれでさぁ」と誤魔化している。
ICPO長官
声 - 北村弘一
第82・85話にも登場したICPOの長官（前2話での声は加藤精三）。
世界中の犯罪組織から没収した金をスイス銀行に運ぶにあたっての護送を銭形に命じるが、まんまと奪われて激怒し、クビを宣告する。

## 第154話「ヘクサゴンの大いなる遺産」
舞台：フランスとスペイン国境付近の街、グランド・ヘクサゴン
アルバート・エッシェンバッハ
声 - 緑川稔
川に囲まれた六角形の街、グランド・ヘクサゴンの中心に位置するライカ銀行の頭取。
かつてはナチス党員で、ヒトラーの命令でUボートに金塊を入れて沈め、その金塊をライカ銀行の金庫室に納めてナチス再興に利用しようとしていた。積み上げられた50トンの金塊は、1つでも抜き取れば警報装置が鳴る仕組みだったが、ルパンの「金塊・煉瓦入れ替え作戦」によって見事に全て盗まれてしまう。
実はグランド・ヘクサゴンの街全体がカラクリ仕掛けのトラップであり、ルパン一味を追い詰めるが、ルパンの時限爆弾がUボートの船底で爆発し、そのはずみで発射された魚雷により銀行は壊滅。アルバートは「ハイル・ヒトラー」と言い残して息絶えた。
ガウス
声 - 矢田耕司
ライカ銀行の保安部長でアルバートの部下。
ルパンが侵入した際はナチスの軍服に着替え、執拗にルパンを抹殺しようとした。
アドルフ・ヒトラー
声 - 小比類巻孝一
ナチス総統。3話と同様、本編に登場するのはルパンの変装。

## 第155話「さらば愛しきルパンよ」
舞台：1981年（放映は1980年で近未来扱い）の日本・東京
小山田 真希（おやまだ まき）
声 - 島本須美
本作のヒロインで永田重工の協力の元、ロボット兵ラムダ・シグマを開発した小山田鉄一の一人娘。
父の有能な助手だったが、ロボット兵の恐ろしさを知り、宝石店をロボット兵で襲って脅威を知らしめることで、開発をやめさせようとルパン達に協力する。通行人を盾にする事で国防軍を躊躇させようとしたが、国防軍戦車隊の形振り構わない発砲で、却って大惨事を招いてしまい、そのことをアジトに潜入した銭形警部に非難される。更に自分に協力していたルパンも偽物で、全てはロボット兵の宣伝に利用するべく、永田重工の社長の仕組んだ陰謀であった事を知って落胆する。用済みになり殺されるところを銭形警部に変装していた本物のルパンに助けられ、協力してようやく研究所を爆破。最後には自らの罪滅ぼしのため、帰国してきた本物の銭形に自首した。
小山田 鉄一（おやまだ てついち）
小山田真希の実父。ロボット兵ラムダ・シグマの開発者。1980年に他界している。
ロボット兵開発しか眼中になく、資金繰りに詰まって永田重工の提携の申し出に飛びつくが、社長に全てのパテント・研究データを奪われた末に研究所も追われてしまい、失意の内に亡くなった。ロボット兵の軍事利用には反対していた。
警視総監
声 - 上田敏也
銭形の上司で、帰国してきた銭形（ルパンの変装）にラムダや小山田親子の秘密を話す。いつになくテンションの高い銭形を変装と見抜けなかった。
社長
声 - 大宮悌二
永田重工の社長。
国防省に依頼され、小山田鉄一博士に装甲ロボット兵「ラムダ」と「シグマ」を開発させた。さらに息子達をルパン、次元、五右ェ門に変装させた上、小山田真希にラムダを操縦させて犯罪を起こさせ、ロボットの宣伝に利用した。
その後、国防会議によりロボット兵の正式採用が決定し、用済みとなった真希を始末させ、息子達に海外逃亡を勧めるも、永田重工研究所に乗り込んできた本物のルパン一味により、息子達はあっと言う間に倒されてしまう。そして、最後の手段としてラムダの改良型であるシグマを起動させるが、真希により研究所破壊と自爆をプログラムされ制御装置を外されたシグマによって研究所は爆発炎上。気絶し息子達と共にラムダに抱えられながら、帰国した銭形に引き渡された。
偽ルパン三世（永田重工の御曹司）
声 - 山田康雄
永田重工の重役の1人。父親を「パパ」と呼ぶなど、作中の会話から社長の息子であることがわかる。多額の小遣いと引き換えに工作員として働き、各地でロボット兵の売り込みをしている。
変装技術は高く、ルパンに変装して真希の純真な心を利用してロボット兵を使った宝石強盗をさせる。正体や真の目的が判明すると証拠隠滅の為に真希殺害を企てたが、銭形に変装した本物のルパンの妨害で失敗に終わり、ルパンの投げつけた靴を顔面に受けて気絶。本物の銭形に引き渡される。
使用拳銃も本物と同じワルサーP38。
本人は本気でルパンになろうとしていたが結局は本物には及ばなかった。本物のルパン（が変装した銭形）曰く、「マヌケ面」。
偽次元（永田重工の要員）
声 - 小林清志
永田重工の重役の1人。仕事仲間である社長の息子とは対等に会話をし、2人と同じく金にがめつい。
使用拳銃は本物とは違いコルト・パイソンを使用するが、走行中の自動車のタイヤをわずかな隙間から撃ち抜くなど、腕はかなりのもの。
しかし本物の次元には全く相手にならず、次元の右ストレート1発で気絶し、銭形に引き渡される。
偽五右ェ門（永田重工の要員）
声 - 井上真樹夫
永田重工の重役の1人。
前者2人に比べ、斬鉄剣の様な刀剣は装備しておらず、タバコを吸ったり銃を武器にする、金に汚いなど、本物との違いがかなりある。
本物の五右ェ門に怯えるなど臆病な面もあり、斬鉄剣で服と髪を切り刻まれた挙句、鞘で頭を殴られて失神し、本物の銭形に引き渡される。